# Liste der Baudenkmäler in Viersen (T–Z)
Die Liste der Baudenkmäler in Viersen (T–Z) enthält die denkmalgeschützten Bauwerke auf dem Gebiet der Stadt Viersen im Kreis Viersen in Nordrhein-Westfalen (Stand: September 2011). Diese Baudenkmäler sind in der Denkmalliste der Stadt Viersen eingetragen; Grundlage für die Aufnahme ist das Denkmalschutzgesetz Nordrhein-Westfalen (DSchG NRW).

| Bild                             | Bezeichnung                      | Lage                                                           | Beschreibung | Bauzeit           | Eingetragen seit   | Denkmal- nummer |
| -------------------------------- | -------------------------------- | -------------------------------------------------------------- | --- | ----------------- | ------------------ | --------------- |
| weitere Bilder                   | Stadtmauer Dülken                | Dülken Theodor-Frings-Allee / Ostwall / Hospitalstraße Karte   | Dülken befand sich im Mittelalter am nördlichen Rand des Herzogtums Jülich; seine Stadterhebung vollzog sich wohl als bewusste Grenzsicherungsmaßnahme gegen Geldern und das Erzstift Köln zur Mitte des 14. Jahrhunderts, unter Markgraf Wilhelm V. von Jülich (R 1328–1361). 1364 wird Dülken erstmals als „stede“ bezeichnet; die erste Erwähnung einer steinernen Stadtbefestigung stammt jedoch lt. Brües erst von 1404 und später. Zuvor gab es wohl die übliche Holz-Erde-Befestigung mit „graven, planken, portzen und andere vestingen“. Ehemals geschlossener Mauerzug um die annähernd ovale Stadt mit zwölf (1568) bzw. später (1609) 19 Türmen, bis auf einen halbrund und nach innen geöffnet, zwei Stadttoren im Norden (Stein- oder Süchtelner Tor) und Süden (Linden- oder Gladbacher Tor) und einer zusätzlichen „Bruchpforte“ im Westen. Fundamente des Süchtelner Tores mit rechteckigem Torturm innen und Halbschalenturm an der Feldseite wurden 1986 ergraben. Der Mauer vorgelagert war ein Graben. Umfangreiche Erneuerungsarbeiten sind für das 16. Jahrhundert überliefert. Im 18. Jahrhundert einsetzender Verfall, ab 1831 Schleifung der Befestigungsanlagen und Bebauung der Stadtgräben. Beschreibung: Als aufgehendes historisches Mauerwerk sind folgende längere Abschnitte erhalten: An der Theodor-Frings-Allee beiderseits des „Gefangenenturms“, des einzigen vollrunden Turms der Stadtbefestigung, der oberhalb der Grundmauern ab 1963 wiederaufgebaut wurde. Die anschließenden Mauerstücke aus Backstein sind ab ca. 1 1/2 bis 2 m Höhe nach oben ergänzt, die alten Partien jedoch gut erkennbar. Strebepfeiler stützen die Mauer nach innen zum ehem. Wall hin ab. Der ehem. Graben auf der Feldseite ist heute eine öffentliche Grünfläche. Weiter nördlich (am Westwall) befindet sich ein weiteres Mauerstück, gekappt und geflickt und mit Unterbrechungen durch Verputz / Tore; der Teil ist dennoch insgesamt als Denkmal gekennzeichnet, um die Anschaulichkeit der Gesamtanlage „Stadtmauer“ als Mauerzug darzustellen. Schließlich befindet sich nach örtlicher Auskunft ein längeres Mauerstück mit Halbrundturm am Ostwall (nur von den Gärten zum Graben hin erkennbar) sowie in den Häusern Ostwall / Hospitalstraße, die im 19. Jahrhundert auf der Feldseite unter Einbeziehung der Mauer an diese herangebaut worden sind. Die Gebäude selbst sind ohne Denkmalwert. Als Zeugnis des geschichtlichen Rangs Dülkens als einer bereits seit dem Mittelalter befestigten Stadt ist die Stadtmauer von Dülken bedeutend für Viersen. An der Erhaltung der Mauerstücke an historischer Stelle besteht aus wissenschaftlichen, insbesondere orts- und siedlungsgeschichtlichen Gründen ein öffentliches Interesse. | nach 1404         | 18. April 2002     | 435             |
| weitere Bilder                   | Kriegsgedächtnisstätte           | Dülken Theodor-Frings-Allee Karte                              | Das Kriegerdenkmal in Dülken, das 1934 von dem Bildhauer Willy Meller aus Bad Godesberg geschaffen wird (Denkmalenthüllung 21. Oktober 1934), steht vor der alten Stadtmauer in der Nähe des einzig erhaltenen Turmes, dem ehemaligen Gefangenenturm. Auf einem rechteckigen Sockel aus Tuffstein befindet sich die überlebensgroße Gestalt (etwa 3,80 m hoch) eines jungen Kriegers aus dem gleichen Material. Die Figur soll den jungen Siegfried als Symbol für Kraft und Stärke repräsentieren. Das verdeutlicht die Darstellung Siegfrieds in ihrem extremen Vorwärtsschreiten als auch das Ballen der rechten Faust und das Halten des kurzen Schwertes in der linken Hand. Der Krieger trägt ein kurzes gegürtetes Kampfkleid, das oberhalb der Knie endet. Zwischen den Beinen der Figur ist ein zusätzlicher Steinsockel zur Unterstützung angebracht. Die Gesamtanlage wird durch fünf Basaltsteine ergänzt, die die Namen von 451 gefallenen Soldaten tragen. Diese rechteckigen Steinblöcke, die von jeweils einem kleinen Bronzekreuz bekrönt werden, stehen im gleichmäßigen Abstand voneinander vor der Dülkener Stadtmauer. Die Maße der Blöcke: 2,00 × 0,93 m. Die Kriegergedächtnisstätte an der Theodor-Frings-Allee kann aufgrund seiner inhaltlichen wie äußeren Darstellungsform als typisches Beispiel nationalistischer Denkmäler gelten. Aus wissenschaftlichen, insbesondere lokalhistorischen Gründen stehen Erhaltung und Nutzung des Denkmals gemäß § 2 (1) des Denkmalschutzgesetzes im öffentlichen Interesse. | 1934              | 7. September 1994  | 351             |
| Wohnhaus                         | Wohnhaus                         | Dülken Theodor-Frings-Allee 1 a Karte                          | Die backsteinsichtige Fassade mit gelben und roten Ziegeln lehnt sich vermutlich ihrer Fassadengestaltung an den Stil des damals neu erbauten Rathauses an. Die etwas eingezogene Türe liegt auf der linken Seite. Tür und Fenster sind mit Segmentgiebeln überdeckt und im Originalzustand erhalten. Ein stark strukturiertes Kranzgesims leitet zum Dach über. Im Inneren des Gebäudes sind z. T. Stuckdecken sowie die ursprünglichen Türen erhalten geblieben. Der Bodenbelag sowie die originale Holztreppe sind im Flur vorhanden. Das Haus gehört zum Typ des sogenannten rheinischen Dreifensterhauses, eines bürgerlichen Reiheneinfamilienhauses, wie es seit der zweiten Hälfte des 19. Jahrhunderts besonders in den damals neu entstehenden Vorstädten fast überall gleichzeitig erbaut wurde. So ist das Haus im städtebaulichen Zusammenhang Dülkens zu sehen, in dessen südöstlichen Wallbereich sie erbaut wurden und dessen alte Stadtmauerfluchtlinie ihre rückwärtige Grundstücksgrenze bildet. Das Haus ist als Ausdruck der städtebaulichen Neuordnung, die außerhalb des mittelalterlichen Stadtkerns durch den 1895 entworfenen Ausbau der Theodor-Frings-Allee (damals Friedensstraße) erfolgte, zu sehen. In ihr ist die Baugesinnung einer Ende des 19. Jahrhunderts wirtschaftlich prosperierenden und aufstrebenden Kleinstadt wiederzufinden. Aus wissenschaftlichen, insbesondere städtebaulichen, orts- und architekturgeschichtlichen Gründen stehen Erhaltung und Nutzung des Gebäudes gemäß § 2 (1) des Denkmalschutzgesetzes im öffentlichen Interesse. | 1900              | 15. Oktober 1985   | 71              |
| Wohnhaus                         | Wohnhaus                         | Dülken Theodor-Frings-Allee 1 b Karte                          | Die Backsteinputzfassade mit historisierenden Schmuckformen gliedert sich in zwei Achsen. Die Hauptachse links ist mit einem Giebel überdeckt, darunter großflächige Fenster. Das Fenster des ersten Obergeschosses ist mit einem flachen Dreiecksgiebel überdeckt, wobei die Brüstung mit Engelchen ausgeschmückt ist. Das auskragende Kranzgesims wird von zwei Frauenköpfen getragen, wobei das mittige Giebelfenster von einem bärtigen Männerkopf überdeckt ist. Farbfreie Stellen in der Fassade lassen die ursprüngliche backsteinsichtige Fassade, die hier mit vorgeblendeten horizontalen Putzbändern durchzogen ist, erkennen. Vermutlich lehnt sich die Gestaltung der Fassade an den Stil des damals neu erbauten Rathauses an. Fenster und Türe sind im originalen Zustand erhalten und werden von einem flachen vorgeblendeten Sturz überdeckt. Der Giebel ist in der Fassade risalitmäßig leicht vorgezogen. Die rückwärtige Fassade ist backsteinsichtig mit originalen Fenstern erhalten. Im Innern des Gebäudes sind im Erdgeschoss verschiedene Stuckdecken mit floralem Dekor und Rosetten erhalten geblieben. Ebenso die Treppe mit gedrechseltem Geländer. Das Dachgeschoss ist in unverändertem Zustand geblieben. Das Gebäude wird von zwei hohen Gewölbekellern, die parallel zur Straße verlaufen, unterfangen. Das Gebäude inmitten einer Reihe von sogenannten rheinischen Dreifensterhäuser tritt durch die ungewöhnliche Fassadenteilung hervor. Es ist jedoch baugleich mit den angrenzenden Häusern. So ist das Haus in städtebaulichem Zusammenhang Dülkens zu sehen, in dessen südöstlichen Wallbereich es erbaut wurde, und dessen alte Stadtmauer Fluchtlinie die rückwärtige Grundstücksgrenze bildet. Das Haus ist als Ausdruck der städtebaulichen Neuordnung, die außerhalb des mittelalterlichen Stadtkerns durch den 1895 entworfenen Ausbau der Theodor-Frings-Allee (damals Friedensstraße) erfolgte, zu sehen. In ihr ist die Baugesinnung einer Ende des 19. Jahrhunderts wirtschaftlich prosperierenden und aufstrebenden Kleinstadt wiederzufinden. Aus wissenschaftlichen, insbesondere städtebaulichen, orts- und architekturgeschichtlichen Gründen stehen Erhaltung und Nutzung des Gebäudes gemäß § 2 (1) des Denkmalschutzgesetzes im öffentlichen Interesse. | 1900              | 26. Juni 1986      | 108             |
| Wohnhaus                         | Wohnhaus                         | Dülken Theodor-Frings-Allee 2 Karte                            | Das wohl um 1889 am Gelände des früheren Stadtgrabens errichtete Haus ist von der Venloer Straße kommend das erste Gebäude in einer Reihe von aufwendig gestalteten Villen auf der einen und eher schlichten Reihenhäusern auf der anderen Seite der Straße. Das Gebäude mit Satteldach, traufseitig zur Straße gerichtet, gliedert sich in vier Achsen und ist mit dem Nachbargebäude zu einer stilistischen Einheit zusammengefasst, die in der Straßenfassade insgesamt 8 Achsen aufweist. Die Fassade, in Schmuckformen der Neurenaissance gehalten, erfährt eine horizontale Gliederung durch Sockel, Sohlbank, Geschoss- und Kranzgesims, wobei das Erdgeschoss in einem stark strukturierten Bänderputz ausgeführt ist. Das Obergeschoss ist backsteinsichtig. Der Eingang ist von einem auf Konsolen gelagerten Balkon überdacht. Das Erdgeschoss besitzt Rundbogenfenster, das Obergeschoss rechteckige, die von flachen Dreiecksgiebeln überdeckt werden. Fensterrahmen und Flügel sind im Originalzustand erhalten. Der ursprüngliche Ausbau des Hauses wurde vermutlich in den 1920er bis 30er Jahren verändert. So stammen Treppe, Türen sowie die Holzkassettenverkleidung im Treppenhaus und Flur aus dieser Zeit. Das starkstrukturierte Stuckschmuckwerk mit floralen Motiven an den Decken ist dem ursprünglichen Ausbau zuzuordnen. Die Rückseite des Hauses wurde modernisiert. An der Theodor-Frings-Allee stehen innerhalb einer städtebaulichen Neuplanung außerhalb des mittelalterlichen Stadtkerns auf der einen Seite „offizielle Bauten“ – Rathaus und Schule – und auf der anderen Seite Wohnbauten unterschiedlichen gesellschaftlichen Anspruches nebeneinander. Hier ist die Baugesinnung des ausgehenden 19. Jahrhunderts in einer wirtschaftlich prosperierenden und aufstrebenden Kleinstadt besonders anschaulich. Aus wissenschaftlichen, insbesondere architekturgeschichtlichen und stadtgeschichtlichen Gründen liegen Erhaltung und Nutzung des Gebäudes Theodor-Frings-Allee 2 gemäß § 2 (1) des Denkmalschutzgesetzes im öffentlichen Interesse. | 1889              | 30. Dezember 1986  | 142             |
| Wohnhaus                         | Wohnhaus                         | Dülken Theodor-Frings-Allee 3 Karte                            | Das Gebäude ist Bestandteil einer zweigeschossigen Häuserreihe, die um 1900 auf dem Gelände des früheren Stadtgrabens von Dülken errichtet wurde. Das zweigeschossige Haus mit Mezzanin, Satteldach und Hintergebäuden ist in drei Achsen errichtet. Die backsteinsichtige Fassade mit gelben und roten Ziegeln lehnt sich vermutlich ihrer Fassadengestaltung an den Stil des damals neu erbauten Rathauses an. Die etwas eingezogene Türe liegt auf der linken Seite. Tür und Fenster sind mit Segmentgiebeln überdeckt und im Originalzustand erhalten. Ein stark strukturiertes Kranzgesims leitet zum Dach über. Im Inneren des Gebäudes sind z. T. Stuckdecken sowie die ursprünglichen Türen erhalten geblieben. Der Bodenbelag sowie die originale Holztreppe sind im Flur vorhanden. Das Haus gehört zum Typ des sogenannten rheinischen Dreifensterhauses, eines bürgerlichen Reiheneinfamilienhauses, wie es seit der zweiten Hälfte des 19. Jahrhunderts besonders in den damals neu entstehenden Vorstädten fast überall gleichzeitig erbaut wurde. So ist das Haus im städtebaulichen Zusammenhang Dülkens zu sehen, in dessen südöstlichen Wallbereich sie erbaut wurden und dessen alte Stadtmauerfluchtlinie ihre rückwärtige Grundstücksgrenze bildet. Das Haus ist als Ausdruck der städtebaulichen Neuordnung, die außerhalb des mittelalterlichen Stadtkerns durch den 1895 entworfenen Ausbau der Theodor-Frings-Allee (damals Friedensstraße) erfolgte, zu sehen. In ihr ist die Baugesinnung einer Ende des 19. Jahrhunderts wirtschaftlich prosperierenden und aufstrebenden Kleinstadt wiederzufinden. Aus wissenschaftlichen, insbesondere städtebaulichen, orts- und architekturgeschichtlichen Gründen stehen Erhaltung und Nutzung des Gebäudes gemäß § 2 (1) des Denkmalschutzgesetzes im öffentlichen Interesse. | 1897              | 5. Mai 1986        | 96              |
| Wohnhaus                         | Wohnhaus                         | Dülken Theodor-Frings-Allee 4 Karte                            | Das wohl um 1888 am Gelände des früheren Stadtgrabens errichtete Haus ist von der Venloer Straße kommend das erste Gebäude in einer Reihe von aufwendig gestalteten Villen, auf der einen und eher schlichten Reihenhäusern auf der anderen Seite der Straße. Das Gebäude mit Satteldach, traufseitig zur Straße gerichtet, gliedert sich in vier Achsen und ist mit dem Nachbargebäude zu einer stilistischen Einheit zusammengefasst, die in der Straßenfassade insgesamt 8 Achsen aufweist. Der Eingang befindet sich mittig auf der Giebelseite und ist mit dem darüber liegenden, mit Schmuckwerk versehenen Fenster risalitartig vorgezogen; den oberen Abschluss bildet eine von Voluten begleitete Ädikula. Das Erdgeschoss besitzt Rundbogenfenster, das Obergeschoss rechteckige Fenster, die von flachen Dreiecksgiebeln überdeckt werden. Fensterrahmen und Fensterflügel wurden durch moderne ersetzt. Die schlichte Grundausstattung des Hauses mit der alten Holztreppe, Stuckdecken, Türen mit Rahmen und Füllung, sowie der farbige Bodenbelag in der Küche sind erhalten geblieben. Der Boden des Eingangsbereiches ist mit einem dunklen Naturstein ausgestattet. Die Rückfront des Gebäudes ist modernisiert. Der Keller des Gebäudes ist von einer Kappendecke überspannt. An der Theodor-Frings-Allee stehen innerhalb einer städtebaulichen Neuplanung außerhalb des mittelalterlichen Stadtkerns auf der einen Seite „offizielle Bauten“ – Rathaus und Schule – und auf der anderen Seite Wohnbauten unterschiedlichen gesellschaftlichen Anspruchs nebeneinander. Hier ist die Baugesinnung des ausgehenden 19. Jahrhunderts in einer wirtschaftlich prosperierenden und aufstrebenden Kleinstadt besonders anschaulich. Aus wissenschaftlichen, insbesondere architekturgeschichtlichen und stadtgeschichtlichen Gründen liegt die Erhaltung und Nutzung des Gebäudes Theodor-Frings-Allee 4 gemäß § 2 (1) des Denkmalschutzgesetzes im öffentlichen Interesse. | 1888              | 5. September 1986  | 130             |
| Wohnhaus                         | Wohnhaus                         | Dülken Theodor-Frings-Allee 5 Karte                            | Die Fassade des Hauses erfährt ihre Gestaltung durch unterschiedliche Farbe und Struktur der Materialien. Der Erdgeschossbereich ist in einer Putzfassade mit historisierenden Schmuckformen ausgebildet und trennt sich vom Obergeschoss durch eine vorgeblendete Balustrade. Das Obergeschoss ist in Backsteinen ausgeführt. Hier sind die originalen Fenster mit umlaufenden Wülsten und darüber liegendem Sturz ausgebildet. Die originale Eingangstüre wurde durch eine moderne Tür ersetzt. Im Inneren des Gebäudes ist die Originalausstattung zum Teil erhalten. So befinden sich im Eingangsflur noch die farbigen Bodenfliesen, das Holztreppenhaus mit gedrechseltem Geländer und Pfosten sowie die Zimmertüren mit Rahmen und Füllung. Im Dachraum ist die tragende Konstruktion der Innenwand in Holzgewänden zu erkennen. Die Decke des Kellers ist als Kappendecke ausgebildet. Der Typ ist seiner inneren Struktur nach ein Einfamilienreihenhaus, das mit seiner Schmal- und Traufseite zur Straße weist und dort nur die Breite von drei Fensterachsen und zumeist drei Geschossen zeigt. Üblicherweise liegt der Eingang in der seitlichen Achse. Das Haus ist als Ausdruck der städtebaulichen Neuordnung, die außerhalb des mittelalterlichen Stadtkerns durch den 1895 entworfenen Ausbau der Theodor-Frings-Allee (damals Friedensallee) erfolgte, zu sehen. In ihr ist die Baugesinnung einer Ende des 19. Jahrhunderts wirtschaftlich aufstrebenden Kleinstadt wiederzufinden. Aus wissenschaftlichen, insbesondere städtebaulichen, orts- und architekturgeschichtlichen Gründen stehen Erhaltung und Nutzung des Gebäudes Theodor-Frings-Allee 5 gemäß § 2 (1) des Denkmalschutzgesetzes im öffentlichen Interesse. | 1895              | 5. August 1986     | 124             |
| Wohnhaus                         | Wohnhaus                         | Dülken Theodor-Frings-Allee 7 Karte                            | Das Gebäude ist Bestandteil einer zweigeschossigen Häuserreihe, die um 1900 auf dem Gelände des früheren Stadtgrabens von Dülken errichtet wurde. Bei dem Gebäude handelt es sich um ein sogenanntes rheinisches Dreifensterhaus, ein bürgerliches Reihen-Einfamilien-Haus schlichteren Zuschnitts, wie es in der zweiten Hälfte des letzten Jahrhunderts, besonders in den damals neu entstehenden Vorstädten überall erbaut wurde. Der Typ in seiner inneren Struktur nach ein Einfamilienhaus, das mit seiner Schmal- und Traufseite zur Straße weist und dort wohl die Breite von 3 Fensterachsen und zumeist 3 Geschossen zeigt. Üblicherweise liegt der Eingang in der seitlichen Achse. Die Fassade erfährt durch Sockel-, Geschoss-, Sohlbank- und Kranzgesims eine horizontale Gliederung, wobei das Erdgeschoss in einem stark strukturierten Bänderputz ausgeführt ist. Der Eingang erfährt hier durch 2 bis unters Dach laufende Lisenen eine besondere Betonung. Das Gebäude ist spiegelbildlich zum Haus Theodor-Frings-Allee 9 errichtet, jedoch sind die Schmuckornamente der Fassade differenziert. Im Inneren ist die Originalausstattung weitgehend erhalten. So befinden sich im Eingangsflur noch die bunten Bodenfliesen, das Holztreppenhaus mit gedrechseltem Geländer und Pfosten, sowie die Zimmertüren mit Rahmen und Füllung. In einem Raum und im Flur des Obergeschosses sind an den Decken die Kehlfriese erhalten. Ebenfalls befindet sich der Dachstuhl noch im Originalzustand. Besonders hervorzuheben ist die mit Schmuckornamenten stark strukturierte Eingangstüre aus Eichenholz. Die Decke des Kellers ist als Kappendecke ausgebildet. Das Haus ist als Ausdruck der städtebaulichen Neuordnung, die außerhalb des mittelalterlichen Stadtkerns durch den 1895 entworfenen Ausbau der Theodor-Frings-Allee (damals Friedens-Allee) erfolgte, zu sehen. In ihr ist die Baugesinnung einer Ende des 19. Jahrhunderts wirtschaftlich prosperierenden und aufstrebenden Kleinstalt wiederzufinden. Aus wissenschaftlichen, insbesondere städtebaulichen-, orts- und architekturgeschichtlichen Gründen liegen Erhaltung und Nutzung des Gebäudes Theodor-Frings-Allee 7 gemäß § 2 (1) des Denkmalschutzgesetzes im öffentlichen Interesse. | Ende 19. Jh.      | 8. September 1986  | 138             |
| Halbvilla                        | Halbvilla                        | Dülken Theodor-Frings-Allee 8 Karte                            | Die zweigeschossige Halbvilla, in Schmuckformen der Neurenaissance gehalten, wurde von den Kölner Baumeistern Schreiterer und Schreiber für den Kaufmann Julius Clemens erbaut. Die Jahreszahl auf dem Giebel der Turmachse verweist auf das Baujahr 1887. Das Gebäude mit Mansarddach ist in drei zu eins Achsen mit einer Betonung auf die Stirn- und Eingangsseite des Hauses errichtet. Die rechte Seitenachse ist daher risalitartig vorgezogen und übergiebelt. Die Backsteinputzfassade im originalen Zustand erhalten, erfährt eine horizontale Gliederung durch klar trennende strukturierte Geschoss- und Sohlbankgesimse im Obergeschoss. Das breite Kransgesims hebt umlaufend Giebel- und Dachaufbauten von der Fassade. Das Sockelgesims mit den Fenstern des Souterrains erfährt hier eine untergeordnete Gestaltung. Dagegen sind die Fenster des Erdgeschosses mit Eckquaderung und einem frauenkopfgeschmückten Keilstein versehen. Besonders geschmückt ist das Fenster in der Seitenachse mit vorgeblendeten Stützen und einem Männerkopf, darüber das Fenster im Obergeschoss, mit Rundbogen versehen, ist in der Spandrille mit Engeln geschmückt, die sich einem Wappen abwenden. Bemerkenswert ist das Schmuckwerk auf der Stirnseite, das in seinem Anliegen im Wesentlichen auf den Eingang bezogen ist und demonstrativ von den beiden Säulen des Eingangs, die die im Schmuckwerk darüber liegenden Säulen wiederum tragen, bis in die Spitze des Zwiebelturms durchgestaltet ist. Die weniger schmuckvoll ausgebildete Rückseite des Hauses ist im Originalzustand weitgehend erhalten. Das Innere der Villa ist mit prunkvollen Holzausbauten versehen, und muss trotz geringfügiger Veränderung als vollständig erhalten bezeichnet werden. So sind alte Räume bis ins Obergeschoss mit Stuckwerk an den Decken versehen. Erdgeschossig stark strukturiert, befindet sich eine Decke im Raum zur Straße, geschmückt mit einem Laubkranz. Der dahinter liegende Raum zur Gartenseite ist ausgestattet mit einer Holzkassettendecke, die kunstvoll mit Intarsien versehen ist. Der Raum wird durch zwei Säulen mit aufgemalter Marmorierung geteilt. Besonders hervorzuheben ist der mit kunstvollen Holzarbeiten versehene Eingangsbereich des Hauses. Hier befindet sich eine großzügige Holztreppenanlage sowie eine ca. 2 m hohe Kassettenverkleidung, in die eine Tür mit Schnitzwerkgiebel eingebaut ist, die ehemals den Speiseaufzug verbarg. Die Zimmertüren mit Zargen sind ebenfalls zugehörig. Im Souterrain des Hauses befindet sich die ehemalige Küche des Hauses mit den originalen Bodenfliesen. Der übrige Teil des Kellers ist mit einer Kappendecke überspannt. Julius Clemens (1844–1906) gehörte einer seit dem 18. Jahrhundert nachweislich in Dülken ansässigen und hoch angesehenen Familie an, zu der Bürgermeister und Vikare zählten. Franz Rütger Clemens gründete 1801 einen Porzellanhandel. Seine Erben betrieben das von ihm aufgebaute Kaufhaus unter dem Namen „F.R. Clemens Erben“ bis Mitte des 20. Jahrhunderts an der Moselstraße weiter. Es ist zu vermuten, dass Julius Clemens als erfolgreicher Kaufmann den aufgrund von zahlreichen überregionalen Wettbewerbserfolgen zu den bedeutendsten Architekten im deutschen Reich gehörenden Kölner Baumeister Schreiterer mit seinem Partner Schreiber auf seinen Reisen kennen und schätzen lernte. Die auffällig gestaltete Villa prägt die Ende des letzten Jahrhunderts angelegte Theodor-Frings-Allee entscheidend mit, die als Beispiel für die Baugesinnung am Ende des 19. Jahrhunderts in einer wirtschaftlich prosperierenden und aufstrebenden Kleinstadt gilt. Die originalen Stuckfassaden an der Straßen- und Eingangsseite des Hauses tragen bereichernd zum Stadtbild bei. Als Kaufmann war der Blick über die eigenen Stadtgrenzen gegeben. Die Ausstattung der Innenräume lassen Wohlstand, insbesondere in der außergewöhnlichen Ausführung der Holz- und Stuckarbeiten erkennen. Aus wissenschaftlichen, insbesondere städtebaulichen, architektur- und kunstgeschichtlichen Gründen liegen die Erhaltung und Nutzung des Gebäudes gemäß § 2 (1) des Denkmalschutzgesetzes im öffentlichen Interesse. | 1887              | 29. Juli 1986      | 116             |
| Wohnhaus                         | Wohnhaus                         | Dülken Theodor-Frings-Allee 9 Karte                            | Das Gebäude ist Bestandteil einer zweigeschossigen Häuserreihe, die im 1900 auf dem Gelände des früheren Stadtgrabens von Dülken errichtet wurde. Bei dem Gebäude handelt es sich um ein sogenanntes rheinisches Dreifensterhaus, ein bürgerliches Reihenfamilienhaus schlichteren Zuschnitts, wie es in der zweiten Hälfte des letzten Jahrhunderts besonders in den damals neu entstehenden Vorstädten fast überall erbaut wurde. Der Typ ist seiner inneren Struktur nach ein Einfamilienreihenhaus, das mit seiner Schmal- und Traufseite zur Straße weist und dort nur die Breite von drei Fensterachsen und zumeist drei Geschossen zeigt, üblicherweise liegt der Eingang in der seitlichen Achse. Die Fassade erfährt durch Sockel-, Geschoss-, Sohlbank und Kranzgesims eine horizontale Gliederung, wobei das Erdgeschoss in einem stark strukturierten Bänderputz ausgeführt ist. Der Eingang erfährt hier durch zwei bis unter das Dach laufende Lisenen eine besondere Betonung. Im Inneren ist die Originalausstattung weitgehend erhalten. So befinden sich im Eingangsflur noch die bunten Bodenfliesen, das Holztreppenhaus mit gedrechseltem Geländer und Pfosten sowie die Zimmertüren mit Rahmen und Füllung. Im Dachraum ist die tragende Konstruktion der Innenwand in Holzgewänden zu erkennen. Ebenfalls befindet sich der Dachstuhl noch im Originalzustand. Die Decke des Kellers ist als Kappendecke ausgebildet. Das Haus ist als Ausdruck der städtebaulichen Neuordnung, die außerhalb des mittelalterlichen Stadtkerns durch den 1895 entworfenen Ausbau der Theodor-Frings-Allee (damals Friedensallee) erfolgte, zu sehen. In ihr ist die Baugesinnung einer Ende des 19. Jahrhunderts wirtschaftlich prosperierenden und aufstrebenden Kleinstadt wiederzufinden. Aus wissenschaftlichen, insbesondere städtebaulichen, orts- und architekturgeschichtlichen Gründen stehen Erhaltung und Nutzung des Gebäudes Theodor-Frings-Allee 9 gemäß § 2 (1) des Denkmalschutzgesetzes im öffentlichen Interesse. | 1895              | 9. Oktober 1986    | 141             |
| weitere Bilder                   | Halbvilla                        | Dülken Theodor-Frings-Allee 10 Karte                           | Die zweigeschossige Halbvilla im Neurenaissancestil wurde um 1887 erbaut. Sie ist in 4 : 2 Achsen errichtet, wobei die Eingangseckachse zurückgesetzt ist. Sie wird durch eine über eine Treppe zu erreichende, bunt geflieste Eingangsvorhalle mit darüber liegendem Balkon betont. Ein polygonaler vorspringender Eckturm mit Haubendach akzentuiert die Ecksituation. Das Mansarddach ist schiefergedeckt. Im Erdgeschoss befinden sich unterschiedlich breit profilierte Rundbogenfenster mit Abschlussstein, sehr schmalhohe im Turmbereich, ein breites seitlich der Vorhalle, die sich auch rundbogig öffnet. Im Obergeschoss setzen sich die Fensterachsen in rechteckigen, mit Verdachungen versehenen Fenstern fort. Die Putzfassade ist im Erdgeschoss als Quadermauerwerk, im Bereich des Obergeschosses als Bänderputz gestaltet. Die Flächen unterhalb der Fenster besitzen teils Blindbalustraden, teils geometrische Putzflächen oder Girlandenputz. Das im Stuckputz und an den Eckfenstern vorkommende Kreismotiv wird durch blinde Ochsenaugen über den Obergeschossfenstern, des Turmes wiederholt. Die horizontale Gliederung des Gebäudes übernehmen Sockel-, Fensterband- und Kranzgesimse mit Rundstabfries. Die Villa ist mit einem schmiedeeisernen Gitter zur Straße hin eingefriedet. An dem Gebäude befindet sich ein 1956 rückwärtig versetzter Neubau. Im Innern ist die Villa nahezu original mit Treppenhaus (Geländer erneuert) und weißem Marmorboden sowie Stuck im Eingangsbereich erhalten. Die Parkettböden sowie die reiche Deckenstuckierung ist in jedem Raum unterschiedlich gestaltet. Besonders aufwendig ist der Flur im Erdgeschoss mit Stuckfries und Stucktympana über den Zimmertüren geschmückt. Das Speisezimmer mit Kassettenstuckdecke ist vom nächsten Raum durch eine Originalschiebetür abzuteilen. Im Wintergarten, mit Rundbogenfenster und flachgemauerter Kappendecke, ist ein bunter Fliesenboden verlegt. Der prunkvolle Innenausbau setzt sich im 1. Obergeschoss gemäßigt fort, bis auf das Eckzimmer mit Stuckdecke besitzen die Räume nur Stuckkehlen. Die Holzinnentüren sind zum größten Teil erhalten, die Fenster alt, ebenso die Dielenböden. Der Keller besitzt Kappendecken und eine Kohlenschütte mit Verschlag. Die auffällig gestaltete Villa prägt die Ende des letzten Jahrhunderts angelegte Theodor-Frings-Allee entscheidend mit, die als Beispiel für die Baugesinnung am Ende des 19. Jahrhunderts in einer wirtschaftlich prosperierenden und aufstrebenden Kleinstadt gilt. Die originalen Stuckfassaden an der Straßen- und Südseite mit Balkonformen, Stuckgliederung und Fensterteilungen tragen bereichernd zum Straßenbild bei. Aus wissenschaftlichen, insbesondere städtebaulichen, architektur- und kunstgeschichtlichen Gründen liegen Erhaltung und Nutzung des Gebäudes gemäß § 2 (1) Denkmalschutzgesetz im öffentlichen Interesse. | 1883              | 28. Februar 1985   | 24              |
| Wohnhaus                         | Wohnhaus                         | Dülken Theodor-Frings-Allee 12 Karte                           | Das im Jahre 1885 an der ehemaligen Friedensstraße erbaute Doppelhaus mit Satteldach ist spiegelbildlich in zwei Geschossen und je vier Achsen errichtet. Die strenge Fensterachsensymmetrie der beiden Fassaden wird in der Horizontalen durch Gurt-, Fensterbank- und Kranzgesims betont. Die beiden Putzfassaden sind in unterschiedlichen historisierenden Schmuckformen gehalten. Die beiden Eingänge liegen mittig, daneben je eine Veranda, die auf dem vorgezogenen Kellergeschoss liegt. Den Häusern vorgelagert ist ein Garten, der zur Straße mit einer Säulenordnung und dazwischenliegenden Gittern abgegrenzt ist. Bei der Gebäudehälfte Theodor-Frings-Allee 12 ist die Veranda noch mit der ursprünglichen Balustrade vorhanden. Die Fenstergiebel sind mit floralem Schmuckwerk überdeckt, jedoch wurden die alten Fenster durch moderne ersetzt. Das Innere des Hauses ist durch Umbauten für Praxisräume teilweise verändert. Erhalten geblieben sind die originale Holztreppe im Flur sowie das Oberlicht über dem Windfang. Weiterhin befindet sich noch im Laborraum ein Terrazzoboden und die alten Wandfliesen. An den Decken des Obergeschosses sind zum größten Teil noch Hohlkehlenfriese vorhanden. Der Keller ist von zwei Gewölben überspannt. Die Rückseite des Gebäudes ist modernisiert. Das ehemals freistehende Doppelhaus ist als Ausdruck der städtebaulichen Neuordnung, die außerhalb des mittelalterlichen Stadtkerns durch den 1895 entworfenen Ausbau der Theodor-Frings-Allee (damals Friedensallee) erfolgte, zu sehen. In ihr ist die Baugesinnung einer Ende des 19. Jahrhunderts wirtschaftlich prosperierenden und aufstrebenden Kleinstadt wiederzufinden. Aus wissenschaftlichen, insbesondere städtebaulichen, orts- und architekturgeschichtlichen Gründen liegen Erhaltung und Nutzung der Gebäude Theodor-Frings-Allee 12 und 14 gemäß § 2 (1) des Denkmalschutzgesetzes im öffentlichen Interesse. | 1885              | 30. Juli 1986      | 117             |
| Wohnhaus                         | Wohnhaus                         | Dülken Theodor-Frings-Allee 14 Karte                           | Das im Jahre 1885 an der ehemaligen Friedensstraße erbaute Doppelhaus mit Satteldach ist spiegelbildlich in zwei Geschossen und je vier Achsen errichtet. Die strenge Fensterachsensymmetrie der beiden Fassaden wird in der Horizontalen durch Gurt-, Fensterbank- und Kranzgesims betont. Die beiden Putzfassaden sind in unterschiedlichen historisierenden Schmuckformen gehalten. Die beiden Eingänge liegen mittig, daneben je eine Veranda, die auf dem vorgezogenen Kellergeschoss liegt. Den Häusern vorgelagert ist ein Garten, der zur Straße mit einer Säulenordnung und dazwischenliegenden Gittern abgegrenzt ist. Die modernisierten Fenster der Gebäudehälfte Theodor-Frings-Allee 14 übernehmen die ursprüngliche Teilung und sind von flachen Dreiecksgiebeln überspannt. Das Gebäude wurde im Innern 1981 intensiv modernisiert. Vorhanden sind noch der originale Terrazzoboden im Flur sowie die originale Holztreppe mit schlichtem Geländer. Teilweise ist an den Decken noch ein Hohlkehlfries und im Flur ein schlichtes Profilgesims vorhanden. Das Gebäude ist von einem Gewölbekeller unterfangen. Die Rückseite des Gebäudes ist ebenfalls modernisiert. Das ehemals freistehende Doppelhaus ist als Ausdruck der städtebaulichen Neuordnung, die außerhalb des mittelalterlichen Stadtkerns durch den 1895 entworfenen Ausbau der Theodor-Frings-Allee (damals Friedensallee) erfolgte, zu sehen. In ihr ist die Baugesinnung einer Ende des 19. Jahrhunderts wirtschaftlich prosperierenden und aufstrebenden Kleinstadt wiederzufinden. Aus wissenschaftlichen, insbesondere städtebaulichen, orts- und architekturgeschichtlichen Gründen liegen Erhaltung und Nutzung der Gebäude Theodor-Frings-Allee 12 und 14 gemäß § 2 (1) des Denkmalschutzgesetzes im öffentlichen Interesse. | 1885              | 30. Juli 1986      | 118             |
| Wohnhaus                         | Wohnhaus                         | Dülken Theodor-Frings-Allee 15 Karte                           | Das 1892 errichtete zweigeschossige Wohnhaus ist als Eckhaus zur Augustastraße erbaut. Die beiden Straßenfassaden, giebelseitig zur Augustastraße und traufseitig zur Theodor-Frings-Allee sind durch den Wechsel von roten und gelben Ziegeln, die bewusst als Schmuckelement eingesetzt und angeordnet sind, strukturiert. Die Ecken des Gebäudes sind durch die Verwendung von roten Ziegeln besonders hervorgehoben. Die dreiachsige Fassade zur Theodor-Frings-Allee wird durch einen Giebel mit vorgeblendetem Spitzbogen hervorgehoben. Eine Trennung von der überwiegend in Putz gestalteten Häuserzeile erfährt das Gebäude durch einen Einschnitt, indem zurückliegend der Eingang angeordnet ist. Die Fenster, im Giebel mit flachen Dreiecken überdeckt, sind im originalen Zustand sowie die Haustüre. Besonders hervorzuheben ist die Ausstattung der Innenräume. Hier befinden sich stark strukturierte Stuckdecken sowie die alte Eichenholztreppe mit Schnitzwerk im unveränderten Zustand. Der Keller des Gebäudes ist mit Kappendecken überdeckt. Das Gebäude, dem Stil des ehemaligen Rathauses nachempfunden, sowie weitere Gebäude auf der Theodor-Frings-Allee, ist der Ausbauphase der Stadt Dülken zum Ende des letzten Jahrhunderts zuzuordnen. Mit dem Ausbau der ehemaligen Friedensstraße spiegelt sich die Baugesinnung einer wirtschaftlich prosperierenden und aufstrebenden Kleinstadt wider. Aus wissenschaftlichen, insbesondere städtebaulichen, straßenbildprägenden, stadtentwicklungsgeschichtlichen und ortsgeschichtlichen Gründen liegen Erhaltung und Nutzung des Gebäudes gemäß § 2 (1) des Denkmalschutzgesetzes im öffentlichen Interesse. | 1892              | 30. Juli 1986      | 119             |
| Wohnhaus                         | Wohnhaus                         | Dülken Theodor-Frings-Allee 17 / Augustastraße 9 Karte         | Das Gebäude ist Bestandteil einer zweigeschossigen Häuserreihe, die um 1900 auf dem Gelände des früheren Stadtgrabens von Dülken errichtet wurde. Das zweigeschossige Haus mit Mezzanin ist in drei Achsen errichtet und bildet mit der gestalteten Giebelseite den Abschluss zur Augustastraße. Die farbfreien Stellen in der Fassade lassen die ursprüngliche, backsteinsichtige Außenwand erkennen. Vermutlich lehnt sich die Gestaltung der Fassade, wie auch weitere Häuser an der Theodor-Frings-Allee an die Gestaltung des damals neu erbauten Rathauses an. Die Straßenfassade des Hauses ist erdgeschossig in Stuckwerk und über dem Geschossgesims in Backstein ausgeführt. Die Fenster sind mit einem Segmentbogendekor überdeckt, wobei die Fenster des Obergeschosses von einem horizontalen vorgeblendeten Sturz akzentuiert sind. Die Giebelseite des Hauses wird geschmückt von einem Frauenkopf. Weiter befindet sich darunter eine vorgeblendete Fensteröffnung mit einem flachen Fenstergiebel und seitlicher Eckquaderung. Das Gebäude gehört zum Typ des sogenannten rheinischen Dreifensterhauses, eines bürgerlichen Reiheneinfamilienhauses, welches seit der zweiten Hälfte des 19. Jahrhunderts, besonders in den damals neu entstehenden Vorstädten, fast überall gleichzeitig erbaut wurde. So ist das Haus im städtebaulichen Zusammenhang Dülkens zu sehen, in dessen südöstlichen Wallbereich es erbaut wurde und dessen alte Stadtmauerfluchtlinie seine rückwärtige Grundstücksgrenze bildet. Das Haus ist als Ausdruck der städtebaulichen Neuordnung, die außerhalb des mittelalterlichen Stadtkerns durch den 1895 entworfenen Ausbau der Theodor-Frings-Allee (damals Friedenstraße) erfolgte, zu sehen. In ihr ist die Baugesinnung einer Ende des 19. Jahrhunderts wirtschaftlich prosperierenden und aufstrebenden Kleinstadt wiederzufinden. Aus wissenschaftlichen, insbesondere städtebaulichen, orts- und architekturgeschichtlichen Gründen stehen Erhaltung und Nutzung des Gebäudes gemäß § 2 (1) des Denkmalschutzgesetzes im öffentlichen Interesse. | 1892              | 2. November 1988   | 183             |
| Villa                            | Villa                            | Dülken Theodor-Frings-Allee 18 Karte                           | Das 1897 errichtete zweigeschossige Villeneckgebäude ist in 4:5 Achsen zur Doergensstraße erbaut. Seine, den Theodor-Frings-Platz beherrschende Ecksituation, wird durch seine betonte, d. h. zweiseitig hochübergiebelte Gebäudeecke demonstriert. Die Breitseite, dem Straßenplatz hin gewandte Seite, ist an beiden Ecken risa-litmäßig leicht vorgezogen, wobei die beiden mittleren Fensterachsen zurücktreten und im Obergeschoss einen Balkonraum ergeben. Dieser besitzt zwischen den gemauerten Brüstungspfeilern noch die alten schmiedeeisernen Gitter. Beide Straßenfassaden sind durch den Wechsel von roten und gelben Ziegeln, die bewusst als Schmuckelement eingesetzt und angeordnet sind, strukturiert. So ziehen sich gelbe Ziegelbänder und Schmuckfriese horizontal ums Haus. Die flachen Stichbögen der Fenster- bzw. Türöffnungen sind abwechselnd mit gelb/roten Ziegeln gemauert. Die Gebäudeecken sind in gelbem Backstein gehalten. In den beiden Giebeln befinden sich blinde, mit gelben Ziegeln gemauerte Ochsenaugen. Ein starkes Kranzgesims leitet zu den Dachaufbauten über. Die Dachgauben wiederholen in ihren halbrunden Fensterverdachungen und den Voluten in ihrer Umrahmung aus Zink die Elemente der Giebelabschlüsse. Die beiden geschweiften Knickgiebel (der vordere obere Teil ist erneuert) sind in ihrem Ortgang durch hellen Werkstein abgesetzt betont. Ebenso sind die Balkondecke und die ihn stützenden, mit plastischem Stuckschmuck versehenen Konsolen in Werkstein gearbeitet. Die Fensterbänke und Gesimse sowie die Sockelbank sind in Beton erneuert. Die Fensterleibungen aus rundem Formziegel (auch der Simse, der Stichbögen und am Eingang) sind teilweise ergänzt. Die Fenster selbst sind erneuert, hingegen ist die Eingangstür noch erhalten. Der rückwärtige Anbau von 1925 hat entsprechende neue Fensteröffnungen. Zur Eingangstür in der äußersten rechten Fensterachse an der Theodor-Frings-Allee führt eine Treppe hoch. Ein kleiner Vorgarten wird hier durch eine niedrige Mauer umfriedet, dessen Gitter erneuert ist. Im Inneren wurde die Raumaufteilung des Hauses beim Umbau zu einem Mehrfamilienhaus 1976 verändert. So wurden die Fenster des zu Wohnungen ausgebauten Dachgeschosses einteilig erneuert. Im Eingangsbereich des Flures sind die schwarz/weißen Marmorfliesen erhalten; von der Holztreppe blieb nur noch der Geländerpfosten erhalten. So ist auch nur hier im Eingangsbereich die Stuckdecke noch vorhanden. Im Keller befinden sich Kappendecken. Das Gebäude mit seinen historisierenden Schmuckformen nimmt den Stil des neuen Rathauses auf und bildet zu diesem ein Pendant auf der gegenüberliegenden Platzseite. Von Beginn an Platz- und Straßenbild gestaltend gehört diese Gründerzeitvilla mit in die Ausbauphase der Stadt Dülken am Ende des letzten Jahrhunderts, als die Theodor-Frings-Allee angelegt wurde, und kann als Beispiel für die Baugesinnung einer wirtschaftlich prosperierenden und aufstrebenden Kleinstadt gelten. Aus wissenschaftlichen, insbesondere städtebaulichen, platz- und straßenbildprägenden, architektur- und kunstgeschichtlichen Gründen liegen Erhaltung und Nutzung des Gebäudes gemäß § 2 (1) Denkmalschutzgesetz im öffentlichen Interesse. | 1897              | 28. Februar 1985   | 25              |
| weitere Bilder                   | ehem. Höhere Bürgerschule        | Dülken Theodor-Frings-Allee 22 Karte                           | 1825 wurde im Rheinland die allgemeine Schulpflicht eingeführt. Anfänglich fehlte es nicht nur an geeigneten Lehrern, sondern auch an geeigneten Schulräumen. So wurden in dieser Zeit mehrere anfänglich sehr bescheidene Schulhäuser errichtet. In Dülken wurden ab 1833 für mehrere Bürgersöhne, die zuvor privat unterrichtet wurden, in den oberen Räumen des Klostergebäudes Unterrichtsräume eingerichtet. Als Lehrer wurde Josef Decker eingestellt. 1851 kam zwischen den Stadtverordneten und der Deckerschen Schule ein Vertrag zustande, nach welchen, neben gegenseitigen Pflichten und Rechten, die Stadt das Aufsichtsrecht über die Schule erhielt. 1872 zog die Schule in ein neues Gebäude an der damaligen Friedensstraße, das als Höhere Bürgerschule errichtet wurde. Für den Neubau hat der geheime Kommerzienrat Herr Mathias Bücklers 20.000 Taler gestiftet. Der Entwurf stammt von dem aus der Berliner Schinkelschule kommende Baurat Krüger. Beschreibung Das Gebäude selbst wurde in neugotischem Stil errichtet. Es war ursprünglich eine symmetrisch gestaltete Fassade mit 7 Fensterachsen, wobei die 3 mittleren als Risalit vorgezogen wurden. Im Jahre 1910 wurde es westlich um zwei Fensterachsen erweitert, die Architekturform des Hauptgebäudes jedoch weitgehend übernommen. Die Schule ist teilweise unterkellert; der Keller ist mit Gewölben überspannt. Das Gebäude steht auf einem ca. 1,10 m hohen Sockel, der gemauert und verputzt ist, darüber eine Fassade in zweifarbigem Backstein, die vertikal gegliedert ist. Die Lisenen, die beide Geschosse hoch und unterm Dachgesims durch Spitzbögen verbunden sind, betonen die Ecken des Gebäudes. Der nachträgliche Anbau ist von dem Hauptgebäude durch eine Lisene getrennt. Verstärkte vertikale Betonung bekommt der Risalit, bei dem nicht nur die Ecken mit einer Lisene verziert sind, sondern auch die Fensterachsen voneinander getrennt, über dem Risalit befindet sich ein Stufengiebel, über der mittleren Risalitachse, die zugleich die Eingangsachse ist, sind die Lisenen nicht durch Spitzbögen, sondern durch einen Blendgiebel verbunden. Unter dem Blendgiebel befindet sich ein stilisiertes Rundfenster. Mit einem Giebel, der die Form des Blendgiebels übernimmt, wird die Mitte der linken Seitenfassade betont. Eine schwache, horizontale Gliederung bekommt das Gebäude durch das im Obergeschoss verlaufende, vorgeblendete Brüstungsgesims. Die Fenster des Obergeschosses, hinter denen sich die Aula befand, werden durch Maßwerkformen hervorgehoben, darüber Spitzbögen mit kleeblattförmigen Blendöffnungen. Die übrigen Fenster stützen sich auf einer Sohlbank aus profiliertem Werkstein und werden von einem waagerechten Sturz abgeschlossen, der zusätzlich für jedes Fenster einzeln, von einem Blendgesims umrahmt ist. Alle Fenster, außer den Fenstern zur „Aula“, sind 1968 erneuert worden, dabei ist die Fenstersprossenaufteilung, so wie sie auf einem Foto von ca. 1907 zu sehen ist, nicht übernommen worden. Ähnlich, jedoch nicht so reich wie die Straßenfront, sind die übrigen Fassaden gestaltet. Die Seitenfassaden besitzen in der Höhe der Geschossdecke je zwei aus Werkstein angefertigte Rosetten mit Kleeblattmotiv. Das Gebäude ist mit einem Walmdach abgedeckt. Die Wände der Aula sind bis zur 2 m Höhe mit Holz vertäfelt worden. Im Inneren, neben dem Eingang, befindet sich eine nachträglich eingebaute, barocke Doppeltür mit Oberlicht. Die Tür soll aus dem alten, 1791 abgebrannten Rathaus in Dülken stammen. Das Gebäude, mit seiner gut erhaltenen Fassade und Grundrissaufteilung, ist Zeuge nicht nur für eine Architekturrichtung, sondern auch aufgrund seiner ursprünglichen Bestimmung, Zeuge einer kulturgeschichtlichen Entwicklung. Aus wissenschaftlichen, insbesondere architekturgeschichtlichen sowie kulturgeschichtlichen Gründen stehen Erhaltung und Nutzung des Gebäudes gemäß § 2 (1) Denkmalschutzgesetz im öffentlichen Interesse. | 1872/1910         | 1. Juli 1986       | 109             |
| Wohnhaus                         | Wohnhaus                         | Dülken Theodor-Frings-Allee 24 Karte                           | Das zweigeschossige Doppelhaus Theodor-Frings-Allee 24/26 mit Satteldach erstreckt sich gemeinsam mit den Häusern Theodor-Frings-Allee 28/30 entlang der Straße und beherrscht als Häuserzeile, gegenüber der alten Stadtmauer gelegen, das Straßenbild. Die spätklassizistische Putzfassade der beiden Häuser gliedert sich in vier Achsen und erfährt durch Sockel, Sohlbank, Kranzgesims sowie durch den erdgeschossigen Bänderputz zwischen den Fenstern eine horizontale Gliederung. Der Bereich zwischen Stockwerk- und Sohlbankgesims wird von Schmuckornamenten ausgefacht. Die Fenster, in beiden Häusern modernisiert, sind im Erdgeschoss von einem flachen, vorgeblendeten Sturz überdeckt. Die Fassaden sind bis auf die Hofdurchfahrt im Haus Theodor-Frings-Allee 26 nahezu baugleich. Im Inneren ist die Originalausstattung weitgehend erhalten. So befinden sich im Eingangsflur noch die bunten Fußbodenfliesen und das Holztreppenhaus mit gedrechseltem Geländer und Pfosten sowie an der Decke ein umlaufender Stuckkehlfries. Im Frontzimmer befindet sich der Stuck unter der abgehängten Decke, während im Obergeschoss die Stuckkehlen an den Decken sichtbar sind. Die Holzinnentüren mit originalen Türgriffen sowie die Dielenböden im Obergeschoss (unter Teppichboden) und im Dachgeschoss sind erhalten. Dort gibt es neben dem Speicher noch zwei Mansardzimmer, die durch die vier kleinen Drempelfenster belichtet werden. Die beiden gemauerten Gewölbekeller (ca. 2,10 m hoch) mit Ziegelboden verlaufen parallel zur Straße. Während das vordere Wohngebäude modernisierte Fenster (ca. 1970) erhielt, sind die Fenster des langgestreckten Rückgebäudes noch ursprünglich. Sie haben von innen gefaltete Holzklappläden. Durch den Schürgesweg, der den Hof schräg zum Nachbarn hin abschließt, liegt noch die alte Wasserrinne, deren Verlauf durch den Garten zu verfolgen ist. Die Giebelwand des Schürgesweg zeigt hier unter Putz das Fachwerk auf. Im Hof liegt noch altes Ziegelpflaster. Das Ende des letzten Jahrhunderts gelten und spiegelt das historische Stadtbild wider. Aus wissenschaftlichen, insbesondere architektur- und stadtgeschichtlichen Gründen liegen Erhaltung und Nutzung der Gebäude Theodor-Frings-Allee 24/26 gemäß § 2 (1) des Denkmalschutzgesetzes im öffentlichen Interesse. Einheitlich gestaltete Doppelhaus bildet in Bauhöhe sowie Struktur der Fassade und Größe der Fenster eine gestalterische Einheit mit dem benachbarten repräsentativen Doppelhaus. Die Zeile ist in ihrer Gesamtheit als eine gestaltete, raumbildende Einheit gegenüber der Parkanlage mit der dahinter liegenden Stadtmauer erkennbar. Das Doppelhaus ist weiterhin mit dem Ausbau der damaligen Friedensallee im städtebaulichen Zusammenhang zu sehen. Es kann als Zeugnis des großen wirtschaftlichen Aufschwungs der Stadt Dülken | 1885              | 23. Juli 1986      | 120             |
| Wohnhaus                         | Wohnhaus                         | Dülken Theodor-Frings-Allee 26 Karte                           | Das zweigeschossige Doppelhaus Theodor-Frings-Allee 24/26 mit Satteldach erstreckt sich gemeinsam mit den Häusern Theodor-Frings-Allee 28/30 entlang der Straße und beherrscht als Häuserzeile, gegenüber der alten Stadtmauer gelegen, das Straßenbild. Die spätklassizistische Putzfassade der beiden Häuser gliedert sich in vier Achsen und erfährt durch Sockel, Sohlbank, Kranzgesims sowie durch den erdgeschossigen Bänderputz zwischen den Fenstern eine horizontale Gliederung. Der Bereich zwischen Stockwerk- und Sohlbankgesims wird von Schmuckornamenten ausgefacht. Die Fenster, in beiden Häusern modernisiert, sind im Erdgeschoss von einem flachen, vorgeblendeten Sturz überdeckt. Die Fassaden sind bis auf die Hofdurchfahrt im Haus Theodor-Frings-Allee 26 nahezu baugleich. Das Innere des Gebäudes ist durch Umbauten für Praxisräume teilweise verändert. Erhalten geblieben sind die farbigen Bodenfliesen, die originale Treppe im Flur sowie die alte Eingangstüre. Im Obergeschoss sind an den Decken in einzelnen Räumen Hohlkehlenfriese an den Decken zu sehen. Das Dachgeschoss ist weitgehend ausgebaut. Die beiden gemauerten Gewölbekeller verlaufen parallel zur Straße. Das einheitlich gestaltete Doppelhaus bildet in Bauhöhe sowie Struktur der Fassade und Größe der Fenster eine gestalterische Einheit mit dem benachbarten repräsentativen Doppelhaus. Die Zeile ist in ihrer Gesamtheit als eine gestaltete, raumbildende Einheit gegenüber der Parkanlage mit der dahinter liegenden Stadtmauer erkennbar. Das Doppelhaus ist weiterhin mit dem Ausbau der damaligen Friedensallee im städtebaulichen Zusammenhang zu sehen. Es kann als Zeugnis des großen wirtschaftlichen Aufschwungs der Stadt Dülken Ende des letzten Jahrhunderts gelten und spiegelt das historische Stadtbild wider. Aus wissenschaftlichen, insbesondere architektur- und stadtgeschichtlichen Gründen liegen Erhaltung und Nutzung der Gebäude Theodor-Frings-Allee 24/26 gemäß § 2 (1) des Denkmalschutzgesetzes im öffentlichen Interesse. | 1885              | 30. Juli 1986      | 121             |
| Wohnhaus                         | Wohnhaus                         | Dülken Theodor-Frings-Allee 27 Karte                           | Das im Jahre 1903 auf dem Gelände des früheren Stadtgrabens von Dülken erbaute Doppelhaus (mit Satteldach) mit Hintergebäuden ist spiegelbildlich in drei Geschossen und in je drei Achsen errichtet. Die strenge Fensterachsensymmetrie der beiden Drei-Fenster-Häuser wird in der Horizontalen durch Gurt-, Fensterbank- bzw. Kranzgesims betont. Die Backsteinputzfassaden (im Erdgeschoss Putz, sonst gelber, glasierter Backstein) sind in unterschiedlichen, historisierenden Schmuckformen gehalten. Die Hauseingänge liegen nebeneinander, sind etwas eingezogen (Eingangsstufen) und haben noch beide die originalen Holzeingangstüren. Daneben liegen in die Fassade eingelassene Fußabstreifer. Die Kniestockfenster besitzen die originalen Ziereisengitter. Das Hofgelände endet etwas ansteigend an der Backsteinmauer, die auf der alten Stadtmauer steht. Das Drei-Fenster-Haus besitzt vegetabile Schmuckornamente an den kielbogenförmigen Fensterverdachungen, an den Schmuckflächen unterhalb der Fenster sowie am Dachfries. Die Mittelachse wird durch das mittlere Obergeschossfenster mit Stuckkämpfer betont. Die Fenster sind einschließlich der Fensterstöcke noch original erhalten. Die Fenstersohlbänke sind mit rot glasierten Fliesen später abgedeckt. Im unteren seitlichen Bereich ist der Putz glatt erneuert. Das Innere des Gebäudes blieb bis auf wenige Details unverändert. Der Eingangsflurbereich ist mit schwarz-weißen Fliesen ausgestattet. Die originale Holztreppe mit gedrechseltem Geländer sowie die alten Holztüren und die Stuckausstattung an einigen Decken im Erd- und Obergeschoss sind erhalten. Im Obergeschoss des Treppenhauses befindet sich noch das alte Wasch- bzw. Ausgussbecken mit Jugendstilornamenten. Der Keller besitzt Kappendecken. Die ehemals angelegte Schutzverbindung zum Nachbarkeller ist noch zuerkennen. Die 1903 errichteten Zwillingshäuser gehören zum Typ des sogenannten rheinischen Drei-Fenster-Hauses, eines bürgerlichen Reiheneinfamilienhauses, wie es seit der zweiten Hälfte des 19. Jahrhunderts besonders in den damals neu entstehenden Vorstädten fast überall gleichzeitig erbaut wurde. So sind beide Häuser im städtebaulichen Zusammenhang von Dülken zu sehen, in dessen südöstlichem Wallbereich sie erbaut wurden und dessen alte Stadtmauerfluchtlinie ihre rückwärtige Grundstücksgrenze bildet. Sie sind Ausdruck der städtebaulichen Neuplanung, die außerhalb des mittelalterlichen Stadtkerns durch den 1895 entworfenen Ausbau der Theodor-Frings-Allee (damals Friedensstraße) erfolgte. In ihr ist die Baugesinnung einer Ende des 19. Jahrhunderts wirtschaftlich prosperierenden und aufstrebenden Kleinstadt wiederzufinden. Die reichen Stuckierungen der Fassaden sind kunsthistorisch von Interesse, da sie bereits Motive des Jugendstils teilweise vorwegnehmen, wobei das Gebäude Theodor-Frings-Allee 27 durch seine erhaltene Innenausstattung hervorzuheben ist. Aus wissenschaftlichen, insbesondere städtebaulichen, orts- und architektur- sowie kunstgeschichtlichen Gründen stehen Erhaltung und Nutzung der beiden Gebäude gemäß § 2 (1) Denkmalschutzgesetz im öffentlichen Interesse. | 1903/1904         | 21. Dezember 1984  | 17              |
| Wohnhaus                         | Wohnhaus                         | Dülken Theodor-Frings-Allee 28 Karte                           | Die noch originale zweiflügelige Holzeingangstür des Mittelhauses (Eingangsstufen) in seiner ersten (westlichen) Frontachse ist noch erhalten. Bei der Renovierung (Umbau) von 1980 wurden die alten Holzfenster isolierverglast und im ausgebauten Dachgeschoss zwei Dachgauben neu errichtet. Das 1891 verlängerte Hinterhaus wurde belassen, das den schmalen Hof abschließende Gittertor mit Gusssäule ausgebessert. Auch im Inneren wurde behutsam renoviert. Der schwarz-weiß marmorierte Marmorfußboden im Flur blieb erhalten (auch eine alte Heizungsverkleidung), ebenso das Holztreppenhaus mit gedrechseltem Geländer. Das Frontzimmer besitzt noch die Balkendecke, im Erker des Obergeschosses sind Stuckkonsölchen erhalten. Die beiden parallel zur Straße liegenden Gewölbekeller wurden neu unterfangen und dabei vertieft. Das einheitlich gestaltete Doppelhaus im Villencharakter ist durch seine unverwechselbarer äußerer Gestaltung der Giebel- und Straßenfassade stadtbildprägend. Als Blickfang durch Erkerturm, Erker und reichverzierter Stuckfassade wirkend, beherrscht das Gebäude zusammen mit den Häusern Theodor-Frings-Allee 26/24 als Häuserzeile gegenüber der Stadtmauer gelegen das Straßenbild. Das noch vor dem Anlegen (1895) der Theodor-Frings-Allee (ehemals Friedensstraße) erbaute Gebäude muss zudem in städtebaulichem Zusammenhang gesehen werden. Es kann als Zeugnis des großen wirtschaftlichen Aufstiegs der Stadt Dülken Ende des letzten Jahrhunderts gelten und spiegelt in seinen 1904 hinzukommenden aufwendigen Schmuckfassaden die demonstrative bürgerliche Bausinnung wider. Aus wissenschaftlichen, insbesondere kunsthistorischen, architekturgeschichtlichen, ortsgeschichtlichen, stadtentwicklungsgeschichtlichen und städtebaulichen Gründen liegen Erhaltung und Nutzung der Gebäude gemäß § 2 (1) Denkmalschutzgesetz im öffentlichen Interesse. | 1889/1904         | 28. Februar 1985   | 27              |
| Wohnhaus                         | Wohnhaus                         | Dülken Theodor-Frings-Allee 29 Karte                           | Das im Jahre 1903 auf dem Gelände des früheren Stadtgrabens von Dülken erbaute Doppelhaus (mit Satteldach) mit Hintergebäuden ist spiegelbildlich in drei Geschossen und in je drei Achsen errichtet. Die strenge Fensterachsensymmetrie der beiden Drei-Fenster-Häuser wird in der Horizontalen durch Gurt-, Fensterbank- bzw. Kranzgesims betont. Die Backsteinputzfassaden (im Erdgeschoss Putz, sonst gelber, glasierter Backstein) sind in unterschiedlichen, historisierenden Schmuckformen gehalten. Die Hauseingänge liegen nebeneinander, sind etwas eingezogen (Eingangsstufen) und haben noch beide die originalen Holzeingangstüren. Daneben liegen in die Fassade eingelassene Fußabstreifer. Die Kniestockfenster besitzen die originalen Ziereisengitter. Das Hofgelände endet etwas ansteigend an der Backsteinmauer, die auf der alten Stadtmauer steht. Das Drei-Fenster-Haus besitzt reichen Fassadenschmuck teils in geometrischer, teils in vegetabiler Ornamentik. Ein breiter Kreuzbogenfries betont das Gurtgesims, im Erdgeschoss und Kniestock sind flache segmentbogenförmige Fenster- (Tür-)verdachungen, nicht aber im Obergeschoss, wo das mittlere Fenster aufwendiger gestaltet ist. 1981 wurde das Haus renoviert und modernisiert. Dabei wurden neue Kunststofffenster mit Isolierverglasung eingesetzt. Das im Erdgeschoss als Büro genutzte Wohnhaus ist im Innenbereich verändert. Nur noch der gedrechselte Geländerpfosten der Holztreppe ist von der originalen Ausstattung erhalten. Im Kellereingangsbereich sind noch Reste des schwarz-weißen Fliesenbodens zu sehen. Der Keller besitzt Kappendecken. Die 1903 errichteten Zwillingshäuser gehören zum Typ des sogenannten rheinischen Drei-Fenster-Hauses, eines bürgerlichen Reiheneinfamilienhauses, wie es seit der zweiten Hälfte des 19. Jahrhunderts besonders in den damals neu entstehenden Vorstädten fast überall gleichzeitig erbaut wurde. So sind beide Häuser im städtebaulichen Zusammenhang von Dülken zu sehen, in dessen süd-östlichem Wallbereich sie erbaut wurden und dessen alte Stadtmauerfluchtlinie ihre rückwärtige Grundstücksgrenze bildet. Sie sind Ausdruck der städtebaulichen Neuplanung, die außerhalb des mittelalterlichen Stadtkerns durch den 1895 entworfenen Ausbau der Theodor-Frings-Allee (damals Friedensstraße) erfolgte. In ihr ist die Baugesinnung einer Ende des 19. Jahrhunderts wirtschaftlich prosperierenden und aufstrebenden Kleinstadt wiederzufinden. Die reichen Stuckierungen der Fassaden sind kunsthistorisch von Interesse, da sie bereits Motive des Jugendstils teilweise vorwegnehmen, wobei das Gebäude Theodor-Frings-Allee 27 durch seine erhaltene Innenausstattung hervorzuheben ist. Aus wissenschaftlichen, insbesondere städtebaulichen, orts- und architektur- sowie kunstgeschichtlichen Gründen stehen Erhaltung und Nutzung der beiden Gebäude gemäß § 2 (1) Denkmalschutzgesetz im öffentlichen Interesse. | 1903/1904         | 21. Dezember 1984  | 16              |
| weitere Bilder                   | Wohnhaus                         | Dülken Theodor-Frings-Allee 30 Karte                           | Die Eingangstür liegt an der Ostgiebelseite. Sie ist eingezogen und wurde (Eingangsstufen) 1965 ohne Doppelschlag erneuert. Bei den 1965 durchgeführten Renovierungsarbeiten (Umbau) des Hauses wurden die Fenster erneuert (Rollladeneinbau/Alu-Rahmen), wobei zum Teil die alten Holzrahmen im Obergeschoss weiter verwendet wurden. Das Fenster über der Eingangstür sowie das linke von ihr wurden zugemauert. Die Fenster im Dachgeschoss erhielten Buntglas. Die Rückfront wurde völlig verändert (hier bestand noch die ursprüngliche Backsteinfassade). Das langgezogene, 1896 erbaute Hintergebäude sowie das Zwischenstück des 1889 in Fachwerk errichteten Gartenhauses (Veranda) blieb bestehen. Hingegen wurde der alte massive Holzpavillon mit geschnitzten Balken abgerissen, um zwei Garagen Platz zu machen. Dabei wurde auch das Gefälle des Geländes, das zur Theodor-Frings-Allee absank, hinter den Garagen mit niedrigen Mauern abgefangen. Im Inneren wurden Türen zugemauert und neue gebrochen. Die Holzfußböden wurden ausgebrochen und durch neue Böden ersetzt. Die Innentüren wurden glatt abgesperrt. Nur die Marmorwandverkleidung (schwarz und weiß, marmoriert) im Erdeschoßflurbereich sowie der schlichte Stuckkehlfries dort und die Holzbalkendecken in den Frontzimmern im Erdgeschoss und Obergeschoss blieben bestehen. Erhalten blieben die ca. 1,85 cm hohen drei Gewölbekeller (der mittlere schmäler), die parallel zur Straße verlaufen. | 1889/1904         | 28. Februar 1985   | 28              |
| Wohnhaus                         | Wohnhaus                         | Dülken Theodor-Frings-Allee 32 Karte                           | Das zweigeschossige Gebäude mit Walmdach leitet von der Lange Straße kommend in die Theodor-Frings-Allee ein. Es ist backsteinsichtig und wurde 1927 errichtet. Die Fassade zur Straßenseite, in zwei Achsen gegliedert, ist durch den erdgeschossigen halbovalen Erker akzentuiert. Bemerkenswert ist hier die Ausbildung der originalen Fenster. Erdgeschossig befinden sich Schiebefenster mit einer liegend rechteckigen Sprossenteilung. Die Fenster darüber nehmen hier die Sprossenteilung auf und sind von einem Rundbogen überdeckt. Das Oberlicht erfährt eine rosettenartige Teilung. Weiterhin sind die Fenster des Obergeschosses mit Lamellenklappläden zu verschließen. Der Eingang ist seitlich in dem Mittelrisalit, der erdgeschossig vorgezogen und von einem geschwungenen Vordach überdeckt ist, angeordnet. Horizontal wird das Gebäude durch ein Sohlbankgesims im Obergeschoss unterteilt, das in der Backsteingliederung des walmdachüberdeckten Risaliten endet. Das Grundstück wird zur Straße in einer Säulenordnung mit dazwischenliegendem Geländer eingefriedigt. Aus der Erbauungszeit stammen vermutlich auch die beiden schmiedeeisernen brüstungshohen Gartentore. Über einen Windfang gelangt man ins Innere des Gebäudes. Die Türen sind hier mit Messingbügeln beschlagen. Alle Zimmertüren mit Rahmen und Füllung sowie eine Schiebetüre sind im Originalzustand. Die dunklen Zimmertüren sind mit Horn, Messingklinken versehen. Die Treppe sowie Heizkörperverkleidung, ebenfalls aus dunklem Holz, sind gut erhalten. Die ursprünglichen Fußböden, im Flur Linoleum, in den übrigen Räumen Parkett, im Fischgratmuster verlegt, sind unverändert. Dem Treppenhaus ist ein Zwillingsfenster mit Rundbogen und Bleiverglasung zugeordnet. Das gesamte Gebäude fein detailliert, von den Mauerwerksdetails und Dachausläufen (Speier) bis hin zur Heizkörperverkleidung und umlaufenden Friesen unter Decken wie auch als Fliesenabschluss in den Nassräumen zeugen von einer architektonischen Qualität und machen das Gebäude somit zu einem Dokument derzeitiger Bauweise. Weiterhin erfährt es durch seine prägnante freistehende Lage gegenüber der Bebauung an der alten Stadtmauer eine städtebauliche Bedeutung. Aus wissenschaftlichen, insbesondere kunsthistorischen, architekturgeschichtlichen und städtebaulichen Gründen liegen Erhaltung und Nutzung des Gebäudes gemäß § 2 (1) Denkmalschutzgesetz im öffentlichen Interesse. | 1927              | 30. Juli 1986      | 122             |
| Wegekapelle Tiefenstraße         | Wegekapelle Tiefenstraße         | Ummer Tiefenstraße Karte                                       | Die einschiffige Wegekapelle mit flachrunder Apsis wurde vermutlich 1864 an der Tiefenstraße errichtet. Der axialsymmetrische Baukörper erfährt eine Gliederung durch rote und gelbe Backsteine, die aus dem nahe gelegenen Tonverarbeitungswerk von Johann Heinrich Plattes stammen. Der Giebel mit steigendem Spitzbogenfries findet seinen Abschluss in einem aufgesetzten Wetterhahn. Ein profiliertes Traufgesims, das in den beiden Lisenen endet, leitet zu dem in Schiefer gedeckten Dach über. Die Spitzbogentür mit neugotischen Gittern aus Schmiedeeisen ist einer mit für den Stil typischen Formsteinen ausgebildeten Neigung angeschlagen. Im Innern der Kapelle ist vermutlich der Fußbodenbelag aus mehrfarbigen Tonfliesen erhalten. Auf dem Altar befindet sich eine neugotische Kreuzigungsgruppe. Aus wissenschaftlichen, insbesondere kunsthistorischen Gründen liegen Erhaltung und Nutzung der Wegekapelle gemäß § 2 (1) des Denkmalschutzgesetzes im öffentlichen Interesse. | 1864              | 4. April 1986      | 91              |
| Marienpark Alter kath. Friedhof  | Marienpark Alter kath. Friedhof  | Dülken Tilburger Straße Karte                                  | Im Jahr 1831 wird der Friedhof an der Süchtelner Straße (heute Tilburger Straße) in der Nähe der Kreuzkapelle angelegt. 1873 muss er zum Loosenweg (heute Arnoldstraße) verlegt werden. 1924 wird der Friedhof zu einer Parkanlage, im Volksmund „Lunapark“ genannt, umgestaltet. Vom ursprünglichen Bestand sind Reste der Grabsteine des 19. Jahrhunderts sowie der spätklassizistische Torbau erhalten geblieben. Torbau: Bei dem Torgebäude des alten Friedhofs handelt es sich um einen geschlämmten Backsteinbau auf quadratischem Grundriss. Über dem vorkragenden hölzernen Gesims erhebt sich ein geschwungenes Zeltdach mit Kugel und Kreuz als oberer Abschluss. Die große rundbogige Durchgangsöffnung wird auf beiden Seiten von Putzpilastern gesäumt. Ein hölzernes Verzierungsgitter in Lünettenform füllt das Bogenfeld des Eingangs aus. Der rückwärtige Durchgang ist korbbogenförmig ausgeführt. An den seitlichen Mauern sind sowohl außen als auch innen Rundbogenblenden angebracht. Der Innenraum besitzt einen offenen Dachstuhl. Grabmäler: Die Grabmäler des ehemaligen Friedhofs sind nur noch fragmentarisch erhalten. Lediglich ein Grabkreuz ist fast unzerstört. Es besteht aus Sandstein und zeigt neugotische Formen. Der Sockel trägt eine Inschrift und wird an den Ecken mit Kreuzblumen verziert. Darüber folgt ein Fries mit Vierpassornamenten. Den Sockelfuß des Kreuzes schmücken Dreipassornamente. Das Kreuz selbst ist stark beschädigt. Das sicher ehemals vorhandene Kruzifix fehlt. Außerdem stehen im westlichen Bereich der Parkanlage einige Grabsockel mit Inschriften, kleinere Grabplatten und eine Stele aus Muschelkalk mit einem umlaufenden Kreuzbogenfries. Unter dem Fries befindet sich im Sockelbereich ein ovales Ornament, das von einer sich in das Schwanzende beißende Schlange, dem Zeichen der Unendlichkeit, gebildet wird. In der Mitte ist ein Schmetterling dargestellt. Darüber hinaus gibt es kleine giebelförmige Aufbauten in Form von Wimpergen mit typisch neugotischen Motiven wie z. B. Spitzbogen, Krabben, Kreuzblumen, Vierpass- und Dreipassformen. Die Materialien der Grabsteinfragmente bestehen fast ausschließlich aus Sandstein und Muschelkalk. Aus wissenschaftlichen, insbesondere religionsgeschichtlichen und volkskundlichen Gründen stehen Erhaltung und Nutzung der Anlage gemäß § 2 (1) des Denkmalschutzgesetzes im öffentlichen Interesse. | 4. Januar 1905    | 1. Februar 1991    | 252             |
| Villa Burtscheidt                | Villa Burtscheidt                | Dülken Tilburger Straße 48 Karte                               | Lage und Entstehung: Das genaue Baudatum der Villa Tilburger Straße 48 in Dülken ist unbekannt. Aus den bislang bekannten Archivunterlagen lässt sich die Bauzeit jedoch auf Mitte der 1880er Jahre eingrenzen. Bauherr war der Fabrikant Gerhard Burtscheidt, Besitzer einer benachbarten Maschinenfabrik und Eisengießerei. In den 1930er Jahren wurde das Wohnhaus zum Bank- und Verwaltungsgebäude umgenutzt. Die heutige Tilburger Straße bezeichnet die alte Landstraße zwischen Dülken und Süchteln und hieß daher lange Zeit Süchtelner Straße. Zur Bauzeit begann sich hier, nördlich vor den Toren des alten Ortskerns, ein Industriegebiet zu entwickeln, es gab aber noch wenig Bebauung, so dass sich die Villa in relativ freier Lage befand. Bereits vorhanden war aber seit den 1860er Jahren die Eisenbahnstrecke, die Villa und Fabrik von Gerhard Burtscheidt trennte. Beschreibung: Es handelt sich um einen zweieinhalbgeschossigen Putzbau mit Walmdach, leicht abgerückt von der vorbeiführenden Straße. Der Baukörper gliedert sich in zwei Teile, jeweils auf rechteckiger Grundfläche: einen fünfachsigen mit Mitteleingang und links anschließend, aber um eine Achse zurückgesetzt, ein dreiachsiger Teil, der ehemals nach vorne durch eine Veranda geöffnet war. Das Gebäude ist allseitig durch Rahmungen der rechteckigen Fenster und Eingänge, Gesimse und Eckbetonungen aufwendig dekoriert. Über dem mit Kellerfenstern geöffneten Sockel verläuft ein Band aus diamantierten Quadern. Zusammen mit den Eckquaderungen und dem Kranzgesims der Traufe ergibt sich so eine Rahmung der einzelnen Wandflächen. Auf dem Fries der Diamantquader sitzen die einfach gerahmten Erdgeschossöffnungen auf. Der Mitteleingang des rechten Gebäudeteils ist vorgezogen, wird von Pilastern eingefasst und bildet gleichzeitig den Unterbau für einen Austritt im Obergeschoss. Die ehemals offene Veranda des linken, zurückliegenden Gebäudeteils wird von zwei schlanken Rundstützen mit ionischen Kapitellen geziert, zwischen die eine niedrige Balusterbrüstung gespannt ist. Erd- und Obergeschoss werden durch ein doppeltes Gesimsband getrennt. Im Obergeschoss sind die Fensteröffnungen in der typischen Weise einer Beletage reich gestaltet, mit kleinen Konsölchen unter dem Fensterbrett, breiter profilierter Putzrahmung und Dreiecksgiebel-Verdachungen. Über diesem Hauptgeschoss ist ein weiteres Halbgeschoss (Mezzanin) mit liegenden, seitlich gerundeten und ebenfalls mit Putzrahmung versehenen Öffnungen angeordnet. Die seitlichen und rückwärtigen Fassaden sind prinzipiell gleich dekoriert. Die linke Schmalseite besitzt ein Zwerchhaus mit Dreiecksgiebel über den beiden mittleren der vier Fensterachsen. An die rechte Schmalseite wurde nachträglich ein eingeschossiger Anbau angesetzt. Auf der Rückseite ist im Erdgeschoss ein Vorbau angeordnet, dessen in der Ansicht linker Teil original ist (erkennbar an der ehemaligen Eckquaderung). Der Raum zwischen zurückgesetztem Gebäudeflügel und Vorbau wurde dann nachträglich geschlossen, mitsamt Einbau von neuen Fensterformaten. Auf dem First der relativ flachen Dachflächen sitzt über dem vorderen Gebäudeteil ein Belvedere-Austritt mit Ziergitter zwischen gemauerten Eckpfeilern. Während die beiden Anbauten rechts und hinten, die neue Haustür am ehemaligen Haupteingang sowie die Schließung der Veranda im Äußeren die einzigen nennenswerten Veränderungen sind, hat das Innere durch die Umnutzung seit den 1930er Jahren stark gelitten. Raumzuschnitt, Erschließung und Ausstattung sind weitgehend verändert, die überlieferten Reste erlauben ansatzweise aber noch Rückschluss auf die ursprüngliche Disposition. Erhalten ist eine stattliche zweiflüglige Haustür, durch die man von der ehemaligen Veranda aus seitlich den rechten Gebäudeteil betritt. Von hier aus erreicht man das alte Haupttreppenhaus (Geländer und Brüstung erneuert), in dem als hervorragendstes Ausstattungsstück ein 1916 datiertes Glasgemälde mit Darstellung einer Eisengießerei erhalten ist. Inwieweit unter den abgehängten Decken des Erdgeschosses noch originale Deckengestaltungen verborgen sind, bedarf ggf. näherer Prüfung, ist aber wahrscheinlich. Fragmente von zeittypischen Bodenbelägen (Ornamentfliesen, Naturstein) sind noch zu sehen. In diesem Zusammenhang bemerkenswert sind die großen Schmuckfliesen-Flächen im Keller, bei denen unklar ist, ob sie original hier angebracht waren (was z. B. im Zusammenhang mit einer evtl. Küchennutzung des Kellergeschosses denkbar erscheint) oder nachträglich hier verlegt wurden. Der Dachstuhl mit dem aufwendigen Belvedere-Unterbau ist weitgehend original. Geschichte: Gerhard Burtscheidt war nacheinander Gründer und Inhaber mehrerer Maschinenfabriken und Eisengießereien. Er stammte - wie Felix Tonnar - aus Eupen und war, bevor er sich selbständig machte, auch in der Tonnarschen Fabrik angestellt gewesen. Wann er seine erste Firma gründete, ist in der Literatur bislang offengeblieben: Doergens nennt Anfang der 1880er Jahre, Brendgens 1876. Bauhistorische Recherchen des Rheinischen Amtes für Denkmalpflege haben jedoch in der Bauakte des Hauses Lange Straße 27 ein Baugesuch zu Tage gebracht, mit dem Gerh. Burtscheid (sic!) zusammen mit Servay Lentz und Joh. Leon. Voss bereits 1871 die Einrichtung einer Maschinenwerkstätte in einem leeren Hintergebäude, benachbart der Zwirnerei Königs & Bücklers, beantragten. Da das Geschäft als wichtiger Zulieferer für die Textilindustrie offenbar florierte, bauten Burtscheidt und Lentz Anfang der 1880er Jahre an der Süchtelner Straße eine neue Maschinenfabrik und Eisengießerei „Burtscheidt & Lentz“ - aus dem Jahr 1884 ist ein Einfriedungsplan für die Anlage erhalten. Etwa zeitgleich mit der neuen Fabrik dürfte auch die Villa von Burtscheidt entstanden sein: für sie existiert ein Einfriedungsplan von 1886, außerdem ist sie auf Situationsplänen für die 1885–89 erbauten Häuser Tilburger Straße 36-44 verzeichnet. Schließlich ist sie auch auf dem Stadtbauplan von 1894 verzeichnet, ebenso wie die Fabrik am Anfang des neu entwickelten Industriegebietes an der Heiligenstraße. Bereits 1884 trennten sich Burtscheidt und Lentz; bis 1890 führte Burtscheidt die Fabrik alleine weiter, dann traten Gerhard Ulrici und Eduard Jansen als neue Gesellschafter ein, die Firma firmierte nun als Burtscheidt, Ulrici & Co. In den 1890er Jahren beschäftigte das Unternehmen bis zu 190 Mitarbeiter und wurde 1897 in eine Aktiengesellschaft, die Rheinische Webstuhlfabrik AG umgewandelt. Nach weiteren Betriebs- und Namenswechseln führte seit 1915 (Perdelwitz) die Maschinenfabrik und Eisengießerei Anton Röper die Tradition des Standortes bis heute fort. Burtscheidt selbst hatte darüber hinaus schon 1893 eine zweite Maschinenfabrik am Kampweg gegründet, die aber bereits 1902 in die Seidenweberei Tovenrath (später nacheinander Rossié, Beckerath, Kredt) umgewandelt wurde. Über Burtscheidts weiteren Lebens- und Berufsweg ist derzeit nichts bekannt. Sein Wohnhaus ist 1916 im Besitz des Fabrikanten Johann Carl Hartmann. Dieser hatte 1912 ebenfalls an der Heiligenstraße die Eisenhütte Hartmann & Friederichs gegründet (1914: Eisen- und Stahlwerk Hartmann), nachdem er zuvor Direktor der Eisengießerei Carlshütte in Staffel bei Limburg a.d. Lahn gewesen war. 1918 heißt das Werk nach seinem neuen Besitzer Siegfried G. Werner Stahlwerk Werner (Niederrheinische Eisenhütte und Maschinenfabrik); in die 1932 stillgelegten Betriebsgebäude zogen um 1940 die Otto Fuchs Metallwerke Meinerzhagen ein. Die Entstehung des Glasgemäldes im Treppenhaus fällt damit in die Zeit Hartmanns. Das auch als „Villa Hartmann“ bekannte Haus wurde 1935 an die Westdeutsche Bodenkreditanstalt in Köln / Kreis-Bezugs- und Absatzgenossenschaft Kempen-West, Dülken verkauft und durch den Architekten Rangette 1934–39 für die neue Nutzung als landwirtschaftliche Bank bzw. Bürogebäude umgebaut. Burtscheid war mit seinen beiden Fabriken neben der Appretur von Jordan Terstappen (1891) der erste, der sich jenseits der Bahnstrecke im neuen Industriegebiet Heiligenstraße/Feldstraße (später Kampweg) ansiedelte. Auch seine Villa befindet sich auf dem Stadtbauplan von 1894 noch in relativ freier Lage, da das Stadterweiterungsgebiet zwischen Ortskern und Bahnlinie erst langsam im Wachsen begriffen war - die benachbarten Wohnhäuser 36-44 entstanden 1885–89, die schräg gegenüber liegenden Firmen Weyermann & Söhne und Ferdinand Fuesers entstanden erst 1897, lediglich die Seidenfabrik E. Thum & Söhne (Ecke Süchtelner Str. / Friedrichstr.) war schon 1881, also etwa zeitgleich mit Burtscheidts Unternehmungen entstanden. Dieses Gebiet zwischen Süchtelner Straße, Viersener Straße, Sternstraße und Bahnlinie zeichnet sich bis heute durch eine gemischte Bebauung aus einfachen Reihen-Wohnhäusern, gehobenen Wohnbauten sowie Handwerks- und Industriebetrieben der Gründerzeit bis 1920er Jahre aus. Denkmalwert: Gerhard Burtscheidt zählte zu einer jüngeren Generation von Unternehmern in Dülken, die den älteren Mevissen, Tonnar, Bücklers oder Thum in den Gründerjahren Ende des 19. Jahrhunderts nachfolgte. Die Expansion seiner Fabriken aus bescheidenen Anfängen in einem Hinterhof an der Langen Straße lässt auf raschen Wohlstand schließen, den er mit seiner Villa auch selbstbewusst zum Ausdruck brachte. Lage, Dimension und Gestaltung heben sich deutlich von den überwiegend eher zurückhaltenden, noch klassizistisch geprägten Wohnhäusern der älteren Familien ab. Nicht nur die aufwendige neubarocke Gestaltung, auch die allseitig freie, klar von der Straße abgerückte Lage kennzeichnen eine neue Stufe der Unternehmerwohnung, während z. B. Felix Tonnar an der Marktstraße noch 20 Jahre zuvor ein typisches, in die Zeile eingebautes Stadthaus baute. In Größe und Gestalt muss die Villa Burtscheidt, auch dies zeigt der Vergleich, zu den herausragenden Vertretern des gehobenen, repräsentativen Wohnungsbaus der Industrialisierungsphase in Dülken gezählt werden. Sie besitzt dabei durchaus großstädtisches Format. Durch die Umbauten seit den 1930er Jahren haben die Überlieferung der originalen Bausubstanz und damit die Anschaulichkeit der historischen gründerzeitlichen Unternehmervilla natürlich gelitten. Dies betrifft weniger das Äußere, wo allenfalls die Schließung der Veranda einen nennenswerten Eingriff darstellt, ansonsten aber die Gestalt samt Dekoration bis in Details wie z. B. den (anderswo selten erhaltenen) Belvedere auf dem Dachfirst erhalten ist. Die Anbauten oder die Verringerung der Fenstergröße innerhalb der erhaltenen Öffnungen fallen gegenüber der Gesamtwirkung kaum ins Gewicht und sind zudem reversibel. Erheblicher sind die Eingriffe im Inneren, wo zwar einige markante Ausstattungsdetails erhalten bzw. unter jüngeren Schichten zu vermuten sind (Treppe, Decken, z. T. Böden; herausragend das Treppenhausfenster), ein schlüssiger historischer Gesamteindruck derzeit aber verbaut erscheint. Die in den letzten Jahrzehnten wenig repräsentative Nutzung und die bescheidene Umgebung haben dem Haus zwar zugesetzt, seinen historischen Charakter aber nicht zerstört. Dieser architekturgeschichtliche Zeugniswert in Verbindung mit der ortsgeschichtlichen Dimension des Bauherrn und seiner Unternehmen begründen daher ein öffentliches Interesse an Erhaltung und Nutzung dieses wichtigen baulichen Zeugnisses der Gründerzeit in Dülken. Hinzu kommen stadtentwicklungsgeschichtliche Gründe, stellt das Haus doch einen frühen und prägenden Bestandteil des gründerzeitlichen Stadterweiterungsgebietes zwischen Viersener Straße und Heiligenstraße dar, in dem zeittypische Unternehmervillen, Arbeiterwohnhäuser, Werkstätten und Industriebetriebe sowie öffentliche Gebäude (Bahnhof, ev. Kirche, Post etc.) auf engem Raum nebeneinander bestehen. Die Villa Burtscheidt, Tilburger Straße 48 in Viersen-Dülken ist aus den oben beschriebenen Gründen bedeutend für Dülken, Stadt Viersen. An ihrer Erhaltung und Nutzung besteht aus wissenschaftlichen, hier architekturgeschichtlichen sowie aus stadtentwicklungsgeschichtlichen Gründen ein öffentliches Interesse. Es handelt sich daher um ein Baudenkmal gemäß §2 Denkmalschutzgesetz NRW. | 1880er Jahre      | 17. Juli 2008      | 481             |
| weitere Bilder                   | Wegekreuz                        | Süchteln Tönisvorster Straße Karte                             | Das neugotische Wegekreuz aus Werkstein von 1906 an der Straße nach Vorst steht in einer großen, von einer verklinkerten Mauer eingefassten Anlage. Auf einem zweistufigen Unterbau erhebt sich ein zweifach abgetreppter Sockel mit eingelassener Granittafel, deren Inschrift lautet: Zur Erinnerung an die Opfer / des Weltkrieges 1914 -- 1918 / der Sek. Hagen. Auf der Rückseite: Gewidmet aus freiwilligen Beiträgen / sämtlicher Anrather Pfarrangehöriger / der Sektion Hagen Darüber folgt der Mittelteil des Kreuzunterbaus mit einer Dreipasstafel aus Granit, die folgende Inschrift trägt: „Rette Deine Seele“, / wobei die ersten beiden Wörter der Rundung des mittleren Dreipassbogens folgen, darunter: „Zur Erinnerung an die / hl. Mission 1869 / Errichtet 1906 / Mein Jesus / Barmherzigkeit“. Unmittelbar unter dem Kreuz befindet sich ein abgeschrägter Sockel mit eingefügter Blockform und einem Vierpassmotiv auf der Vorder- und Rückseite. Im unteren Bereich des Kreuzstamms befinden sich auf allen vier Seiten kleine Vorkragungen. Die Kreuzarme enden kleeblattförmig. Der Christuskörper aus Metall ist farbig gefasst (Körper: rot, Lendenschurz: weiß), ebenso das INRI-Zeichen. Im vorderen Bereich der Anlagen befinden sich zwei in die Mauer eingelassene Tafeln zu Ehren der Gefallenen des Zweiten Weltkrieges. Das Kreuz, das, wie es die Inschriftentafel ausweist, zur Erinnerung an die heilige Mission von 1869 errichtet wird, steht an der Stelle eines alten Holzkreuzes, das 1854 aufgestellt wird. 1869 wird dieses Kreuz bei der oben genannten Mission von den Missionaren zu Anrath geweiht und muss 1906 wegen Baufälligkeit abgerissen und verbrannt werden. Aus wissenschaftlichen, insbesondere religionsgeschichtlichen und volkskundlichen Gründen stehen Erhaltung und Nutzung des Kreuzes gemäß § 2 (1) des Denkmalschutzgesetzes im öffentlichen Interesse. | 1906              | 20. Juni 1989      | 197             |
| weitere Bilder                   | ehem. Rathaus Süchteln           | Süchteln Tönisvorster Straße 24 Karte                          | Geschichte: Als Nachfolgebau des alten Rathauses gegenüber der Pfarrkirche St. Clemens entstand 1898 nach einem Entwurf des Dülkener Stadtbaumeisters Ulrich, als „Point de Vue“ der Ratsallee das neue Rathaus der Stadt Süchteln. Die Grundsteinlegung erfolgte am 18. Juni 1898, bis zum Winter wurde das Dach eingedeckt und im nächsten Jahr wurde das Gebäude fertiggestellt, so dass am 15. November 1899 die Einweihung stattfand. Die Baukosten betrugen 67.500,00 DM. Sie wurden durch eine Anleihe von 60.000,00 DM und dem Erlös des verkauften Gemeindehauses, in dem sich früher die Wohnung des Bürgermeisters befand, gedeckt. Beschreibung: Die in Formen der Neurenaissance gestaltete Fassade erhält ihre Farbigkeit durch die Art der Materialien. Hier wurden mit handwerklicher Geschicklichkeit rote und weiße Ziegel verarbeitet, wobei die weißen ihre Verwendung in der vertikalen Betonung der Achsen sowie zur Umrahmung der Fensteröffnung fanden. Vorwiegend ist die Straßenfassade durch den Wechsel zwischen den beiden Steinfarben, die besonders als Eckquaderung auffallen, strukturiert. Horizontal ziehen sich Sohlbank, Sohlbankgesims und Sockelgesims in hellen Ziegelbändern ums Haus. Der Sockel des Gebäudes ist in Quaderputz gehalten, der hier eine gehauene Bearbeitung erfuhr. Die Straßenfassade gliedert sich in sieben Achsen, von denen die mittlere und die beiden äußeren mit Risaliten, einem vor die Flucht des Baukörpers vorspringender Bauteil, ausgebildet sind. Der Mittelrisalit ist mit einem für Rathäuser typischen Turm aufgesetzt, der mit seiner Spitze und dem Helm das Gebäude überragt. Im Obergeschoss ist zur weiteren Betonung ein Balkon angeordnet. Die auf die Mitte ausgerichtete Architektur wird von den Seitenrisaliten, die früher mit geschweiften Knickgiebeln, reich an Schmuckornamenten, abschlossen, unterstützt. Von beiden Seiten des Turms ist jeweils eine doppelte Fensterachse angeordnet, die Fensteröffnungen sind mit Schmuckgiebeln überdeckt. Ein stark strukturiertes Kranzgesims leitet zu den Dachaufbauten über. Die Dachgauben wurden vermutlich nach einer Kriegsbeschädigung sowie das gesamte Dachgeschoss verändert. Die linke Seitenfront musste insgesamt erneuert werden. Auf der rechten Seitenfassade ist der Eingang über eine zweiseitige Freitreppe, die mit dem originalen schmiedeeisernen Geländer erhalten ist, zu erreichen. Im Inneren des Hauses ist der Flurbereich mit den originalen Fliesen belassen. Im Obergeschoss befindet sich der Sitzungssaal des ehemaligen Rathauses. Er ist im Sockelbereich mit einer Holzkassettenkonstruktion ausgestattet. Deutlich erkennt man die Bauauffassung dieser Zeit in der Trennung zwischen repräsentativer, hier in der Weise auf die Mitte bezogene Fassadengestaltung der Hausfassade und dem funktional zugeschnittenen Baukörper. Die beiden Längsseiten des Hauses, auf der Rückseite zweckmäßig nüchtern und zur Straßenseite repräsentativ gestaltet, bilden einen Gegensatz. Der mitten im Stadtbereich an bevorzugter Stelle errichtete Typus des Rathauses ist der Ausbauphase in der Zeit des wirtschaftlichen Aufschwungs zuzuordnen und ist als Beispiel für die Baugesinnung der aufstrebenden Kleinstadt zu sehen. Aus wissenschaftlichen, insbesondere städtebaulichen, stadtbildprägenden, architektur- und kunstgeschichtlichen Gründen liegen Erhaltung und Nutzung des Gebäudes gemäß § 2 (1) Denkmalschutzgesetz im öffentlichen Interesse. | 1898/1899         | 28. August 1985    | 63              |
| weitere Bilder                   | St.-Irmgardis-Krankenhaus        | Süchteln Tönisvorster Straße 26–28 Karte                       | Geschichte: (Die folgende Zusammenfassung der Baugeschichte basiert auf der ausführlichen Darstellung von Arie Nabrings in der Festschrift „125 Jahre St. Irmgardis-Krankenhaus in Süchteln“ (1996), S. 27–38.) Die frühesten Nachrichten über einen Arzt in Süchteln stammen aus dem 16. Jahrhundert. Erst seit dem 18. Jahrhundert mehren sich die Quellen über medizinische Tätigkeiten im Ort, u. a. wird 1759 erstmals ein Hospital in (Süchteln-) Vorst genannt. Um die Mitte des 19. Jahrhunderts findet dann wie in zahlreichen anderen gesellschaftlichen Bereichen auch in der öffentlichen Krankenversorgung ein Institutionalisierungsprozess statt, untrennbar verbunden mit der industriellen Revolution und den Fortschritten in der Medizin, dem sich auch die Gründung des heute noch bestehenden Krankenhauses in Süchteln verdankt. Hinsichtlich der Gründungsdaten von Krankenhäusern in der Region belegt Süchteln „einen mittleren Rang“ (Nabrings). Schon 1846 erfolgte eine Stiftung eines Landwirtes für die Errichtung eines Armen- und Krankenhauses, in den 1850er Jahren intensivieren sich die Bemühungen der Kirchengemeinde um die Ansiedlung von Ordensschwestern in der Stadt, die endlich 1860 zur Grundsteinlegung für ein Kloster der Armen Schwestern des heiligen Franziskus führten (im Ort „Klösterchen“ genannt). Gewählt wurde ein Bauplatz an der nach Vorst und weiter nach Krefeld führenden Chaussee außerhalb des Ortskerns. Neben ihren karitativen Aufgaben betrieben die Schwestern hier auch eine höhere Töchterschule, die zwar 1874 in den Wirren des Kulturkampfes eingestellt werden musste, jedoch als Vorläuferin des 1908/09 erbauten Irmgardisstiftes gelten kann. Bereits 1863 konnte das dem „Klösterchen“ benachbarte Grundstück erworben werden, mit dem Ziel, dort ein von den Franziskanerinnen geführtes Krankenhaus zu bauen. Bauantrag und Planlegung datieren in das Jahr 1867, nach Überarbeitung der Pläne durch den Kölner Diözesanbaumeister Vincenz Statz erfolgte am 19. August 1869 „unter großer öffentlicher Anteilnahme“ die Grundsteinlegung. Im Juli 1871 konnte die Krankenhauskapelle geweiht werden, am 24. August 1871 öffnete das Krankenhaus unter dem Namen ‚St. Irmgardis-Hospiz‘. Das neue Haus schloss sich rechtwinklig unmittelbar an das Klösterchen an. Im Zuge einer Pocken-Epidemie in Süchteln musste 1872 ein - von der Regierung zunächst noch untersagtes - Isolierhaus, frei stehend hinter dem Krankenhaus, errichtet werden (es ist dann später in den Erweiterungsbauten der 1920er Jahre aufgegangen). Die steigende Bevölkerungszahl machte sodann in den 1890er Jahren eine Erweiterung erforderlich. Ein eigenes Pflegehaus für Invalide wurde 1897/98 an das Krankenhaus angebaut, parallel zur Straße, womit an dieser Stelle zusammen mit dem etwa zeitgleich errichteten Rathaus die letzten freien Parzellen gefüllt wurden. Kranken- und Invalidenpflege konnten dadurch räumlich getrennt und auf jeweils größere Flächen verteilt werden. Gestalterisch wurden die beiden dreigeschossigen Backsteinbauten von 1869/71 und 1897/98 einander angeglichen und ein neuer Haupteingang angelegt. Nennenswerte Neu- und Umbauten erfolgten rückwärtig um 1930, von den Architekten Wilhelm Pauen (Düsseldorf) und Peter Salm (Aachen) in sachlich-traditionalistischer Formensprache als Putzbauten mit Backsteinfenstergewänden und Walmdach gestaltet. Seit den 1960er Jahren fanden umfangreiche Erweiterungen und Sanierungen statt; das ursprüngliche „Klösterchen“, ein zweigeschossiger, traufständiger Backsteinbau zu 10 Fensterachsen, wurde dabei abgerissen. Die Trakte des 20. Jahrhunderts können denkmalpflegerisch außer Betracht bleiben. Beschreibung: Der erste Krankenhausbau von 1869/71, in die Tiefe des Grundstücks gebaut, und die rechtwinklig anschließende Erweiterung 1897/98 bilden heute einen weitgehend einheitlichen Baukörper, der sich in „L“-Form traufständig - hinter einem schmalen, ehemals eingefriedeten Vorgarten - entlang der Tönisvorster Straße erstreckt. Seine Hauptansichtsseiten (Straßenfront, stadtseitiger Giebel) sowie die Rückseite des Bauteils der 1890er Jahre sind backsteinsichtig, die übrigen Seiten nachträglich verputzt, wobei insbesondere die Rückseite des Ursprungsbaus mit den Erweiterungsbauten der 1920er Jahre teilweise verzahnt ist. Die Dachflächen sind bis auf den stadtseitigen Giebel (rechts) abgewalmt, zwei abgetreppte Ziergiebel durchbrechen asymmetrisch die mit Backstein-Zierfriesen (Konsolfries und Deutsches Band) betonte Trauflinie, und zwar in der äußersten linken Achse sowie über der mittleren Achse des fünfachsigen Erweiterungsbaus. Auf dem Dach des älteren Bauteils sitzt ein Dachreiter mit Zeltdach und Schallluken für eine Glocke. Die beiden Bauteile wurden bei Errichtung des jüngeren 1897/98 auf sinnvolle Weise miteinander verzahnt. Die eigentliche Baunaht ist im Dachbereich ablesbar; in der Wand der Straßenfront jedoch stellt sich die am Material ablesbare Zäsur anders dar, weil zusammen mit dem Erweiterungsbau in der rechten Achse des älteren Teils eine neue Eingangsachse angelegt wurde, deren Backsteinmaterial dem des neuen Teils entspricht. Auch wurde aus diesem Anlass der Trauffries einheitlich durchgezogen. Bei genauerem Hinsehen kennzeichnen aber zwei Lisenen die fünf rechten Achsen als den jüngeren Bau, wobei die rechte Lisene als Ecklisene in eine Akroterie als Eckbetonung übergeführt ist. Tür- und Fensteröffnungen sind mit Stichbogenstürzen in die Wand eingeschnitten, alte Fenster bzw. ursprüngliche Fensterteilungen sind erhalten, ebenso die doppelflügelige Eingangstür. Die Fensterbreiten variieren, je nach Größe bzw. Funktion der ursprünglich dahinter liegenden Räume. So prägen breite drei- bzw. vierteilige Fenster die beiden linken Achsen, wo ursprünglich Kapelle und Untersuchungs- bzw. OP-Räume angeordnet waren. Die Kapelle war zusätzlich durch einen Erker mit spätgotischen Formen ausgezeichnet, der heute aber, ebenso wie die Kapelle selbst, nicht mehr vorhanden ist. Im Giebel darüber ist eine spitzbogige Nische mit Marienstatue angebracht. Der hintere Teil des rechten, stadtseitigen Giebels ist um eine Achse vorgezogen, vermutlich beinhaltete er ursprünglich ein Nebentreppenhaus und wurde um 1914 dann umgebaut. Der Giebel selbst ist abgetreppt, Blendfelder sind durch farbig abgesetzte Linien zur Belebung der geschlossenen Backsteinflächen abgesetzt. Im ersten und zweiten Obergeschoss ist auf originelle Art und Weise eine Art geschlossener Liegeraum am Ende der jeweiligen Mittelflure angeordnet, dreiseitig verglast mit kleinteiliger Sprossung. Unter diesem auskragenden Vorbau wurde nachträglich ein weiterer Eingang mit alter, der Bauzeit angepasster Tür angebracht. Die linke, stadtauswärts gewandte Seite des in die Tiefe gebauten Teils zeigt sich verputzt und stark verändert, zumal hier teilweise das abgebrochene „Klösterchen“ anstieß. Der Trauffries der Straßenfront ist auch hier durchgezogen. Auf der Gartenseite ist die Rückfront des Erweiterungsbaus mit Mittelrisalit und Trauffries noch im Wesentlichen kaum verändert erhalten, sie ist jedoch von geringerer Gestaltqualität als die Ansichtsseiten. Das Innere ist den funktionalen Entwicklungen des Krankenhauswesens entsprechend insbesondere in den Raumnutzungen verändert, u. a. ist auch die zwei Geschosse hohe Kapelle verloren. Die ursprüngliche Gestalt ist dennoch im Mittelflurgrundriss mit dem Treppenhaus (Steinstufen mit gusseisernem Ziergeländer) von 1897/98 sowie den unterschiedlichen, in ihrer Farbigkeit und Größe der Motivwahl zeitgemäßen Schmuckfliesenbeläge der Flure im Erdgeschoss ablesbar. Ferner sind einige Zimmertüren sowie die Dachstühle der beiden Bauteile im Original erhalten. Städtebauliche Einordnung (Tönisvorster Straße): Das Krankenhaus bildet zusammen mit dem 1898 in Formen der deutschen Renaissance als Backsteinputzbau errichteten Rathaus einen ortsbildprägenden Blickfang an der Tönisvorster Straße. Diese führt aus dem Ortskern Süchtelns nach Osten in Richtung Tönisvorst und weiter nach Krefeld. 1518 ist sie als „Kuhstraß“ in der Süchtelner Kirchenordnung erwähnt. Die ersten Häuser (bis Hausnummer 9 bzw. 10) liegen noch innerhalb der ehemaligen Umwallung, ihr weiterer Verlauf wurde ab 1836 zur späteren Bezirksstraße ausgebaut. Sie setzt heute an die ehemaligen Wallstraßen als Ortskernumfahrung an. Die Straße war auch die direkte Verbindung zur östlich an Süchteln vorbeifließenden Niers mit der 1404 erstmals erwähnten Mühle und zum geplanten Nordkanal. Nördlich von ihr sollte der Süchtelner Kanalhafen angelegt werden. Ab Mitte des 19. Jahrhunderts ist mit vereinzelter, landwirtschaftlicher oder kleingewerblicher Bebauung zwischen Wallstraßen und Niers zu rechnen; die ältesten erhaltenen Wohnhäuser der zweigeschossigen, traufständige Reihe von Hausnummer 42 bis 56 stammen aus den 1870er Jahren. Auf der gegenüberliegenden Seite befanden sich eine Ziegelei und ab 1898, etwa an Stelle des geplanten Hafens, die städtische Gasanstalt. Städtebauliche Schubkraft entwickelten zum einen die Anlage zweier repräsentativer öffentlicher Gebäude auf der Südseite der Straße, des Klosters bzw. Krankenhauses ab 1860/61 sowie des Rathauses 1898/99, und zum anderen ab 1870 die Eisenbahnstrecke auf der Trasse des unvollendeten Nordkanals mit einem Bahnhof südlich der Straße. Infolgedessen hieß die Tönisvorster Straße vorübergehend Bahn- oder Bahnhofstraße (ab 1925 Krefelder, seit 1970 Tönisvorster Straße). Infolge des Bahnhofes entwickelte sich südlich der Tönisvorster Straße ein Industriegebiet. 1898/99 verlegte die Kommune ihr Rathaus aus der Ortsmitte an die Tönisvorster Straße, wo es nun zwischen dem wachsenden Industrie- und Wohngebiet des Bahnhofumfeldes und dem alten Ortskern stand. Seine nach Dülkener Vorbild gestaltete Neurenaissance-Fassade diente der in den 1920er Jahren angelegten Ratsallee als Blickpunkt. Die beiden gegenüber von Rathaus und Krankenhaus liegenden Wohn- und Geschäftshäuser Tönisvorster Straße 17/19 und 23/25 markieren den Eingang zur nördlich sich anschließenden „Neustadt“. Für ihre Dreigeschossigkeit musste noch ein baubehördlicher Dispens eingeholt werden. Außer dem neuen Rathaus betrieb die Stadt 1898/99 noch ein zweites großes öffentliches Bauvorhaben, die Gasanstalt im nördlichen Eckgrundstück von Bezirksstraße und Bahnlinie; heute befindet sich an ihrer Stelle die Johannes-Kepler-Realschule. Während die Nordseite der Tönisvorster Straße heute eine recht uneinheitliche Ausfallstraßen-Bebauung zeigt, besitzt die Südseite durch Rat- und Krankenhaus sowie die zweigeschossigen Traufhäuser mit Putzfassade der 1870er Jahre (Tönisvorster Straße 42, 44, 46, 48, 56) noch ein anschauliches historisches Gepräge. In der Kurve zur Holtz-Mühle, stadtauswärts ein wichtiger Blickpunkt, steht das schlichte spätklassizistische Wohnhaus Tönisvorster Straße 61, Träger des Rheinischen Denkmalpreises 1999. Denkmalwert: Als Krankenhaus mit über 125jährger Tradition am selben Standort und Zeugnis für die Institutionalisierung der medizinischen Krankenfürsorge im 19. Jahrhundert ist das Gebäude Tönisvorster Str. 26 bedeutend für Süchteln, Stadt Viersen. Es handelt sich um das einzige im Wesentlichen noch anschaulich erhaltene Krankenhausgebäude des 19. Jahrhunderts im Stadtgebiet von Viersen. An seiner Erhaltung und Nutzung besteht ein öffentliches Interesse aus städtebaulichen Gründen. Die Tönisvorster Straße wurde, als sich Süchteln zum Bahnhof hin ausdehnte, Teil eines typischen Stadterweiterungsgebietes mit Gemengelage aus öffentlichen Gebäuden, Wohnhäusern, Geschäften, Gaststätten, kleinen Handwerks- und Industriebetrieben. Dies ist heute noch in großen Teilen anschaulich nachvollziehbar. Zusammen mit dem Rathaus bildet das Krankenhausgebäude eine städtebauliche Dominante aus zwei relativ großen und qualitätsvoll gestalteten Baukörpern, von denen das Krankenhaus hinter einem Vorgarten leicht zurücktritt, wodurch sich eine auflockernde Staffelung ergibt. Während das Rathaus seiner Bestimmung gemäß in einem als bürgerlich geltenden Stil (Neurenaissance) gehalten ist, trägt das Krankenhaus Zeichen seiner kirchlichen Trägerschaft. Seine Backsteinarchitektur mit Formzitaten aus Romanik und Gotik war z. B. auch an Pfarrhäusern oder Klosterbauten dieser Zeitstellung üblich. Erst im Zuge der Architekturreformdiskussion nach 1900 wurde dieser - außerdem preiswerte und zweckmäßige - Stil als zu schlicht empfunden, weshalb z. B. das Irmgardisstift eine aufwendigere Backsteinputzfassade erhielt. Als stadtbildprägend werden insbesondere die Straßenfront und die zum Rathaus und zur Stadt gewandte rechte Giebelseite angesehen (Mauer- und Dachflächen), die östliche (linke) Seite und die Gartenfront stehen demgegenüber wegen der vorhandenen Veränderungen zurück. Der architekturgeschichtliche Zeugniswert wird durch die allgemein typische Baukörpergestaltung des 19. Jahrhunderts geprägt. Sie wird erlebbar durch die Erschließung aller Räumlichkeiten durch Mittelflure. Deren verschiedenen Fliesenbeläge mit großflächigen Motiven prägen nachhaltig diesen Grundriss. Erst später im 20. Jahrhundert wird das Krankenhauswesen durch Reformgedanken auch in seiner baulichen Ausprägung durch einhüftige Anlagen, die für eine bessere Durchlüftung und Belichtung sorgen, abgelöst. | 1871/1897–98      | 17. Dezember 2007  | 476             |
| Wohnhaus                         | Wohnhaus                         | Süchteln Tönisvorster Straße 61 Karte                          | Es handelt sich um ein stattliches zweigeschossiges, traufenständiges Wohnhaus an der östlichen Ausfallstraße aus Süchteln heraus. Das Haus befindet sich in städtebaulich äußerst markanter Lage, da die vielbefahrene Landstraße genau vor ihm eine Kurve beschreibt. Zwei symmetrisch vor dem Haus platzierte Linden geben der Örtlichkeit zusätzlich Gepräge. Die fünfachsige Eingangsfront besitzt im Erdgeschoss eine Putzquaderung. Über dem mittigen Eingang ist ein schmales Putzfeld abgegrenzt, in dem sich ehemals womöglich ein Schriftzug (für den bis in die 30er Jahre hier befindlichen Kolonialwarenladen?) befand. Ein Geschossgesims betont die horizontale Lagerung des Gebäudes, ebenso ein kräftiges profiliertes Traufgesims. Das pfannengedeckte Satteldach besitzt keine Ausbauten. Zwei kleine Kaminköpfe sitzen auf den Giebelspitzen auf. Das ausgebaute Dachgeschoss erhält seine Belichtung über die in den Seitengiebeln vorhandenen kleinen Rundbogenfenster. Den Seitengiebel zur Straße gliedern vier Fensterachsen und das umgeführte Geschossgesims. Zur seitlichen Niederstraße hin ist heute ein kleiner Garten hinter einer hohen Backsteinmauer angelegt. Die Haustür wurde bei der jüngsten Restaurierung unter Verwendung alter Teile (Gitter; Kämpferholz) rekonstruiert, auch die Fenster und die Innentüren wurden nach altem Vorbild erneuert. Der Grundriss ist mit seinem charakteristischen Mittelflur (alter Steinboden im EG) und der rückwärtigen Holztreppe erhalten, ebenso Holzdielenböden in den Räumen. Zur Geschichte des Hauses konnten bislang keine näheren Angaben ermittelt werden. Anhand der Formen ist eine Entstehung zwischen der Mitte des 19. Jahrhunderts und spätestens ca. 1880 als wahrscheinlich anzunehmen. Auffällig ist sein herausgehobener Standort, vor dem die vorbeiführende Straße wie es scheint absichtlich abknickt. Zudem befindet es sich in unmittelbarer Nähe zum Verlauf des ehemaligen Nordkanals, so dass in der Vergangenheit des Öfteren die Vermutung geäußert wurde, es könnte mit diesem in Zusammenhang stehen. Bis dato wurde hierfür aber kein Beweis gefunden, und die vergleichsweise späte Entstehungszeit lässt dies unwahrscheinlich erscheinen. Auch ob ein Zusammenhang mit den ehemals rückwärtig anschließenden Fabrikgebäuden besteht, ist nicht zu belegen. Das Gebäude Tönisvorster Straße 61 in Süchteln (Stadt Viersen) ist ein gut erhaltenes (und jüngst vorbildlich restauriertes) Beispiel der schlichten spätklassizistisch-biedermeierlichen Wohnhausarchitektur um die Mitte des 19. Jahrhunderts. Kennzeichnend sind hier v. a. der horizontal gelagerte Baukörper auf einfach rechteckigem Grundriss und mit schlichter Dachform sowie die ausgewogen proportionierten, symmetrischen Fassaden, die ihre Gliederung ohne Ornament allein aus der Verteilung der Öffnungen und den einfachen Gesimsen beziehen. Dem entspricht der zweckmäßig einfach gehaltene Grundriss im Inneren. Es hebt sich so formal deutlich von der malerischen Verspieltheit und Ornamentik der anschließenden (historistischen) Architekturstile ab. Auch wenn die Entstehungs- und Baugeschichte des Hauses im Dunkeln bleiben muss, zeugt sein Standort doch zumindest vom allmählichen Hinauswachsen Süchtelns aus seinem mittelalterlichen Stadtkern im 19. Jahrhundert; eine ehemals herausgehobene Funktion kann nicht ausgeschlossen werden, bekannt ist die Nutzung als Kolonialwarenladen im frühen 20. Jahrhundert. Es ist daher bedeutend für die Stadt Viersen. An der Tönisvorster Straße bildet es einen weithin sichtbaren Blickpunkt (aus der Stadt heraus) von hohem städtebaulichen Reiz, wozu neben der jüngst wieder herausgearbeiteten architektonischen Qualität des Baukörpers auch die beiden davor stehenden Linden beitragen. Eine historisch charakteristische Landstraßensituation ist hier noch anschaulich erlebbar. An seiner Erhaltung und Nutzung besteht daher aus städtebaulichen Gründen ein öffentliches Interesse. Das Gebäude Tönisvorster Straße 61 ist bedeutend für Viersen. An seiner Erhaltung und Nutzung besteht ein öffentliches Interesse aus städtebaulichen Gründen. Es ist daher gemäß § 2 Denkmalschutzgesetz NRW ein Baudenkmal. | Mitte 19. Jh.     | 23. Juni 1999      | 372             |
| weitere Bilder                   | Villa Holtz                      | Süchteln Tönisvorster Straße 97 Karte                          | Neben der Mühle ließ um 1875 der Kommerzienrat Franz Holtz ein Wohnhaus errichten. Die zweigeschossige Gründerzeitvilla mit Mansarddach ist 5 Achsen breit. Ihre Westseite ist 3-achsig, die Ostseite 4-achsig gestaltet. An der letzteren befindet sich der Eingang neben einem eingeschossigen Anbau. Nach dem rückwärtigen, parkähnlichen Garten zu öffnet sich das Gebäude mit zwei kurzen Flügeln in der Art französischer Stadtpaläste. Die Betonung der straßenseitigen Mittelachse geschieht durch einen Altan im Erdgeschoss und neubarocker Ausschmückung der Mittelgaube des Mansardegeschosses. Die Backsteinputzfassade, im Sockelgeschoss als Quaderputz, trägt neubarocke Stuckornamente (Giebelplastiken, Schmuckvasen, Voluten). Doppellisenen und teils gesprengte Verdachungen über den Fenstern strukturieren die Fassaden. Ein schmiedeeisernes Gitter grenzt das Grundstück zur Straße hin ab. Im Inneren der Villa finden sich noch die original Dielen- und Fliesenböden, Stuckdecken, stuckierte Tympana über den Innentüren, Holztüren und Holzrahmen, Wandaufteilungen, Stucklisenen mit Stuckkapitellen, Holzklappinnenläden an den Fenstern und im dominierenden Treppenhaus eine Holztreppe mit gedrechseltem Geländer. Die Qualität der Innenausstattung und die Einheit der äußeren Architektur aus einem Guss verraten das künstlerische Wollen der Entstehungszeit. Die Fabrikantenvilla mit Landschaftsgarten dokumentiert in ihrer zeitgemäßen Architektur und Ausstattung den privaten bürgerlichen Wohlstand des gründerzeitlichen Unternehmertums. Sie ist als passendes zeitgenössisches Pendant zur Arbeits- und Produktionsstätte moderner Müllertechnik sozialgeschichtlich bedeutsam. Als wesentlicher Bestandteil des Industriedenkmals Holtzmühle muss sie als wichtiges Zeugnis für die wirtschaftliche Entwicklungsgeschichte Süchteln gelten. Daher gehört sie aus wissenschaftlichen, insbesondere zeit- und sozialgeschichtlichen wie wirtschaftsgeschichtlichen und architekturgeschichtlichen Gründen nach § 2 (1) Denkmalschutzgesetz erhalten und genutzt. | um 1875           | 11. Januar 1985    | 11              |
| Holtzmühle                       | Holtzmühle                       | Süchteln Tönisvorster Straße 99 Karte                          | Geschichte: Die an der Einmündung der Rheinstraße in die Tönisvorster Straße als markanter Blickfang gelegene Holtzmühle besitzt eine lange Tradition. In ihrer ersten urkundlichen Erwähnung heißt die gewiss viel ältere Mühle an der Niers „Mühle auf der Nersen“ Fliegenmühle. Im Jahre 1404 ging sie aus dem Besitz der Kölner Pantaleonsabtei an Herzog Reinald IV. von Jülich und Geldern, der sie an die bei Liedberg ansässigen Herren von der Horst verpfändete. Erst gegen Ende des 15. Jahrhunderts kam sie in unbeschränkten Besitz der Landesherren. Die Bewohner des Süchtelner Gerichtszwanges mussten ihr Getreide entweder auf der Niersmühle oder auf der Hagenbroicher Windmühle mahlen lassen. Im weiteren Verlauf wurde die Mühle schließlich in 1792 von dem Müller Franz-Anton Holtz erworben, dessen Familie die Mühlen in Dülken jahrhundertelang besessen hatten. Nun wurde die Holtzmühle, als Öl- und Getreidemühle betrieben, weithin bekannt. Um das Jahr 1890 wurden die zur Gewinnung von Leinöl, welches aus Leinsaat gepresst wurde, benutzten Heien (senkrechte Stampfer) durch maschinelle Pressen ersetzt. Um 1920 wurde die Ölfabrikation der Holtzmühle eingestellt und die Getreidemühle ab dann verpachtet. Als in den 1930er Jahren die Niers begradigt wurde, wurden die großen Schaufelräder der Holtzmühle stillgelegt. Die von Verfall bedrohte Mühle wurde 1982/83 durch den jetzigen Eigentümer restauriert. Dabei wurden wesentliche Teile des ursprünglichen Mühlenbaues am eingeschossigen Trakt an der Süd-Ostecke des mehrflügeligen Backsteingebäudes (früher zur Umbauung des Wasserrades gehörend) aufgefunden. Große Quadersteine, heute wieder freigelegt, sicherten früher das Mahlwerk. Heute sind X-förmige Ankersplinte und die kreisförmige Öffnung für die Mühlradwelle wieder zu sehen. Beschreibung: Das vermutlich in verschiedenen Bauabschnitten im 19. Jahrhundert, großenteils wohl schon vor 1880 errichtete, weiß geschlämmte Backsteingebäude ist mehrflügelig und hat drei Geschosse. Sein flaches Satteldach ist versteckt hinter einem hohen, dekorativen Zinnenkranz mit einzelnen, über den Hauptachsen und an den Gebäudeecken hochgezogenen Zinnen sowie Stufenzinnen an den Schmalseiten. Betont wird diese Mauerbekrönung durch einen umlaufenden backsteingemauerten Bogenfries. Die darunter liegenden paarweise angeordneten, teils blinden schmal-hohen Bogenfenster sitzen axial über den, teils segment- teils bogenförmigen Fenstern der unteren beiden Geschosse. Nahezu alle Fenster- und Türöffnungen sind original (Ausnahme beispielsweise sind die drei zu Rundbogeneingangstüren erweiterten Fenster an der Ostseite). Die Fensterbänke bestehen aus Werkstein oder sind backsteingemauert. Die Fenster besitzen größtenteils erhaltene Gussrahmen; die gusseisernen Sprossenvergitterungen sind mehrheitlich original erhalten. Die Sprosseneinteilung wurde beibehalten. An der Süd- und Westseite sind mit Bohlen ausgelegte Austritte im ersten Stock. Das Rad für Lasten ist an der Südseite noch erhalten. An allen Seiten des Gebäudes sind die Ankersplinte erhalten, teils in Tellerform. Im Inneren sind die Balkendecken nur soweit erforderlich erneuert worden. Die gusseisernen, tragenden Säulen im Erdgeschoss sowie die sechs, die Mittelpfette stützenden Rundholzsäulen im ersten Stock (davon zwei frei sichtbar) sind original, ebenso wie die freiliegenden Balkenkonstruktionen und das Ständerwerk im Dachgeschoss. Die Holtzmühle, ursprünglich auch landschaftsprägend, heute herausragende Markierung auf dem Weg nach Süchteln, ist bedeutsam in siedlungstopographischem und siedlungsgeschichtlichem Sinne. Wichtig für die Geschichte der Wassermühlen von Süchteln ist die über Jahrhunderte hin verfolgbare Tradition des bis ins 20. Jahrhundert hinreichenden Müllerhandwerks. Ablesbar wird auch der Wandel von wassergetriebenem Mühlrad zum modernen Zeitalter der technischen Maschinen. Damit inhaltlich einhergehend sind die baulichen Erweiterungen des 19. Jahrhunderts zu sehen. Denn die Holtzmühle ist ein für das 19. Jahrhundert sehr typisches und inzwischen seltenes Beispiel für die Formulierung der damals modernen Industriebauten in mittelalterlichem Burgenstil. Das Gebäude ist bedeutend für die Geschichte der Industriearchitektur, zumal noch die Reste eines älteren Mühlengebäudes enthalten und teils sichtbar sind. Aus wissenschaftlichen, insbesondere siedlungstopographischen, siedlungs- und architekturgeschichtlichen Gründen, heute situationsprägend für das Straßenbild, ferner als Zeugnis des Müllerhandwerks im Übergang zur industriell-maschinellen Produktionstechnik und letztlich als Dokument für die Schaffenskraft einer für den Süchtelner Raum bedeutenden Unternehmerfamilie, vornehmlich der Gründerzeit vorigen Jahrhunderts, liegen Erhaltung und Nutzung der Holtzmühle gemäß § 2 (1) Denkmalschutzgesetz im öffentlichen Interesse. | vor 1880          | 11. Januar 1985    | 10              |
| Wohnhaus                         | Wohnhaus                         | Dülken Turmstraße 3 Karte                                      | Die freistehende Villa wurde 1907 für den Kaufmann Johann Berger wurde zweigeschossig an der damaligen Rathausstraße durch den Unternehmer Th. Hoffmanns errichtet. In unmittelbarer Nachbarschaft der ehemaligen höheren Bürgerschule gelegen, erwarb es 10 Jahre später der damalige Schulleiter Andreas Barth. Das Gebäude ist zu fünf Achsen erbaut, wobei die mit Balkon versehene Eingangsachse zurückversetzt ist. Die beiden linken Achsen sind zusammengezogen und übergiebelt. Die Ecke zum Eingang ist abgeschrägt und mit einer Achse schmaler Fenster versehen. Die Fenster mit Oberlicht sind erdgeschossig mit einer Fächerrosette überdeckt. Die Putzfassade mit historisierenden Schmuckformen ist gestaltet durch verschiedene Schmuckmotive, wie zum Beispiel einem Tierkopf am Balken über dem Eingang, florales Schmuckwerk mit den Initialen des Erbauers am Giebel zur Straße sowie auch die einfache Gliederung der Wandfläche des Giebels zur ehemaligen höheren Bürgerschule. Bemerkenswert ist auch die kunstvolle Schmiedearbeit des Eingangstores in Formen des Jugendstils. Es wurde aus dem ursprünglich im Krieg teilweise zerstörten Gartentor wieder hergerichtet. Weiterhin ist das Fenster zum Flur in einer farbigen Bleiverglasung mit „Landschaftsmotiv“ erhalten. Im Inneren des Gebäudes befindet sich im Flur der originale Bodenbelag sowie die Holztreppe und Zimmertüren mit Rahmen und Füllung. Weiterhin sind in den Räumen Stuckdecken mit den verschiedenen Formen vorhanden. Die Räume des Obergeschosses sind an den Decken mit Hohlkehlfriesen ausgestattet. Die schmuckvolle Fassadengestaltung sowie die Ausstattung sind zum größten Teil im originalen Zustand belassen. Die repräsentative Villa ist zu dem städtebaulichen Ensemble um das alte Rathaus zu zählen. Es kennzeichnet die typische Fassadengestaltung des stattlichen Wohnhauses um 1900, das hier das historische Stadtbild widerspiegelt. Aus wissenschaftlichen, insbesondere städtebaulichen und architekturgeschichtlichen Gründen stehen Erhaltung und Nutzung des Gebäudes Turmstraße 3 gemäß § 2 (1) des Denkmalschutzgesetzes im öffentlichen Interesse. | 1907              | 13. Mai 1993       | 324             |
| Wohnhaus Arztpraxis              | Wohnhaus Arztpraxis              | Viersen Ummerkirchweg 93 Karte                                 | Das Gebäude Ummerkirchweg 93 wird 1884 für den Landarzt Johann Heinrich Fliescher errichtet. Als Planverfasser zeichnet das Duisburger Baugeschäft Weiland & Brocker. Die Anlage besteht aus einem stattlichen zweigeschossigen, backsteinsichtigen Wohnhaus auf leicht querrechteckigem Grundriss mit Walmdach und drei um einen Innenhof geführten, ursprünglich eingeschossigen Flügelbauten auf der Rückseite. Die Stirnseiten dieser Nebengebäude, die Wirtschaftsräume, Remise und vor allem die Praxisräume des Arztes aufnehmen, ragen über die Flucht des Wohnhauses hinaus, so dass in der rechten Stirnseite ein separater Eingang für die Praxis angeordnet werden kann. Der Eingang des Wohnhauses befindet sich auf dessen rechter Seite. Von den fünf Fensterachsen der Vorderfront ist die mittlere als flacher Risalit leicht vorgezogen und endet mit einer gestelzten Dreiecksgiebel-Verdachung. Wie diese sind auch die Verdachungen der anderen Obergeschossfenster in Backstein gehalten. Die Wandfläche ist außerdem durch Geschoss- und Sohlbankgesimse gegliedert. In jeder der regelmäßigen Fensterachsen leitet eine zusätzliche kleine Mezzaninöffnung zum weiß abgesetzten überkragenden Kranz des Daches über. Die erhaltenen historischen Fenster besitzen die zeittypische T-Teilung. Auf der Eingangsseite wird die regelmäßige Achsengliederung grundsätzlich fortgeführt, die linke der drei Achsen ist hier allerdings mit Blendfenstern ausgestaltet. Der Eingang mit der originalen zweiflügeligen Haustür mit Oberlicht sitzt über wenigen Stufen mit Wangenmauern erhöht in der Mittelachse. Auf der linken Seite des Hauses wurde 1922 eine offene Veranda angebaut. Die Rückseite des Wohnhauses ist verputzt. Im Erdgeschoss sind hier dreiteilige Fenster angeordnet und die Mittelachse ist durch nach oben versetzte Fenster, das untere bleiverglast, das obere mit Rundbogen und Keilstein, als Treppenhausachse kenntlich. Das Innere des Wohnhauses ist in wesentlichen Elementen ungewöhnlich ursprünglich erhalten. Der Grundriss ist unverändert. Von der Haustür aus reicht der Eingangsflur zunächst bis zur Mitte, wo rechts anschließend das Treppenhaus nach oben bzw. der Hinterausgang nach draußen führt. Die gesamte Bodenfläche ist hier mit Ornamentfliesen der Bauzeit ausgelegt. Die Treppe ist gerade zweiläufig mit Wendepodest konzipiert, mit schlichtem Anfänger und gedrechselten Geländerstäben. Kehl- und Spiegelprofile gestalten die Decken von Flur- und Treppenhaus; der Übergang zwischen beiden ist durch Wandpilaster und ein vielfach profiliertes „Gebälkstück“ akzentuiert. Rahmen-Füllungstüren mit zugehörigen Gewänden sind im ganzen Haus erhalten. Sowohl im Erd- als auch im Obergeschoss schmücken Stuckdecken mit Kehlprofil und Mittelrosette die Wohnräume. Das Erdgeschoss zeigt die klassische Aufteilung eines großen Salons und eines anschließenden, durch breiten Durchgang angebundenen Wohnzimmers nach vorne und einer nach hinten gelegenen Küche. Weitere Details wie Griffe und Beschläge der alten Fenster oder erhaltene innere Klappläden tragen zum stimmigen historischen Raumbild bei. Die ebenfalls backsteinsichtigen Hintergebäude gruppieren sich im Anschluss an das Wohnhaus dreiflügelig um einen Hof. 1935 werden der linke und der hintere Flügel um ein zweites Geschoss aufgestockt. Ursprünglich sind hier Wirtschaftsräume und Remise mit Pferdestall für die Kutsche des Landarztes untergebracht. Die Erhöhung dient zur Anlage einer Wohnung für Bedienstete im Obergeschoss. Bemerkenswert sind die im Grundriss ursprünglich erhaltenen Praxisräume im rechten, eingeschossigen Flügel. Zwei benachbarte Zugänge führen in der vorderen Stirnwand zum einen direkt vom Haus aus, zum anderen von draußen zunächst in ein Wartezimmer, an das sich das Sprechzimmer anschließt. Ein hölzerner Portalvorbau mit schlanken, nach vorne gepaarten Pfeilern sowie durchbrochener Brüstung und Gebälk schmückt den äußeren Zugang, dessen Eingangstür ebenfalls erhalten ist. Anschließend an die Praxisräume werden in jüngerer Zeit moderne Garagentore eingebracht, die den positiven Gesamteindruck jedoch nur geringfügig stören. Ehemals gibt es hier eine Durchfahrt in den Hof, die heute noch durch einen Spitzgiebel mit getrepptem Backsteinfries kenntlich ist. Über der alten Einfahrt sind alte Inschriftsteine der Bauherren in die Wand eingelassen, der obere älteste zitiert: „Dr. Joh. Heinr. / Fliescher / Margarethe / Schürkes / 1884.“ Auch neben dem Wohnhauseingang ist ein altes Namensschild als Reminiszenz an die ehemaligen Bewohner erhalten. Eine Einfriedung aus Lanzettengitter auf Sockelmauer zwischen Pfeilern schließt das weitläufige Grundstück nach vorne zur Straße ab. Alter Baumbestand, darunter eine in Ansätzen noch erkennbare Allee von der Einfahrt zur Durchfahrt in den Hof, trägt wesentlich zum Gesamterscheinungsbild der Anlage bei. Der Bauherr des Anwesens, Johann Heinrich Fliescher (12. Juni 1850 – 26. Juli 1904), stammt vom Fliescherhof in Helenabrunn. Als Arzt lässt er sich 1880 in Helenabrunn nieder, heiratet 1881 Margarethe Schürkes, die Tochter des Besitzers des benachbarten Hofes, und ist Armenarzt für die Sektion Heimer und Hamm. Armenärzte erhalten eine staatliche Jahrespauschale, für die sie in einem ihnen zugeteilten Bezirk erkrankte Arme unentgeltlich behandeln müssen. Von vermögenden Bürgern können Ärzte darüber hinaus eine Bezahlung erhalten. Generell werden im 19. Jahrhundert im Bereich der Gesundheitsversorgung „moderne“, institutionalisierte Strukturen ausgebildet, auch hinsichtlich Ausbildungs- und Standesangelegenheiten. Fliescher zählt damit zu den frühen niedergelassenen Ärzten in Viersen. Als Landarzt für die Siedlungslagen um Helenabrunn und Heimer wird ihm dabei eine besondere Bedeutung für das dortige Gemeinwesen zugefallen sein, auf die auch die allgemeine Bekanntheit seines Namens bis heute schließen lässt. Nach seinem frühen Tod 1904 übernimmt nach kurzer Übergangszeit sein Sohn Alphons Fliescher (23. Sept. 1883 – 26. Okt. 1937) die Praxis. Nachdem auch er erst 54-jährig stirbt, folgt ihm sein Schwiegersohn Josef Empt nach. Die Tradition dieser Ärztefamilie ist in Viersen bis heute existent. Es handelt sich um ein stattliches, gediegen gestaltetes Wohnhaus des ausgehenden 19. Jahrhunderts. Außen und innen ist es in ungewöhnlich hohem Maße bis in Details ursprünglich erhalten. Sein durch regelmäßige Achsenreihung und die Wandgliederung durch Lisenen, Fensterverdachungen und flachen Risalit gestaltetes Äußeres repräsentiert eine spätklassizistisch und ländlich geprägte Bauweise, die zusammen mit den rückwärtigen Flügeln stark an repräsentative, „städtische“ Formen übernehmende Bauernhöfe dieser Zeit erinnert. Typologisch von Interesse ist die Art und Weise, wie die Nutzung als Arzthaus in der Anordnung der Praxisräume ihre Umsetzung fand. Da sich das Niederlassungswesen einer ausgebildeten Ärzteschaft erst gegen Ende des 19. Jahrhunderts nennenswert entwickelt, gibt es zur Bauzeit in den 1880er Jahren noch keine spezifische Form für diese junge Bauaufgabe. Die notwendigen Warte- und Behandlungszimmer werden zunächst meist in der Art anderer Nebennutzungen an das Wohnhaus angefügt (vgl. Kontorräume) oder in den Baukörper integriert, wobei auf eine strikte Scheidung zwischen privatem und öffentlichem Bereich geachtet werden muss. Gemäß seiner ländlichen Lage und Funktion geschieht dies hier in Anlehnung an eine Hofanlage, wobei öffentlicher und interner Zugang einfach aber geschickt getrennt sind. Erst später entwickeln sich kompliziertere Grundrisslösungen bei Arzthäusern, wie sie z. B. das Haus Viersener Straße 13 in Dülken zeigt. Das Wohn- und Arzthaus Ummerkirchweg 93 ist als Sitz der für die Siedlungslage zuständigen Landärzte, der Arztfamilien Fliescher und Empt bedeutend für Viersen. Wegen der sehr guten Erhaltung seiner ursprünglichen Konzeption, Gestaltung und Ausstattung besteht an seiner Erhaltung und Nutzung aus den dargelegten wissenschaftlichen, insbesondere architektur- und ortsgeschichtlichen Gründen ein öffentliches Interesse. Es handelt sich daher in seiner Gesamtheit einschließlich der rückwärtigen Praxis- und Wirtschaftsflügel, der stilistisch angepassten Veranda und der straßenseitigen Einfriedung um ein Baudenkmal. | 1884              | 6. Mai 2003        | 441             |
| Immeshof                         | Immeshof                         | Viersen Ummerstraße 46 Karte                                   | Geschichte: to Immenhaus (16. Jahrhundert)-Immes, Timmes (Mackes, Nr. 136, S. 280) Beschreibung: Das ehemalige Wohnstallhaus steht giebelständig zur Ummerstraße. Der unsymmetrische, sonst aber typische Backsteingiebel bildet eine der 3 Seiten des Wirtschaftshofes, dessen übrige Hofgebäude 1812 die gleiche Lage einnahmen. Der Giebel entspricht der Tradition des niederrheinischen Wohnstallhauses. Den zwei kleinen Fenstern über den Abseiten entsprach ein ebenso kleines im Spitzboden unter dem Krüppelwalmdach. Diese, sowie die Türen und Fenster im Erdgeschoss, wurden 1843 vergrößert. Eine Sandsteintafel trägt die Bezeichnung HK CS 1827 JHS. 1843 wurde der Nordwestgiebel (Wetterseite), an dessen nördlicher Ecke der Keller, darüber die „Opkamer“, liegt, erneuert. Er zeigt noch die Fachwerkkonstruktion, - trotz einiger durch Backstein ersetzter Hölzer. Im Inneren überrascht die Einheit von unverändertem Grundriss (4 Joche) und traditioneller Ausstattung: Holzbalkendecken, Türen mit geschwungenen Füllungen und 2 Rauchfänge mit kräftig profilierten Holzgesimsen (18. Jahrhundert). Eine Pumpe mit Werkstücken aus Messing und Kupfer (Anfang 19. Jahrhundert) und ein großer Spülstein sind unversehrt erhalten. Die reichhaltige Möblierung des 18. Jahrhunderts (Milchschrank, Aachener-Schrank, Wiege, Truhen) runden den harmonischen Eindruck eines geschlossenen Ganzen ab. Aus wissenschaftlichen, insbesondere architekturgeschichtlichen und volkskundlichen Gründen, liegen Erhaltung und Nutzung des Gebäudes gemäß § 2 (l) des Denkmalschutzgesetzes im öffentlichen Interesse. | 17. Jh./1843      | 3. Juni 1987       | 147             |
| Stappenhof                       | Stappenhof                       | Viersen Ummerstraße 68 Karte                                   | Geschichte: ter Stappen, (1382) - Stappen - Craenen (1384) des Alert Kran’s Hof geht 1408 im Stappenhof auf. (Mackes, Nr. 140, S. 280) (Im Leibgewinnsregister von 1408 muss Albert Kraen 31 Denar, 1 Huhn und als Gewinngeld 18 Denar an den Fronhof von St. Gereon zahlen.) Beschreibung: Das Wohnstallhaus der 4-flügeligen Backsteinhofanlage steht mit dem Giebel zum Wirtschaftshof. Der stattliche Bau auf T-förmigem Grundriss ist gegen 1800 in 5 Jochen erbaut. Dem einfachen (Stall) Giebel auf der Südseite mit unregelmäßiger Fenstergliederung und neoklassizistischer Haustür steht auf der Nordseite ein 2-geschossiger klassizistischer Wohnbau mit Walmdach und Dreiecksgiebel als Querbau vor. Er gliedert sich symmetrisch in 5 Achsen, die Fenster mit Sprossenteilung in Blockrahmen, wie die hervorragende Tür mit Oberlicht, sind original erhalten. Die eingeschossige Stallseite ist zur Hälfte für Wohnzwecke umgebaut. Im Innern sind gekachelte Fußböden, (1900) aufwendige Einbauschränke mit profiliertem Abschluss und ursprüngliche Türen mit Rahmen und Füllung zu sehen; im Wohnteil sind aufwendige, gute Holzarbeiten (Treppe, Vertäfelung und Fensterlaibung) aus jüngerer Zeit sowie sichtbare und verkleidete Holzbalkendecken vorhanden. (Wohnseite ähnlich dem „Kamphof“, Bebericher Straße 175) Die umgebenden Backsteinhofgebäude entstehen im 19. Jahrhundert und werden 1908 verändert bzw. erweitert. 1937 baut Heinrich Stappen eine Scheune. Zusammenfassend sei noch einmal erwähnt, dass das Wohnstallgebäude einerseits zu einem wichtigen Typus gehört, andererseits hier ein wichtiges Zeugnis in der Entwicklung zum T-Typ hin vorliegt. Diesem im nördlichen Niederrheingebiet oft vorkommenden Typ steht südlich von Viersen die geschlossene Hofanlage gegenüber. Aus wissenschaftlichen, insbesondere architekturgeschichtlichen und volkskundlichen Gründen liegen Erhaltung und Nutzung des Gebäudes gemäß § 2 (1) des Denkmalschutzgesetzes im öffentlichen Interesse. | um 1800           | 20. Juni 1989      | 200             |
| ehem. Flachsspinnerei, Zwirnerei | ehem. Flachsspinnerei, Zwirnerei | Dülken Venloer Straße 10a Karte                                | In einem Abriss der Dülkener Industriegeschichte leitet Josef Brocher das Kapitel zur Textilindustrie wie folgt ein: „Der erste Industriezweig, der als solcher in Dülken Fuß fasste, war die Zwirnbranche, für deren Aufkommen der bedeutende Flachsanbau in unserer Gegend bestimmend gewesen ist. Um die Bedeutung sowohl der Flachserzeugung wie der aus ihr hervorgegangenen Fabrikation von Leinenzwirn richtig zu würdigen, müssen wir uns eingehender mit der Person des Mannes beschäftigen, der vermöge seiner Unternehmungsfreudigkeit und Entschlusskraft der Gründer der Zwirnbranche geworden ist: Gerhard Mevissen.“ (Kellenbenz, Hermann, Die nördlichen Rheinlande, in: Franz Petri/Georg Droege (Hrsg.), Rheinische Geschichte, Band. 3, Wirtschaft und Kultur im 19. und 20. Jahrhundert, Düsseldorf 1979, S. 43) ergänzt: „Das Maschinengarn fand erst seit den 20er und 30er Jahren stärkere Verbreitung, vor allem im Kreis Kempen. Ein Schwerpunkt der Leinenzwirnerei war Dülken, unter den Fabrikanten finden wir hier Gerhard Mevissen ...“. Brocher schildert kurz den Werdegang des 1776 geborenen Sohnes des Schmiedemeisters, Arnold Mevissen: Rietmacherlehre, 1798 Aufstellung eines ersten Zwirnstuhles in der elterlichen Wohnung auf der Kirchstraße. 1803 Erweiterung der Fa. Gerhard Mevissen um drei weitere Zwirnmühlen in eigenem Hause. Nach der Heirat Elisabeth Gierlings 1814 Erwerb des Heisterschen Hauses auf der Langen Straße, dort Betrieb einer Handzwirnerei im Seitenflügel. Seit 1830 Aufnahme des 1815 geborenen Sohnes Gustav in die Firma, der 1838 in England Erfahrungen mit dem Maschinenbetrieb sammelt. Dort besichtigt Gustav die große Flachsspinnerei von Marshall & Co. in Holbeck bei Leeds, deren (heute noch existierender) riesiger neuer Fabrikbau mit der Kopie einer ägyptischen Tempelfront 1250 Arbeiter aufnahm. Wichtig an Mevissen Juniors Besuch war die Etablierung einer Geschäftsbeziehung für den Flachsexport, vor allem aber der Einblick in den technischen Produktionsgang (vgl. Martin Schumacher, Auslandsreisen deutscher Unternehmer 1750–1851 unter besonderer Berücksichtigung von Rheinland und Westfalen, Köln 1968, S. 158). 1841 baut Gerhard Mevissen dann im Besitze der neuen Erfahrungen seines Sohnes am Westwall/Ecke Venloer Straße seine erste auf Maschinenbetrieb ausgelegte Fabrik, die seit 1845 von einer englischen Dampfmaschine angetrieben wird. Für den noch vor 1841 nach Köln übergesiedelten Gustav Mevissen übernahm dessen Schwager Franz Wilhelm Königs die Leitung der Zwirnerei, die bald durch eine Strangfärberei und Appretur ergänzt wird. 1843 stirbt Gerhard Mevissen, F. W. Königs wird Betriebsleiter. 1854 eröffnet er am Westgraben eine Flachsspinnerei, die sich bald als zu klein erweist. Gustav Mevissen hatte sich mit Vertrag vom 23. März 1853 dem Preußischen Handelsministerium gegenüber verpflichtet, eine mechanische Flachs-Spinnerei mit mindestens 5000 Spindeln zu errichten, für die er je Spindel 6 Taler Subvention erhalten sollte. 1854 wurde eröffnet, 1860 eine eigene Bleiche an der Boisheimer Nette eingerichtet. Goltstein hatte die Anlage mit englischen Maschinen eingerichtet, sie begann mit 2.500 Spindeln. Um 1858 waren 278 Arbeiter beschäftigt, 4 Dampfmaschinen mit 118 PS trieben 2.808 Spindeln (vgl. Gerd Blume, Die heimische Flachsspinnerei im 19. Jahrhundert, - in: Heimatbuch des Landkreises Kempen/Krefeld, 1968, S. 111f.). Ab 1864 werden neue, größere Fabrikgebäude für den Spinnbetrieb errichtet, 1866 zieht die ganze Unternehmung an den Bruchweg um, wo in der Folge der Großbetrieb der (seit 1871) „Niederrheinischen Flachsspinnerei AG“ entsteht (vgl. Stadtarchiv Viersen, Gewerbeakte Dülken, 4272, 1867/1886). Die Zwirnerei am Westwall wird noch weiterbetrieben, zieht aber lt. den Gewerbeakten nach 1867 um, besteht aber am neuen Orte bereits 1886 nicht mehr. Beschreibung: Erhalten vom ehemaligen Komplex der Flachszwirnerei und Spinnerei Gerhard Mevissen zwischen Venloer Straße, Westwall und Westgraben sind die beiden 1841 bzw. 1854 errichteten Fabrikbauten, sowie Teile der im Norden vorgelagerten Kessel- und Maschinenräume. 1) Im Osten erhebt sich der zweigeschossige Satteldach-Backsteinbau der Zwirnerei mit 8 zu 3 Achsen. Der über 26 m lange Bau verjüngt sich nach Norden von 9 m auf 8 m Breite. Hohe Stichbogenfenster mit Blausteinsohlbänken belichten das Innere, korbbogenartige Überfangbögen beleben die glatten Backsteinfassaden, die durch ein einfaches Gesims horizontal gegliedert sind. Einfache gusseiserne Rundstützen mit angegossenen Transmissionsflanschen tragen die Kappengewölbedecke, die zwischen den fischbauchartig ausgebogenen Flanschen der Gussträger eingespannt sind. In Gebäudelängsrichtung laufen vier geschmiedete Zugstangen, die mit Tellerankern an den Giebelaußenseiten verspannt sind. Auch die gusseisernen Träger im Erdgeschoss sind mit Tellerankern gesichert. In beiden steinplattierten Geschossböden laufen die Abflussrinnen für den Nassbetrieb der Flachszwirnerei noch vollständig im ursprünglichen Zustand. Der südliche Außengiebel zeigt Spuren eines ursprünglich fast ebenso hohen Anbaues, möglicherweise die ehemalige Strangfärberei und Appretur. 2) Auf der westlichen, gegenüberliegenden Hofseite liegt nach Süden versetzt der zweieinhalbgeschossige Bau der mechanischen Flachsspinnerei von 1854. Dem ursprünglich 8 Achsen langen Trakt ist im Süden ein Treppenhaus von 2 Achsen Breite hinzugefügt worden. Fassadenaufteilung und Fenstergrößen wechseln hier. Auch die Spinnerei weist Stichbogenfenster mit Überfangbögen auf, die ebenso wie die der Zwirnerei Natursteinsohlbänke zeigen. Unter einem einfachen Stufentraufgesims zieht sich eine Blendarkadenreihe hin, die an drei Stellen durch kleine Fensteröffnungen durchbrochen wird. Das Treppenhaus zeigt über zwei Türöffnungen zwei Ochsenaugen mit Überfangbögen sowie zwei Tudor-Bogenfenster mit Überfang. Der südliche Krüppelwalm-Giebel trägt ein Dachhaus, das möglicherweise ursprünglich eine Aufzugsvorrichtung für die Lagerung von Rohmaterial im Dachgeschoss aufgenommen hat. Auch im Inneren der Spinnerei tragen Gussstützen mit angegossenen Transmissionsflanschen die Geschossdecke, die hier allerdings als Holzbalkendecke ausgebildet ist. Es ist denkbar, dass hier der Innenausbau nicht der Entstehungszeit 1854 entstammt. 3) Von dem nördlich anschließenden Maschinenhausteil haben sich die Umfassungsmauern zum großen Teil erhalten, ein genauerer Befund ist wegen der neuen Dachkonstruktion und dem dort lagernden Holz nicht möglich gewesen. Das erhaltene Mauerwerk stammt aber eindeutig aus der Zeit zwischen 1841 und 1854 und kann der Gesamtanordnung nach nur das Kessel- und Maschinenhaus umfasst haben. Die jenseits der Venloer Straße ursprünglich bestehenden Teile der Fabrik (vgl. Lageplan bei Werner Mellen, Rheinische Kunststätten, Heft 323, Viersen, Köln 1987, S. 22) haben sich nicht erhalten. Bedeutung: Bei den unter 1 bis 3 beschriebenen Teilen der von 1841 bis 1854 entstandenen mechanischen Flachszwirnerei und -spinnerei Gerhard Mevissen handelt es sich um ein Denkmal im Sinne des § 2 Absatz 1 Denkmalschutzgesetz Nordrhein-Westfalen. Die Anlage ist bedeutend für Städte und Siedlungen sowie für die Entwicklung der Arbeits- und Produktionsverhältnisse. Für die Erhaltung sprechen wissenschaftliche Gründe, hier insbesondere in drei Bereichen: 1. Die Anlage ist wichtig als früher Beleg für den Beginn der mechanisierten Textilerzeugung nach englischem Vorbild, für die sie auch das architektonische und bautechnische Muster aus dem Mutterland der industriellen Revolution übernahm. Die Gussstützen der Zwirnerei, sowie die Fischbauträger der Deckenkonstruktion gehören mit zu den frühesten Belegen dieser Bautechnik in Deutschland (vgl. Ermen u. Engels in Engelskirchen, Ende der 1830er Jahre). 2. Die Bauten sind der älteste verbliebene Beleg der für die Wirtschaftsentwicklung Dülkens grundlegenden Flachsverarbeitung mit ihrer Entstehungszeit vor der und um die Mitte des 19. Jahrhunderts. 3. Die Unternehmung ist eng verbunden mit der für das gesamte rheinische Wirtschaftsleben hochbedeutsamen Unternehmer-, Bankier- und Politikerfigur von Gustav (später von) Mevissen, der sich mit den beiden Gründungen im Textilbereich in Dülken und Düren hier auch direkt als Unternehmer manifestiert. 4. Auch der technikhistorische Belang ist von Bedeutung, der sich aus den noch vollständig erhaltenen Einrichtungen des Nassbetriebes einer Flachsverarbeitung ergibt. Somit liegen für den Denkmalwert technik-, architektur-, wirtschafts-, orts- und landesgeschichtliche Gründe vor. | 1841              | 26. November 1992  | 312             |
| Wohnhaus                         | Wohnhaus                         | Dülken Venloer Straße 12 Karte                                 | Die in der Mitte des 19. Jahrhunderts auf dem Gelände des früheren Stadtgrabens von Dülken zweigeschossig errichtete Häusergruppe mit Satteldach und Hintergebäuden, bildet mit dem Haus Nr. 16 einen nahezu symmetrisch gestalteten Häuserblock. Die Häuser 12 und 16 sind im Grundriss rechtwinkelig konstruiert und dem Verlauf der ehemaligen Bruchstraße angepasst. Vermutlich wurde das in den Geschosshöhen höher errichtete Haus mittig in die Baulücke hineingebaut und erhielt dadurch einen trapezförmigen Grundriss. Die Fassaden erhalten durch die strenge Fensterachsensymmetrie und durch die hoch rechteckigen Fensteröffnungen eine vertikale Betonung. Nr. 12: Das Gebäude Venloer Straße 12 besteht aus dem Vorderhaus und dem zweigeschossigen, ebenfalls mit Satteldach versehenen Erweiterungsbau Westgraben Nr. 1. Die Fassade Venloer Straße ist in sechs Achsen geteilt und die Türe außermittig auf der vierten Achse von links angeordnet. Giebelseitig sind Deckenanker sichtbar. Die Fassade zum Westgraben gliedert sich in vier Achsen, wobei hier die Fensteröffnungen teilweise mit Mauerwerk bzw. Putzfläche geschlossen sind. Die Türe befindet sich auf der linken Achse. Die Fenster sind noch in diesem Jahrhundert erneuert worden und bestehen aus zwei Flügeln und einteiligem Oberlicht. Eine Besonderheit ist der im hinteren Teil gelegene Gewölbekeller, der zur Hälfte das Gebäude Nr. 14 unterfängt. Nr 14: Das Gebäude ist gegliedert in vier Achsen. Die originale Eingangstüre besteht aus Rahmen mit Füllelementen und ist noch in einem sehr guten Zustand in der zweiten Achse von links sichtbar. Der Eingang wird durch eine Einfassung besonders hervorgehoben. Die Deckenanker befinden sich in den Feldern zwischen den Achsen. Ungewöhnlich ist die Betonung des Obergeschosses. Die Fensteröffnungen sind entsprechend der Geschosshöhe größer als im Erdgeschoss, jedoch gleich in ein zweiflügeliges in sechs Teilen gegliedertes Fenster und in ein zweigeteiltes Oberlicht aufgeteilt. Türen und Fenster sind mit gemauerten Stichbögen überdeckt und haben eine vorgefertigte Fensterbank. Die ursprüngliche Fassade auf der Rückfront des Gebäudes Nr. 14 war geteilt in drei Achsen, wobei sich in den beiden rechten Achsen eine Toreinfahrt befand. Wegen ihrer total baufälligen Substanz konnte sie jedoch nicht erhalten werden. Beide Gebäude wurden 1981 entkernt und zu Wohnungen ausgebaut, so dass nur noch die Fassaden erhalten blieben. Die beiden Gebäude stellen typische Wohnhäuser aus der Mitte des 19. Jahrhunderts dar. Charakteristisch sind die klare Gliederung der geschlämmten Backsteinfassade sowie Fensterteilung und Fensterbänke. Weiterhin bilden sie räumlich den Abschluss der Theodor-Frings-Allee. Die Nutzung und Erhaltung des Gebäudekomplexes stehen aus wissenschaftlichen, insbesondere aus städtebaulichen und baugeschichtlichen Gründen, gemäß § 2 (1) Denkmalschutzgesetz im öffentlichen Interesse. | Mitte 19. Jh.     | 10. April 1985     | 33              |
| Wohnhaus                         | Wohnhaus                         | Dülken Venloer Straße 14 Karte                                 | Die in der Mitte des 19. Jahrhunderts auf dem Gelände des früheren Stadtgrabens von Dülken zweigeschossig errichtete Häusergruppe mit Satteldach und Hintergebäuden, bildet mit dem Haus Nr. 16 einen nahezu symmetrisch gestalteten Häuserblock. Die Häuser 12 und 16 sind im Grundriss rechtwinkelig konstruiert und dem Verlauf der ehemaligen Bruchstraße angepasst. Vermutlich wurde das in den Geschosshöhen höher errichtete Haus mittig in die Baulücke hineingebaut und erhielt dadurch einen trapezförmigen Grundriss. Die Fassaden erhalten durch die strenge Fensterachsensymmetrie und durch die hoch rechteckigen Fensteröffnungen eine vertikale Betonung. Nr. 12: Das Gebäude Venloer Straße 12 besteht aus dem Vorderhaus und dem zweigeschossigen, ebenfalls mit Satteldach versehenen Erweiterungsbau Westgraben Nr. 1. Die Fassade Venloer Straße ist in sechs Achsen geteilt und die Türe außermittig auf der vierten Achse von links angeordnet. Giebelseitig sind Deckenanker sichtbar. Die Fassade zum Westgraben gliedert sich in vier Achsen, wobei hier die Fensteröffnungen teilweise mit Mauerwerk bzw. Putzfläche geschlossen sind. Die Türe befindet sich auf der linken Achse. Die Fenster sind noch in diesem Jahrhundert erneuert worden und bestehen aus zwei Flügeln und einteiligem Oberlicht. Eine Besonderheit ist der im hinteren Teil gelegene Gewölbekeller, der zur Hälfte das Gebäude Nr. 14 unterfängt. Nr. 14: Das Gebäude ist gegliedert in vier Achsen. Die originale Eingangstüre besteht aus Rahmen mit Füllelementen und ist noch in einem sehr guten Zustand in der zweiten Achse von links sichtbar. Der Eingang wird durch eine Einfassung besonders hervorgehoben. Die Deckenanker befinden sich in den Feldern zwischen den Achsen. Ungewöhnlich ist die Betonung des Obergeschosses. Die Fensteröffnungen sind entsprechend der Geschosshöhe größer als im Erdgeschoss, jedoch gleich in ein zweiflügeliges in sechs Teilen gegliedertes Fenster und in ein zweigeteiltes Oberlicht aufgeteilt. Türen und Fenster sind mit gemauerten Stichbögen überdeckt und haben eine vorgefertigte Fensterbank. Die ursprüngliche Fassade auf der Rückfront des Gebäudes Nr. 14 war geteilt in drei Achsen, wobei sich in den beiden rechten Achsen eine Toreinfahrt befand. Wegen ihrer total baufälligen Substanz konnte sie jedoch nicht erhalten werden. Beide Gebäude wurden 1981 entkernt und zu Wohnungen ausgebaut, so dass nur noch die Fassaden erhalten blieben. Die beiden Gebäude stellen typische Wohnhäuser aus der Mitte des 19. Jahrhunderts dar. Charakteristisch sind die klare Gliederung der geschlämmten Backsteinfassade sowie Fensterteilung und Fensterbänke. Weiterhin bilden sie räumlich den Abschluss der Theodor-Frings-Allee. Die Nutzung und Erhaltung des Gebäudekomplexes stehen aus wissenschaftlichen, insbesondere aus städtebaulichen und baugeschichtlichen Gründen, gemäß § 2 (1) Denkmalschutzgesetz im öffentlichen Interesse. | Mitte 19. Jh.     | 10. April 1985     | 32              |
| Wohnhaus                         | Wohnhaus                         | Dülken Venloer Straße 24 Karte                                 | Das zweigeschossige Wohnhaus mit Satteldach erstreckt sich entlang der Venloer Straße, die seinerzeit der offen verlaufenden Mosell (Nette) folgte. Die Fassade des Hauses gliedert sich in sechs Achsen, wobei die beiden rechten Achsen im leicht vorgezogenen Eingang zusammengefasst sind. Die originale Eingangstüre ist vor einem flachen Stuckgiebel überdeckt. Die Fensteröffnungen im Obergeschoss sind mit einem Rundbogen überdeckt. Insgesamt erfährt die spätklassizistische Putzfassade eine horizontale Gliederung durch Sockel-, Sohlbank- und Kranzgesims sowie den flachen Fenstergiebeln und den Quaderputz im Erdgeschoss und Sockelbereich. Im Inneren des Gebäudes sind im Eingangsbereich die originalen Bodenfliesen sowie die Stuckarbeiten an Wand und Decke im originalen Zustand erhalten. Bemerkenswert sind die Glasarbeiten in den farbigen Flurfenstern in Form von geschliffenem, floralen Dekor (Eichenlaub). Besonders hervorzuheben sind die mit der originalen Bemalung erhaltenen Stuckdecken in zwei Räumen des Erdgeschosses. Das feinproportionierte Gebäude aus der 2. Hälfte des 19. Jahrhunderts mit guten Stuckierungen ist weitestgehend im originalen Zustand belassen. Darüber hinaus kennzeichnet die zeittypische, aufwendige Fassaden- und Innenausstattung aus dem letzten Jahrhundert den zeitgenössischen Bautyp des stattlichen Wohnhauses mit eher großstädtischem Gepräge, das hier das historische Stadtbild widerspiegelt. Aus wissenschaftlichen, insbesondere architekturgeschichtlichen und historischen Gründen ist die Erhaltung und Nutzung des Gebäudes gemäß § 2 (1) des Denkmalschutzgesetzes im öffentlichen Interesse. | 2. Hälfte 19. Jh. | 4. April 1986      | 92              |
| Kaiser-Friedrich-Bad             | Kaiser-Friedrich-Bad             | Dülken Venloer Straße 40 Karte                                 | Das in situationsprägender Ecklage stehende Gebäude des ehemaligen Kaiser-Friedrich-Bades ist als Badeanstalt der Stadt Dülken 1903 nach den Plänen des Viersener Architekten Esser gebaut worden. Die L-förmige Anlage besteht aus einem zweigeschossigen Empfangsgebäude, an das sich einseitig ein Seitentrakt anschließt (zu der vorgesehenen möglichen Erweiterung eines symmetrisch entgegengesetzten Flügels kam es nicht mehr), sowie einer rückwärtigen Schwimmhalle. Dieser zweigeschossige Hallentrakt besitzt ein erhöhtes Mittelschiff über dem Schwimmbecken und niedrigere Seitenschiffe, die durch Stützen, verbunden durch flache Spitzbogen, abgetrennt sind. Hier befanden sich die Umkleideräume. Die Fassaden des Baues sind durch Backsteinmauerung und davon abgesetzten Putzflächen und der Anordnung der Fenster gegliedert. Die Backsteinzone des Sockelgeschosses steigt teilweise versetzt bis zu den Obergeschossfenstern hoch, umrahmt das große Eingangsportal, zieht als Ecklisene der vorspringenden Giebelfront zum Ortgang hoch und belässt nur geometrisch genaue Putzfelder. Als gestaltendes Element werden die roten Ziegel für die Stichbögen sowie als Formziegel für die Sohlbänke verwendet. Die Frontgiebelseite ist in betonter Symmetrie gestaltet. Über dem dominierenden Portal, das nach alten Aufnahmen bei der Restaurierung dem ursprünglichen Zustand nachempfunden wurde, findet sich die Jahreszahl 1903 und der Schriftzug „Kaiser-Friedrich-Bad“. Zentral darüber in einer Nische mit abgetrennten Konsölchen stand früher ein Bronzestandbild dieses Herrschers. Die Einfriedungsmauer mit Gitter ist nicht mehr erhalten. Doch führt eine Freitreppe mit gemauerten Seitenwangen zum Eingangsportal. Innen führt eine weitere Treppe in die gewölbte Eingangshalle. Hier wird das Kreuzgewölbe von grünlasierten Backsteinwanddiensten getragen. Von der von H. Schmitz 1914 gestalteten Wandmalerei in Kaseintechnik in der Halle rechts und links vom Treppenaufgang sind nur noch Bruchstücke zu sehen, da teilweise sie noch überstrichen sind. Auf den ca. 4 × 4 m großen Bildern sind auf der rechten Seite vom Eingang aus gesehen zwei Segelboote auf einer großen Wasserfläche, auf der linken Seite vom Eingang aus gesehen zwei weiße Schwäne, ebenfalls auf einer Wasserfläche zu erkennen. Diese Wandmalerei ist ungewöhnlich für eine Badeanstalt. Beide Bilder können nach Austrocknung der Wände und Abschaben der Überstriche wieder restauriert werden. Eine Anzahl der geschwungenen, hölzernen Türrahmen in der Eingangshalle sind noch original. Ebenso die beiden Bogenfenster dort, die ins Souterrain zeigen. Die Dachlandschaft des Gebäudes ist hauptsächlich als Krüppelwalm ausgebildet, Mauern und Türmchen sind mit Dachziegeln abgedeckt. Im Inneren sind durch die Renovierung anstelle des Bädertraktes Wohnungen bzw. eine Arztpraxis getreten. Die Schwimmhalle befindet sich noch im Umbau. Auch dort sollen Wohnungen entstehen. Durch diese Umnutzung gehen Merkmale und Grundriss sowie Details (Fliesenböden) der Schwimmhalle verloren. Im Obergeschoss dort könnten evtl. sichtbare Teile des Dachstuhles beibehalten werden. Insgesamt müssen Fassaden und Fenster belassen werden. Besonders die großen spitzbogigen Fenster im Obergeschoss der Schwimmhalle müssen erhalten bleiben. Erhaltung und Nutzung des Gebäudes des ehemaligen Kaiser-Friedrich-Bades liegen aus wissenschaftlichen, insbesondere aus kulturhistorischen (hier: der Hygiene und des Badewesens), orts- und architekturgeschichtlichen, sowie städtebaulichen Gründen gemäß § 2 (1) Denkmalschutzgesetz im öffentlichen Interesse. | 1903              | 18. Januar 1985    | 20              |
| Wohnhaus und Büro                | Wohnhaus und Büro                | Dülken Venloer Straße 50 Karte                                 | Das Gebäude Venloer Straße 50 in Dülken wurde zwischen 1860 und 1865 von dem Unternehmer Mathias Bücklers als Wohnhaus (mit Büro) für sich und seine Familie errichtet. Es handelt sich um eine zweigeschossige Villa in Ecklage mit Attikageschoss und flach geneigtem Dach. Zwei Fassaden sind als Schauseiten ausgebildet: die Längsseite mit fünf Fensterachsen zur Venloer Straße und die Schmalseite mit dem Haupteingang zur Verbindungsstraße zwischen Venloer und Gasstraße, die heute den Namen Bücklers’ trägt. Ein Treppenhausrisalit und ein ehemaliger Wintergarten variieren den ansonsten rechteckigen Grundriss nach hinten, an die westliche Schmalseite wurde nach 1970 ein Fabrikationsgebäude (Näherei / Schneiderei) angebaut. Das Erdgeschoss der beiden Hauptfassaden ist mit einem Bänderputz strukturiert, das Attikageschoss besitzt einen Putzspiegel; das Obergeschoss ist einfach verputzt. Die Fenster sind hochrechteckig; diejenigen zur Venloer Straße sind mit einer schlichten Verdachung betont (ein dünnes Gebälk auf seitlichen Konsölchen über einem abgeflachten Blendbogen). Erd- und Obergeschoss werden durch ein dünnes Sohlbankgesims voneinander getrennt, welches die horizontale Lagerung des Baukörpers noch verstärkt. Die quadratischen Fenster im Attikageschoss sind offenbar nachträglich vergrößert worden; an der westlichen Schmalseite ist ihre wohl ursprüngliche Größe ablesbar. Der von Pilastern gerahmte Hauseingang mit zweiflügliger Haustür an der östlichen Schmalseite ist mittig angeordnet und wird von einem dreiseitig durchfensterten Kastenerker überfangen. Dieser ruht auf ausladenden Volutenkonsolen und ist durch eine reich profilierte Gebälkzone und einen Dreiecksgiebel antikisierend ausgestaltet. Rechts neben dieser hervorgehobenen Mittelachse durchbricht lediglich ein weiteres Fenster die ansonsten geschlossene Wand dieser Seite. Die Rückseite wird dominiert von einem einachsigen Mittelrisalit, der mit einem großen Rundbogenfenster (derzeit mit Glasbausteinen geschlossen) das Treppenhaus markiert. Darüber befindet sich noch ein kleiner runder Okulus. Der Risalit ragt leicht über die Traufhöhe des Hauptbaukörpers hinaus; auf Fotos von ca. 1970 ist als oberer Abschluss noch ein Zinnenkranz zu erkennen. Links neben dem Risalit reicht ein eingeschossiger ehem. Wintergarten in den Garten hinaus; auch seine Fenster sind derzeit mit Glasbausteinen geschlossen. Die Rückfront ist ansonsten in zeittypischer Weise schlichter gestaltet als die vorderen Fassaden, einfach verputzt und lediglich mit schmalen Blenden als Fensterbekrönungen. Das Innere des Gebäudes hat durch die letzte Nutzung als Fabrikationsstätte und andere moderne Einbauten gelitten. Dennoch sind einige historische Ausstattungselemente und die Raumorganisation samt Erschließung noch vorhanden bzw. erkennbar. Vom Haupteingang aus gelangt man in einen geraden Mittelflur; rechts von ihm befindet sich in der Achse des Risalits das Treppenhaus mit einer großen, noch original erhaltenen, qualitätvollen Holztreppe (gerade, zweiläufig mit Richtungswechsel, mit gedrechselten Geländerstäben, Kreis- bzw. Bandornamenten an den Wangen und geometrisch reliefierten Podest-Untersichten). Die zur Venloer Straße hin gelegenen Erdgeschossräume sind heute zu einem einzigen großen Raum zusammengelegt. Besser erhalten ist die ursprüngliche Raumstruktur noch im Obergeschoss (ebenfalls Mittelflur mit beiderseits aufgereihten Zimmern); hier sind auch noch andere historische Details wie einige Türen / Türgewände und Stuckdecken (eine mit Mittelrosette) erhalten. In den meisten Zimmern wurden die Decken abgehängt; möglicherweise haben sich darunter weitere historische Deckengestaltungen erhalten. Das Dachgeschoss (Attikageschoss) ist modern ausgebaut. Das gesamte Haus ist mit einem großen Gewölbekeller unterkellert. Bauherr und Bewohner: Eine Lebensbeschreibung von Mathias Bücklers aus dem Jahr 1941 vermerkt (leider ohne Quellenangabe), dieser habe - wohl zu Beginn der 1860er Jahre - an der Venloer Straße ein großes Haus für sich, seine Frau und zwei Töchter errichten lassen und habe seinem Schwiegersohn und Kompagnon Eduard Jansen sein altes Haus an der Lange Straße überlassen. Im Adressbuch Dülkens von 1865 ist Bücklers unter der Adresse Bruchstraße 54 zu finden; 1879 ist für ihn die Adresse Venloer Straße 26 angegeben („Bruchstraße“ ist der alte Name der späteren Venloer Straße). Die Bauakte enthält als früheste Unterlage ein Baugesuch von 1880, welches Eduard Jansen als Antragsteller ausweist. Johann Mathias Bücklers ist neben Gerhard Mevissen die zweite zentrale Unternehmergestalt in der frühen industriellen Entwicklung Dülkens. Außer den von ihm gegründeten und geführten, langfristig erfolgreichen Unternehmen zeugt davon auch die Tatsache, dass ihm seine Heimatstadt - nicht zuletzt wegen gemeinnützigen Stiftungen wie der Realschule - den Titel eines Ehrenbürgers verlieh. Bücklers wurde am 6. August 1794 in Dülken geboren. Sein Vater war Leimsieder und Bierbrauer. Nach einer Lehre in einer Rietmacherei in Elberfeld und Militärdienst mit Gefangenschaft während der Befreiungskriege 1813/14 lebte er bis 1818 in Elberfeld. Danach gründete er in Dülken mit Anton Weyers sein erstes Unternehmen, eine Flachszwirnerei, aus der er 1824 aber wieder austrat. Nach zwischenzeitlicher Kooperation mit Gerhard Mevissen gründete er 1827 mit August Königs die Zwirnerei Königs & Bücklers (die 1830 die erste Dampfmaschine in der Region betrieb). 1831–41 führte Bücklers die erfolgreiche Firma allein, danach mit Julius Prell und schließlich mit seinem Sohn Jakob Bücklers. 1851 gründete er gemeinsam mit Schoeller und Mevissen ein weiteres Unternehmen, eine Flachsspinnerei, der Jakob Bücklers als Direktor vorstand. 1866/68 schließlich folgte die erste (und einzige) Baumwollspinnerei Dülkens, die Firma Bücklers & Jansen (ab 1897: Dülkener Baumwollspinnerei AG), bei der sein Schwiegersohn Eduard Jansen von Beginn an als Teilhaber mitwirkte. Am 15. August 1889 ist Bücklers, ausgezeichnet u. a. mit dem Titel Geheimer Kommerzienrat, in Dülken gestorben. Eduard Jansen wurde am 6. Januar 1830 in Dülken geboren. Als Arzt praktizierte er zunächst in Waldniel, bevor er sich 1857 in Dülken niederließ. Im selben Jahr heiratete er eine Tochter von Mathias Bücklers (Gertrud Josefine). 1861 gab er seine Praxis auf und wurde Teilhaber seines Schwiegervaters, zunächst in der Zwirnerei und dann in der neu gegründeten Baumwollspinnerei Bücklers & Jansen, die 1866/68 auf dem Gelände einer alten Wachsbleiche im „Viefental“ angelegt wurde, nördlich des Wohnhauses an der Venloer Straße. Nach dem Tod von Bücklers führte Jansen die Unternehmen alleine weiter und beteiligte sich noch an weiteren (z. B. an der Maschinenfabrik Burtscheidt, Unrici & Co). Auch er führte schließlich den Titel eines Geheimen Kommerzienrates und war längere Zeit Vorsitzender des Verbandes der Großindustriellen von Rheinland und Westfalen sowie Beigeordneter in seiner Heimatstadt. Am 25. Oktober 1898 ist er gestorben. Die Firma Bücklers & Jansen existierte noch bis 1932. Aus diesen Daten kann mit hoher Sicherheit rekonstruiert werden, dass Bücklers wohl tatsächlich das Wohnhaus Venloer Straße 50 etwa 1861 oder kurz danach für sich, Ehefrau und Töchter, bauen ließ und seinem neuen Schwiegersohn Eduard Jansen sein altes Haus an der Lange Straße überließ. Wann Jansen in die Villa einzog, muss (da mit Adressbüchern nicht besser eingrenzbar) offen bleiben, zumal nicht ausgeschlossen werden kann, dass Jansen 1880 für den schon hochbetagten Bücklers zwar unterzeichnete, dort aber noch nicht wohnte. Zur jüngeren Besitzgeschichte des Hauses gibt die Bauakte 1963 den Verkauf an den Schneidermeister Delbos an. Fortan diente das Wohnhaus als Werkstätte und musste etwa 1970 einen An- und Umbau hinnehmen. Würdigung: Architekturgeschichtlich zeigt das Wohnhaus die um die Mitte des 19. Jahrhunderts für diese Bauaufgabe gebräuchlichen spätklassizistischen Formen eines kompakt geschlossenen kubischen Baukörpers, breit gelagert und horizontal betont, mit flachem oder nur wenig steilem Dach über einem Attikageschoss. Die Fassade ist achsensymmetrisch und im Wesentlichen flächig verstanden (z. B. sehr flache Fensterverdachungen und -gewände sowie Gesimse), Ausbauten sind als eigenständige Kuben ausgeführt (Kastenerker, Treppenhausrisalit). Größe und Gestaltung des Hauses waren zur Zeit seiner Errichtung im Dülkener Rahmen sicher bemerkenswert, auch wenn sie im Vergleich mit späteren Villen der Jahrhundertwende eher „bescheiden“ wirken, was aber klassizistisch-bürgerlichem Ideal entspricht. Sozialgeschichtlich von Interesse ist im Falle der Bücklers-Villa in Dülken wie auch anderswo, dass solche freistehenden Unternehmervillen einen neuen Schritt in der Entwicklung unternehmerischen Wohnens verkörpern. Oft waren es um die Jahrhundertmitte Vertreter der „zweiten Generation“, die sich diese Häuser errichten ließen, während die Gründergeneration in den alten Häusern in den Stadtkernen (oft eingebaute Reihenhäuser) verblieben. Etwas anders und dennoch vergleichbar liegt der Fall hier, wo mit Bücklers der alte Unternehmensgründer das neue Haus bezieht, wohingegen Jansen als nächste Generation erst noch in das alte Haus Lange Straße einzieht. Als Villa vor dem alten Stadtkern, an einer wichtigen Ausfallstraße und im Zusammenhang mit der dahinterliegenden Fabrik (heute beseitigt) war das Wohnhaus Bücklers ein repräsentatives, „standesgemäßes“ Bauwerk. Trotz der zwischenzeitlich unangemessenen Nutzung zeugen der weitgehend erhaltene Außenbau sowie die wenigen erhaltenen Stuckreste und vor allem die bemerkenswerte Treppe sogar noch im Inneren von diesem Charakter. Dieses Gebäude überliefert also einen wichtigen Teil Dülkener Wirtschafts- und Stadtgeschichte, der auch mit der Ehrenbürgerwürde und der Benennung der vorbeiführenden Straße nach Bücklers dokumentiert ist. Als Wohnhaus eines der bedeutendsten Unternehmers der Stadt im 19. Jahrhundert und dann seines Schwiegersohnes, die beide über ihre Unternehmen hinaus auch bei der wirtschaftlichen und sozialen Entwicklung ihrer Heimatstadt und der Region mitwirkten, ist die Villa Bücklers, Venloer Straße 50, bedeutend für Viersen (Dülken). Als substantiell noch anschaulich erhaltenes Beispiel einer Unternehmervilla in den typischen spätklassizistischen Formen der Mitte des 19. Jahrhunderts, als Wohnhaus äußerst bedeutender Persönlichkeiten der Dülkener Orts- und Wirtschaftsgeschichte und im weiteren Sinne als „Rest“ einer ehemals bedeutenden Fabrik am Rande der Altstadt von Dülken (Bücklers & Jansen) liegt ihre Erhaltung und sinnvolle Nutzung aus wissenschaftlichen, insbesondere orts-, architektur- und sozialgeschichtlichen Gründen im öffentlichen Interesse. Wegen der markanten Ecklage, die in den beiden Hauptansichtsseiten zum Ausdruck kommt, treten städtebauliche Gründe hinzu. Es handelt sich daher um ein Baudenkmal gemäß § 2 (1) Denkmalschutzgesetz. | 1860 u. 1865      | 29. Juni 2000      | 389             |
| weitere Bilder                   | Kirschhof                        | Süchteln Vennbruch 35 Karte                                    | Außerhalb Süchtelns im Hagener Bruch liegt abseits der Straßen der früher von einem Wassergraben umzogene Kirschhof. Er gehört zum Typ des Niederrheinischen Hallenhauses mit 3-geteiltem Grundriss. Nach einer im Querbalken über dem großen Hoftor des südlichen Stallgiebels, heute teils verwitterten aber überlieferten Inschrift ist das Gebäude 16(3)8 errichtet worden. Es ist in Ständerbauweise (Eichenholzkonstruktion) erbaut. Fünf Ständerpaare tragen das Krüppelwahndach mit Aufschieblingen. Die Giebel schützen erneuerte Simsdächer. Die Ausmaße der Grundfläche des Gebäudes betragen ca. 19,50 m in der Länge und ca. 12,70 m in der Breite. Die Ständer sind im Rhythmus von ca. 2,00 × 2,00 m (diese beiden Gefache bilden die große Kammer), 4,50 m (hier wird die Wohnküche mit Kamin mit einem Zusatzgebinde, das nur Deckenhöhe erreicht, zusätzlich gestützt) sowie im Stalltrakt 2,00 × 3,50 m und knapp 4,00 m angelegt. Das Mittelschiff ist ca. 6,00 m breit und das Kerngefüge dort mehr als 6,00 m hoch. Die Fachwerkaußenwände sind mit Feldbrandsteinen ausgemauert. Die Gefache der Innenwände sind fast alle in Lehmflechtwerk ausgeführt. Unterhalb des Fachwerks lagen dünne kleine Schwellen. Das Fachwerk ist bis in Türhöhe in geringen Abständen mit zahlreichen bohlenförmigen Riegeln versehen. Alle Böden waren bis zur Renovierung noch lehmgestampft. Nur in der Wohnküche vor dem Kamin ist der erhaltene Fußboden gepflastert mit hochkant gelegten Backsteinen, die Quadrate bilden. Diese sind mit kleinen Flusskieseln ausgefüllt. Das innere Gefüge des Gebäudes ist nahezu vollständig erhalten. Die Kopfstreben sind zum Teil kreuzförmig ausgeschnitten. Im Wohnteil sind die Sturzriegel über den Türen kielbogenförmig ausgebildet. Die Raumaufteilung wurde bei der sorgfältigen Renovierung (1971–74) im Wesentlichen belassen. Ursprünglich gehörten 3 Gefache zum Stallteil. Hier befand sich in der rechten Abseite der Kuhstall mit einer breiten niedrigen Tür ins Freie, die heute noch durch die doppelt gelegten Türstürze im äußeren Fachwerk des Stallgiebels erkenntlich sind. Eine Tür verband Stall und Futterdeele, während heute die seitliche Tür an der Längsaußenwand neu eingefügt ist. Auf der anderen Seite der Futterdeele lag der Pferdestall, der ursprünglich neben der Tür von der Deele aus auch eine schmale Stalltür nach draußen besaß. An den Pferdestall schlössen sich 2 Kammern für Pferdeknechte an. Von jeder Kammer führte jeweils eine Tür zur Deele. Von der Futterdeele aus führt eine schmale Mitteltür in die Wohnküche. Sie wird beherrscht von einem Doppelkamin, dessen rückwärtiger Kamin die große Kammer beheizte. Der Schormantel des Kamins in der Wohnküche ist noch erhalten. Die im unteren Teil konkave Kaminmauer ist dort noch mit glasierten Fliesen besetzt, deren Musterung aus je zwei Viertelkreisen besteht, so dass jeweils 4 Fliesen einen Kreis im Muster bilden, der von den Viertelkreisen der angrenzenden Fliesen angeschnitten wird. Der Backofen neben der Feuerstelle wurde vermutlich später eingebaut. Belichtet wird die Wohnküche durch Fenster der in der linken Abseite liegenden Lucht. Nach Osten führt ein schmaler Gang von der Wohnküche durch die Abseite ins Freie. Daneben lag früher die Wasch- und Spülküche, da dort vor dem Haus sich ursprünglich auch ein Ziehbrunnen befand. Von der Spülküche führten einige Stufen hinab in den halb eingetieften, früher Backstein gepflasterten Gewölbekeller, über dem die Obkamer lag. Auf das große Fach mit der Wohnküche folgen noch zwei kleine Fache, die im Mittelschiff die erwähnte große Kammer enthält. Die linke Abseite dort öffnet sich heute zur großen Kammer hin und ist heute mit einer Tür nach draußen verbunden. Auf einer Karte von 1660 eingezeichnet trägt der Hof wohl nach dem damaligen Besitzer bereits seinen Namen. Er wurde am 9. Mai 1876 von Peter Mollen an den Weber Andreas Hellengrath verkauft, der eine Knechtskammer in eine Webkammer umnutzte. Vermutlich wurden damals die ursprünglichen Fachwerkaußenwände mit Feldbrandsteinen ausgemauert. Der Kirschhof repräsentiert im Viersener Raum früh den Typ des niederrheinischen Hallenhauses mit 3-geteiltem Mittelschiff, der ebenso wie der 2-geteilte Typ des Hallenhauses baugeschichtlich aus dem Rauchhaus mit hallenartigem Mittelschiff hervorgegangen ist. An ihm kann die Entwicklungsgeschichte der niederrheinischen Bauernhausarchitektur aufgezeigt werden. Aus wissenschaftlichen, insbesondere architekturgeschichtlichen, volkskundlichen und siedlungstopografischen Gründen liegt die Erhaltung und die Nutzung des Kirschhofs gem. § 2 (1) Denkmalschutzgesetz im öffentlichen Interesse. | 1638              | 11. Januar 1985    | 7               |
| Wegekreuz Venner Straße          | Wegekreuz Venner Straße          | Bergerstraße Ecke Venner Straße / Kreisstraße 8 Karte          | Das Wegekreuz aus Naturstein besteht aus einem Sockel mit den Abmessungen 135 cm × 99 cm. Die Höhe beträgt ca. 2,00 m. Der Sockel trägt einen Kreuzaufsatz mit einer Höhe von 225 cm, an dem ein Metallgusskorpus Jesu mit darüber liegender Inschrift I.N.R.I angebracht ist. Die Höhe des Korpus misst ca. 95 cm und wurde kürzlich restauriert. Im Sockel eingearbeitet ist eine Nische für eine Heiligenfigur. darunter eingelassen eine Tafel mit der Aufschrift „Süssester Jesu, sei mir nicht Richter sondern Seligmacher“. Im unteren Sockelbereich ist auf einer Tafel den Gefallenen bzw. Vermissten in den Kriegen 1914–1915 und 1939–1945 gedacht. Darunter ist das Baujahr mit A.D. 1910 angegeben. Im oberen Bereich des Sockels ist der Name der Stadt Dülken zu lesen. Vermutlich der Herstellungsort. Aus wissenschaftlichen, insbesondere kunsthistorischen Gründen liegt die Erhaltung des Wegekreuzes gemäß § 2 (1) Denkmalschutzgesetz im öffentlichen Interesse. | 1910              | 9. Oktober 1985    | 73              |
| Wohnhaus                         | Wohnhaus                         | Dülken Viersener Straße 12 Karte                               | Sowohl die Innenausstattung als auch die Fassade sind gut erhalten. Das Haus ist auf dem schmalen Grundstück so gelagert, dass es zur Straßenseite nur ein Zimmertrakt und den Eingangstrakt mit der Geschosstreppe besitzt, und hinter dem Eingangstrakt im Garten einen langen Wohnanbau, der von den Grenzmauern aus einen Raum breit in den Hof ragt. Diese Grundrissaufteilung, mit dem langen Gartenanbau ist ab Ende des 19. Jahrhunderts typisch für die städtischen, in geschlossener Bauweise entstehenden Häuser. Das Haus sticht durch seine Gliederung und Proportionen aus der Reihe der Nachbarhäuser hervor und wird so zu einem raumprägenden Element. Die Geschosse sind höher als die der Nachbarhäuser. Die Höhe des Hauses ist zusätzlich durch ein Mansardendach betont. Das Haus ist in drei Achsen gegliedert, wobei die mittlere Achse im Ober- und Dachgeschoss mit einem dreiseitigen Erker versehen ist. Die Wandfläche der Straßenfassade ist durch vielfältigen neubarocken Dekor aufwendig strukturiert. Zur Gartenseite ist die Fassade in Backstein belassen. Im Inneren befindet sich die alte Treppenanlage mit geschnitztem Geländer. Im Eingangsbereich und in Räumen des Obergeschosses sind die Stuckdecken erhalten geblieben, genauso der farbig gehaltene Steinfußboden im Eingangsbereich. Das Haus mit seiner gut erhaltenen Fassade und Innenausstattung ist Zeuge für eine der Architekturrichtungen der Jahrhundertwende. Aus wissenschaftlichen, insbesondere architekturgeschichtlichen sowie raumprägenden Gründen liegen Erhaltung und Nutzung des Gebäudes gemäß § 2 (l) des Denkmalschutzgesetzes im öffentlichen Interesse. | 1905              | 10. November 1988  | 187             |
| Wohnhaus Zahnarztpraxis          | Wohnhaus Zahnarztpraxis          | Dülken Viersener Straße 13 Karte                               | Das vier Achsen breite Haus liegt etwas hinter der vorbeiführenden Straße zurück, an den Giebel seines rechten Nachbarhauses versetzt angebaut. Seine Traufständigkeit wird durch einen die rechten drei Achsen übergreifenden, geschweiften Zwerchhausgiebel verunklärt. Das hohe Sockelgeschoss mit relativ großen liegenden Fenstern ist mit Bruchsteinen rustiziert, Erd- und Obergeschoss sowie der Giebel sind einfach verputzt. Die mittleren beiden der ungleich breiten Achsen sind in einem Risalit leicht vorgezogen; der Hauseingang ist rechts über zwei Stufen erhöht angeordnet. Die Fassade wirkt heute weitgehend schmucklos, was vor allem auf den Verlust der ursprünglichen Fenster, der Haustür sowie eines Balkons im Obergeschoss zurückzuführen ist. Erhalten sind aber die profilierten Fensterrahmungen, die ädikulaartige Pilasterrahmung des Hauseingangs und die beiden prägenden Buntfenster im Oberlicht des Eingangs und im Obergeschoss des Risalits (ehemals Austritt auf den Balkon). Durch verschiedene Eingriffe verunstaltet ist die Rückseite des Hauses, die jedoch bei Bauten dieser Art von vornherein von geringer Bedeutung war. Die Zuwegung zum Eingang ist mit einem farbigen Ornamentpflaster ausgelegt. Die Pilaster mit hohen Postamenten tragen ein Gebälk, auf dem ein großes Oberlicht mit Buntverglasung in profilierter Rahmung aufsitzt. Zwischen den Kapitellen der Pilaster ist als Sturz des Hauseingangs ein Marmorstein mit der Jahreszahl 1911 eingespannt. Im Inneren betritt man zunächst ein Vestibül, das über mehrere Stufen auf das erhöhte Niveau des Erdgeschosses bzw. hinunter in das Sockelgeschoss führt. Die zweifarbige Marmorverkleidung von Boden und Wandpartien sowie die durchfensterte hölzerne Verbindungstür zur Diele deuten hier bereits die noble Innenausstattung des Hauses an. Vom Podest des Vestibüls aus führt eine Tür in die links gelegenen ehemaligen Praxisräume des Zahnarztes: zunächst ein Wartezimmer und anschließend zwei „Operationszimmer“, zwischen denen eine Stiege in ein zugehöriges Labor im Keller hinab führt. Die eigentlichen Wohnräume werden von einer zentralen Treppenhalle („Diele“) erschlossen, an deren vier Seiten entlang sich Holztreppe bzw. Galerie bis in das Dachgeschoss hinaufziehen. Von oben wird die Halle durch ein großes buntverglastes Fenster belichtet. Anfänger und Eckpfosten der Treppe sind reliefiert bzw. durch Eckabfassungen und Bekrönungen gestaltet. Im Erdgeschoss tragen die Anfänger zusätzlich schmiedeeiserne Lampenaufsätze. Halbhohe reliefierte Wandvertäfelungen bzw. Linkrustaverkleidungen an den Treppenläufen in demselben dunklen Farbton von Treppe und Türen vereinheitlichen das Raumbild. Der Boden der Halle besteht im Erdgeschoss aus zweifarbigen Marmorsteinplatten, mit durch rötliche Streifen abgesetzten Rändern. Der neben Vestibül und Praxis dritte Kellerabgang unterhalb der Treppe führt primär in die im Keller nach hinten angeordnete Küche, von der aus im selben Zug ein erhaltener Lastenaufzug zum Transport in die Wohngeschosse dient. In der Diele befindet sich ferner an einer Wand ein kleines marmornes Trinkbecken auf Säulchen. Außerdem sind hier und in anderen Zimmern ornamentierte Heizkörper der Bauzeit erhalten. Außer den nach vorne gelegenen Praxisräumen sind laut Bauplan im Erdgeschoss nach hinten Herren- und Esszimmer sowie eine Veranda vorgesehen. Letztere ist möglicherweise von Anfang an als der heute geschlossene Raum ausgeführt gewesen, mit Zierfachwerk außen, zweiseitiger Buntverglasung und Wandvertäfelung im Inneren. Hier wie in den meisten anderen Zimmern des Hauses sind originale Türen erhalten, so verbindet eine durchfensterte Flügeltür die „Veranda“ mit dem ebenfalls holzvertäfelten „Esszimmer“. In den beiden oberen Geschossen ist die übliche Verteilung der von der Galerie aus erschlossenen Zimmer erhalten. Vom vorderen Schlafzimmer aus führt eine buntverglaste Fenstertür mit schmalen, ebenfalls bunten Begleitfenstern und Oberlichtern auf den verlorenen Austritt. Erhalten, wenn auch baulich verunstaltet, ist der rückwärtige Balkon, der durch eine gleichartige Fenster-/Türanordnung ohne Buntfenster erschlossen wird. Bemerkenswert ist das funktional gegliederte Sockelgeschoss mit dem voneinander getrennten Bereich Labor vorne sowie einem großen zentralen Vorraum, ehemaliger Küche und einem zusätzlichen Haushaltungsraum im hinteren Bereich. Das Wohnhaus Viersener Straße 13 in Dülken wird 1910/11 für Franz Röhlen, Besitzer einer Färberei am Markt, errichtet. Als Planverfasser zeichnet zunächst der Bauunternehmer Franz Fuesers. Die Rohbauanzeige wird dann von dem Dülkener Baumeister Albert Rangette eingereicht. Röhlen lässt das Gebäude jedoch nicht zu eigenem Gebrauch bauen, sondern für seine Tochter Ella und ihren Mann Wilhelm Philipp, der sich 1909 als erster approbierter Zahnarzt in Dülken niederlässt, weswegen neben einer Wohnung im Erd- und Kellergeschoss zusätzlich eine Arztpraxis eingerichtet wird. Das Haus Viersener Straße 13 bezieht seinen Denkmalwert vor allem aus seinem umfänglich erhaltenen inneren Ausbau. Das Äußere des Hauses war bereits ursprünglich in Dimension und Gestaltung wenig auffällig. Hinzu kommen unsachgemäße spätere Veränderungen. Allenfalls lassen auch heute noch erhaltene Details wie der Eingang oder die Buntverglasung auf das gehobene Anspruchsniveau schließen, das sich vollends im Inneren eröffnet. Insbesondere vergleichbar großzügige Treppenhaushallen mit umlaufender Treppe, Marmorfußboden, Holzvertäfelung, Trinkbrunnen und großem Buntfenster-Lichtschacht sind bislang in Viersen nicht bekannt. Aber auch die mit ihrer wandfesten Ausstattung erhaltenen anderen Wohnräume des Erdgeschosses und die typischerweise einfacheren Zimmer der Obergeschosse vermitteln insgesamt äußerst anschaulich repräsentatives Wohnen vom Beginn des 20. Jahrhunderts. Zusätzlichen Charakter verleiht der inneren Raumstruktur die Integration der vorderen Praxisräume über zwei Geschosse hinweg. Die differenzierte funktionale Verzahnung von Sockel- und Wohngeschoss drückt sich nicht zuletzt im Vorhandensein von drei getrennten Abgängen sowie einem zusätzlichen Aufzug aus. Seine von außen nach innen sich steigernde noble Gestaltung macht das Haus Viersener Straße 13 in Dülken bedeutend für Viersen. Es fügt sich damit in den Charakter der Viersener Straße, an der sich im Zuge des Stadtwachstums etwa ab der zweiten Hälfte des 19. Jahrhunderts repräsentative Villen und Wohngebäude sowie wichtige öffentliche Gebäude und Gewerbebetriebe ansiedelten. Aus den dargelegten wissenschaftlichen, insbesondere architekturgeschichtlichen Gründen besteht an seiner Erhaltung und Nutzung ein öffentliches Interesse. Hinzu treten in kleinerem Umfange ortsgeschichtliche Gründe, da die Praxisräume des ersten approbierten Zahnarztes in Dülken hier noch ablesbar erhalten sind. Es handelt sich daher gemäß § 2 (1) Denkmalschutzgesetz um ein Baudenkmal. | 1910/1911         | 23. Mai 2002       | 436             |
| Wohnhaus                         | Wohnhaus                         | Dülken Viersener Straße 26 Karte                               | Das zweigeschossige Eckhaus zur Corneliusstraße mit Mansarddach wurde 1901 errichtet. Der Bau ist bezogen auf die Ecke in einer Gliederung von 4 : 5 Achsen erbaut. In einer für die Erbauungszeit typischen Ecklösung ist die Hausecke zur Straßenkreuzung hin in Breite einer Fensterachse abgeschrägt und mit einem eingeschossigen Erker mit stark betonter Fensterstuckgliederung versehen. Nach dem rückwärtigen Garten zu öffnet sich das Gebäude mit zwei kurzen fast nur angedeuteten Flügeln in der Art französischer Stadtpaläste, wobei sich mittig im Erdgeschoss eine Veranda und im Obergeschoss ein Balkon befinden. An den ursprünglichen einseitigen Flügelanbau wurde 1982 ein eingeschossiger Büroerweiterungsbau angefügt. Anlässlich der Renovierung des Hauses 1980/81 wurde der Dachausbau vorgenommen, wobei Dachflächenfenster (- die in den Bauplänen eingezeichneten Dachaufbauten fehlen. Sie sind noch auf einer Aufnahme von 1907 über der Ecke gut zu erkennen -) und einzusätzlicher Dachbalkon geschaffen wurde. Das aus rotem Backstein errichtete Gebäude wird durch die reichen stuckverzierten Fensteröffnungen vertikal gegliedert. Die teils drei- und zweigliedrigen Fenster besitzen im Obergeschoss spitz- und rundbogige Verdachungen sowie Schmuckfelder mit Kranzmotiv. An beiden Straßenseiten gibt es einen eingezogenen, von einem Balkon überdachten Treppeneingang. Fußgesims, Gurtgesims und Kranzgesims sorgen für eine zusätzliche horizontale Strukturierung. Seit der Renovierung 1980/81 besitzen die alten Fenster Isolierverglasung. Bereits in früheren Jahren wurden unsachgemäß Aluminium-Eingangstüren ein-gebaut. Im Inneren liegt in den Eingangsfluren und im Erdgeschoss des Treppenhauses ein schwarz-weiß gemusterter Marmorboden. Alte Stuckarbeiten sind im Treppenhaus, im Treppenhauszugang von der Viersener Straße an Wänden und Decken, sowie an einer Zimmerdecke des Erdgeschosses erhalten. Die originale Holztreppe mit reichverziertem Geländer führt bis ins Dachgeschoss. Der Keller besitzt Kappendecken und verläuft parallel zur Viersener Straße bis auf den vorderen rechts des Einganges gelegenen; dort liegt er ein Zimmer tief straßenparallel zur Corneliusstraße. Der Boden ist mit Steinplatten ausgelegt. Durch das originale äußere Erscheinungsbild beider Straßenfassaden in ihrer Backsteinsichtigkeit und reicher Stuckverzierung in neubarocken Formen prägt das repräsentative Eckgebäude den Straßenraum. Aus wissenschaftlichen, insbesondere städtebaulichen, architektur- und kunstgeschichtlichen Gründen liegen Erhaltung und Nutzung des Gebäudes gemäß § 2 (l) Denkmalschutzgesetz im öffentlichen Interesse. | 1901              | 28. Februar 1985   | 29              |
| Wohnhaus                         | Wohnhaus                         | Dülken Viersener Straße 28 Karte                               | Das Doppelhaus Viersener Straße 28 und 30 wurde 1885 durch den Baugewerksmeister Joh. Jos. Gormanns nach eigenem Entwurf errichtet. Auf dem rückwärtigen Grundstück unterhielt die Bauunternehmung Schuppen und Werkgebäude; 1920 wurde im rechten Hausteil Viersener Straße 28 ein Laden eingebaut, der in den 1990er Jahren wieder in alten Formen zurückgebaut wurde. Das Gebäude Viersener Straße 28 ist die rechte Hälfte des eingebauten Doppelhauses, dreigeschossig traufenständig mit drei der insgesamt sechs Fensterachsen. Durch verschiedenfarbige Ziegel sowie diverse Flächengliederungen und Zierformen zeigt sich die Backsteinfassade relativ stark reliefiert und aufwendig dekoriert. Grundprinzip der Fassadengliederung ist die Reihung pilasterartiger Lisenen. Die Segmentbogenöffnungen der hochrechteckigen Türen und Fenster sowie deren Brüstungs- und Sturzflächen treten hinter die Pilaster zurück und wirken daher wie „zwischengespannt“. Während das Erdgeschoss von den beiden darüber liegenden Geschossen durch ein Gesims getrennt wird, reichen die Lisenen darüber in der Art einer Kolossalordnung über zwei Geschosse und binden so erstes und zweites Obergeschoss optisch zusammen. Auch die Binnenflächen der Lisenen sowie der Brüstungen sind durch Vor- und Rücksprünge in der Backsteinmauerung sowie durch Farbwechsel (gelbe Ziegel in braunroter Grundfläche) differenziert, wobei in den Kapitellformsteinen der Erdgeschosslisenen sowie den Brüstungszonen des Erdgeschosses z. T. stilisierte Rosettenmotive verwendet werden (letztere nur im linken Hausteil Viersener Straße 30 erhalten). Die Traufzone oberhalb der niedrigeren Fenster des zweiten Obergeschosses wird durch ein Konsolfries akzentuiert; zwischen die volutenförmigen Konsolsteine sind wieder Formsteine mit geometrischem Ornament angebracht. Die Fenster sind in Anlehnung an alte Formen (T-Teilung) erneuert. Der Eingang mit alter zweiflügeliger Haustür und Oberlicht befindet sich, über einer Stufe erhöht, in der linken Achse der Haushälfte und bildet so mit seinem unmittelbar anschließenden Pendant der Viersener Straße 30 eine leichte Mittenbetonung des ansonsten seriell gereihten Fassadenschemas aus. Im Innern des Gebäudes sind wesentliche Raumausstattungsdetails erhalten. Hierzu zählen der Grundriss mit seitlichem Eingangsflur, der nach hinten zu Treppenhaus und Hinterausgang führt, Fliesenboden mit blau-weißem Quadratmuster, Stuckdecken mit Voluten und Mittelrosette in Flur und vorderem EG-Zimmer, Rahmen-Füllungstüren und die originale Holztreppe, gerade zweiläufig mit Wendepodest, gedrechselten Geländerstäben und kandelaberartig ausgestaltetem Anfangspfosten. Das Haus ist vollunterkellert; die Kellerdecke ist als Kappendecke ausgebildet. Die rückwärtigen Nebengebäude von 1894 wurden jüngst wegen Baufälligkeit beseitigt. Das Doppelwohnhaus Viersener Straße 28/30 ist, zusammen mit dem benachbarten Baudenkmal Viersener Straße 26 aus 1901, ein Blickfang an der Viersener Straße in Dülken. Während letzteres eine für sein Baujahr typische Putzfassade mit historisierendem Stuckdekor zeigt, ist die etwa fünfzehn Jahre ältere Backsteinfassade von Viersener Straße 28/30 noch spätklassizistisch verwurzelt. Die Gliederung der Fläche ist primär aus tektonischen Elementen des Tragens und Lastens (Lisenen und Gesimse) heraus entwickelt. Darüber hinaus wirkt die serielle Reihung der Lisenen mit den zurückliegenden „dazwischen gespannten“ Fenstern und Wand-Restflächen, die theoretisch unendlich fortgesetzt denkbar ist, beinah wie eine Skelettkonstruktion. Das Dekor schließlich ist aus den Eigenschaften des Mauerziegels selbst abgeleitet, ergänzt um einige wenige Formsteine, und unterscheidet sich mit seinen geometrischen Stilisierungen von den direkten Stilzitaten des Historismus. Der Typus ist für Dülken sehr ungewöhnlich und mit einiger Wahrscheinlichkeit auf den gehobenen Sachverstand des Bauherrn zurückzuführen. Als Wohnhaus des bekannten Bauunternehmers Gormanns und wegen seiner auffälligen, qualitätsvollen Gestaltung ist das Haus Viersener Straße 28 (Teil des Doppelhauses Viersener Straße 28/30) bedeutend für Viersen. Als bis in das Innere substanziell anschaulich erhaltenes Wohnhaus des späten neunzehnten Jahrhunderts besteht an seiner Erhaltung und Nutzung aus wissenschaftlichen, insbesondere architekturgeschichtlichen Gründen ein öffentliches Interesse. Wegen seiner prominenten Lage an einer der Hauptstraßen Dülkens, eingebaut in eine straßenraumprägende Reihe und unmittelbar anschließend an das Baudenkmal Viersener Straße 26 kommen städtebauliche Gründe hinzu. Es handelt sich daher gemäß § 2 Denkmalschutzgesetz NRW um ein Baudenkmal. | 1885              | 18. Juli 2001      | 419             |
| Wohnhaus                         | Wohnhaus                         | Dülken Viersener Straße 30 Karte                               | Das Doppelhaus Viersener Straße 28 und 30 wurde 1885 durch den Baugewerksmeister Joh. Jos. Gormanns nach eigenem Entwurf errichtet. Während Gormanns Viersener Straße 28 wohl selbst bewohnte und für seine Bauunternehmung nutzte, war Viersener Straße 30 wohl von vornherein als Mietobjekt gedacht. Das Gebäude Viersener Straße 30 ist die linke Hälfte des eingebauten Doppelhauses, dreigeschossig traufenständig mit drei der insgesamt sechs Fensterachsen. Durch verschiedenfarbige Ziegel sowie diverse Flächengliederungen und Zierformen zeigt sich die Backsteinfassade relativ stark reliefiert und aufwendig dekoriert. Grundprinzip der Fassadengliederung ist die Reihung pilasterartiger Lisenen. Die Segmentbogenöffnungen der hochrechteckigen Türen und Fenster sowie deren Brüstungs- und Sturzflächen treten hinter die Pilaster zurück und wirken daher wie „zwischengespannt“. Während das Erdgeschoss von den beiden darüber liegenden Geschossen durch ein Gesims getrennt wird, reichen die Lisenen darüber in der Art einer Kolossalordnung über zwei Geschosse und binden so erstes und zweites Obergeschoss optisch zusammen. Auch die Binnenflächen der Lisenen sowie der Brüstungen sind durch Vor- und Rücksprünge in der Backsteinmauerung sowie durch Farbwechsel (gelbe Ziegel in braunroter Grundfläche) differenziert, wobei in den Kapitellformsteinen der Erdgeschosslisenen sowie den Brüstungszonen des Erdgeschosses z. T. stilisierte Rosettenmotive verwendet werden (letztere nur in diesem linken Hausteil erhalten). Die Traufzone oberhalb der niedrigeren Fenster des zweiten Obergeschosses wird durch ein Konsolfries akzentuiert; zwischen den volutenförmigen Konsolsteine sind wieder Formsteine mit geometrischem Ornament angebracht. Die Fenster sind erneuert, ebenso die zweiflügelige Haustür mit Oberlicht, die sich, über einer Stufe erhöht, in der rechten Achse der Haushälfte befindet und so mit ihrem unmittelbar anschließenden Pendant der Viersener Straße 28 eine leichte Mittenbetonung des ansonsten seriell gereihten Fassadenschemas ausbildet. Im Innern des Gebäudes sind einige grundlegende Charakteristika des Ursprungsbaus erhalten. Hierzu zählen der Grundriss mit seitlichem Eingangsflur, der nach hinten zu Treppenhaus und Hinterausgang führt, und die originale Holztreppe, gerade zweiläufig mit Wendepodest, gedrechselten Geländerstäben und kandelaberartig ausgestaltetem Anfangspfosten (der obere Aufsatz fehlt). Das Haus ist vollunterkellert; die Kellerdecke ist als Kappendecke ausgebildet. Rückwärtige Nebengebäude sind modern ausgebaut erhalten. Das Doppelwohnhaus Viersener Straße 28/30 ist, zusammen mit dem benachbarten Baudenkmal Viersener Straße 26 aus 1901, ein Blickfang an der Viersener Straße in Dülken. Während letzteres eine für sein Baujahr typische Putzfassade mit historisierendem Stuckdekor zeigt, ist die etwa fünfzehn Jahre ältere Backsteinfassade von Viersener Straße 28/30 noch spätklassizistisch verwurzelt. Die Gliederung der Fläche ist primär aus tektonischen Elementen des Tragens und Lastens (Lisenen und Gesimse) heraus entwickelt. Darüber hinaus wirkt die serielle Reihung der Lisenen mit den zurückliegenden „dazwischen gespannten“ Fenstern und Wand-Restflächen, die theoretisch unendlich fortgesetzt denkbar ist, beinah wie eine Skelettkonstruktion. Das Dekor schließlich ist aus den Eigenschaften des Mauerziegels selbst abgeleitet, ergänzt um einige wenige Formsteine, und unterscheidet sich mit seinen geometrischen Stilisierungen von den direkten Stilzitaten des Historismus. Der Typus ist für Dülken sehr ungewöhnlich und mit einiger Wahrscheinlichkeit auf den gehobenen Sachverstand des Bauherrn zurückzuführen. Wegen seiner auffälligen, qualitätsvollen Gestaltung ist das Haus Viersener Straße 30 (Teil des Doppelhauses Viersener Straße 28/30) bedeutend für Viersen. Als substanziell anschaulich erhaltenes Wohnhaus des späten neunzehnten Jahrhunderts besteht an seiner Erhaltung und Nutzung aus wissenschaftlichen, insbesondere architekturgeschichtlichen Gründen ein öffentliches Interesse. Wegen seiner prominenten Lage an einer der Hauptstraßen Dülkens, eingebaut in eine straßenraumprägende Reihe und unmittelbar anschließend an das Baudenkmal Viersener Straße 26 kommen städtebauliche Gründe hinzu. Es handelt sich daher gemäß § 2 Denkmalschutzgesetz NRW um ein Baudenkmal. | 1885              | 18. Juli 2001      | 413             |
| Wohnhaus                         | Wohnhaus                         | Dülken Viersener Straße 33 Karte                               | Das Haus ist als einziges in diesem Straßenzug, das von der Baufluchtlinie zurückversetzt, villenartig freistehend im Garten gebaut ist. Die reich geschmückte Fassade und der gestaffelte Baukörper sind typisch für den Villenbau des Historismus. Das zweigeschossige Haus ist im Neurenaissancestil errichtet worden. Die Backsteinfassade ist durch mehrere vorgeblendete, farblich abgesetzte Gesimse, sowie Lisenen, Fensterumrahmungen und Fensterbedachungen stark strukturiert. Das Haus ist in vier unregelmäßige Achsen gegliedert, wobei die zwei linken durch Lisenen und zusammengezogene Fenster betont und im Dachbereich mit einem Giebel bekrönt sind. Die Eingangsachse ist turmartig an der Seite des Hauses gelegen und mit einem Helmdach überhöht. Die ursprüngliche Grundrissaufteilung des Hauses ist unverändert geblieben. Im Eingangsbereich des Erdgeschosses ist der Fußboden mit schwarzweißen Marmorplatten ausgelegt. Der Innenausbau ist ungefähr in den zwanziger Jahren erneuert worden, dabei sind die alten Türen und das Treppengelände vertäfelt worden. Im Schlafraum des Obergeschosses ist eine ursprüngliche Heizkörperverkleidung erhalten geblieben. Aus wissenschaftlichen, insbesondere architekturgeschichtlichen Gründen liegen Erhaltung und Nutzung des Gebäudes gemäß § 2 (l) Denkmalschutz im öffentlichen Interesse. | unbekannt         | 10. November 1988  | 188             |
| Wohnhaus                         | Wohnhaus                         | Dülken Viersener Straße 53 Karte                               | Bei dem Gebäude handelt es sich um ein zweigeschossiges Haus mit Satteldach. Die Backstein-Putzfassade weist historistisches Dekor auf. Die Fassade ist in vier Achsen gegliedert, wobei die zwei linken Achsen risalitartig vorspringen. (Seiten- bzw. Eckrisalit). Der Seitenrisalit wird erdgeschossig von beidseitigem lisenenförmigen Quadermauerwerk und im Obergeschoss durch Pilaster gerahmt. Ferner findet der Eckrisalit seinen Abschluss in einem durch ein Fenster gegliederten Schmuckgiebel. Die Fenster im Erd- und Obergeschoss sind von geometrischen Bändern umgrenzt und mit verschiedenen Schmuckelementen verziert. Das Dachgesims ist im Bereich des risalitartig vorgezogenen Gebäudeteiles auf Konsolen gelagert. Im Hausinneren ist der ursprüngliche Grundriss ablesbar. Allerdings sind die Räume, bedingt durch die Nutzung als Altenpflegeheim verändert worden, so dass der denkmalwerte Charakter für das Innere des Hauses Viersener Straße 53 nicht mehr gegeben ist. Das Gebäude bildet mit dem Nachbarhaus Viersener Straße 55 eine bauliche Einheit. Dies wird dokumentiert durch das durchgehende Dach-, Gurt- und Sohlbankgesims sowie die weitgehendst einheitliche Fassadengestaltung, wie Backstein-Putzfassade, risalitartig vorspringende Bauteile und lisenenförmiges Quadermauerwerk. Die repräsentativen Gebäude, Viersener Straße 53 und 55, zeigen die aufwendige und zeittypische Fassadengestaltung auf, die kennzeichnend sind für die Stadt- bzw. villenartigen Häuser im Stadtgebiet um die Jahrhundertwende. Aus wissenschaftlichen, insbesondere architekturgeschichtlichen, stadtentwicklungsgeschichtlichen und städtebaulichen Gründen liegen Erhaltung und Nutzung des Umrisses des Gebäudes, Viersener Straße 53, (Fassade, Dachstuhl und Dacheindeckung) gemäß § 2 (1) des Denkmalschutzgesetzes im öffentlichen Interesse. | 1886              | 13. Mai 1993       | 321             |
| Wohnhaus                         | Wohnhaus                         | Dülken Viersener Straße 55 Karte                               | Bei dem Gebäude handelt es sich um ein zweigeschossiges Haus mit Mezzanin und Satteldach. Die Backstein-Putzfassade weist historistisches Dekor auf und ist in vier Achsen gegliedert. Die linke äußere Achse springt risalitartig vor und ist mit verschiedenem Fassadenschmuck verziert. Der Seitenrisalit weist erdgeschossig den Hauseingang auf und im Obergeschoss einen kleinen Balkon, wobei die Eingangstür und die Balkontür zurückgesetzt sind. Die zweiflüglige Holzeingangstür mit Oberlicht und zwei Türfenstern ist mit verschiedenartiger geometrischer Holzornamentik geschmückt. Der Seitenrisalit wird erdgeschossig von beidseitigem lisenenförmigen Quadermauerwerk und im Obergeschoss durch Pilaster gerahmt. Die Pilaster sind mit figurierten und floralen Stuckornamenten geschmückt. Die nebenliegenden Fenster im Erd- und Obergeschoss sind von geometrischen Bändern umgrenzt und mit verschiedenen Schmuckelementen verziert. Die zwei rechten äußeren Achsen bilden ebenfalls einen Seiten- bzw. Eckrisalit, wobei der Eckrisalit erdgeschossig von beidseitigem lisenenförmigen Quadermauerwerk und im Obergeschoss durch Pilaster gerahmt wird. Ferner findet der Eckrisalit seinen Abschluss in einem durch ein Fenster gegliederten Schmuckgiebel, der auf Konsolen gelagert ist. Dieser Eckrisalit ist giebelseitig als Mittelrisalit in gleicher Form wiederzufinden. Das Hausinnere ist wie sein Äußeres qualitätsvoll gestaltet. So betritt man vom Hauseingang kommend einen langgezogenen Flur. Dieser zeigt im vorderen Bereich aufwendig gearbeitete Stuckornamente im Wand- und Deckenbereich auf. Im rückwärtigen Flur ist die ursprüngliche Holztreppe mit gedrechseltem Geländer zu finden. Die Stuckarbeiten sind in hervorragender Qualität und weisen geometrische, florale und figürliche Ornamentformen auf. Im Flur-Wandbereich sind beidseitig jeweils drei medaillonartige Stuckelemente zu finden. Im Innern der Medaillons ist: jeweils eine Frau mit zwei Kindern zu sehen, die verschiedene Arbeits- bzw. Tätigkeitsbereiche der Gesellschaft symbolisieren: Kunst (Steinmetz/Bildhauerei), Bergbau, Medizin, Architektur und Technik. Begrenzt werden die zwei Medaillonsanreihungen durch waagerecht verlaufende Friese in verschiedenen vegetabilen und geometrischen Variationen. Den Abschluss als Übergang der Wand zur Decke bildet ein Konsolenfries. Ebenfalls im Original erhalten sind die Stuckdecken in den erdgeschossigen Innenräumen und die Holzinnentüren. Das Haus ist in seinem Ausdruck repräsentativ und weist eine qualitätsvolle Innengestaltung auf, vor allem die aufwendig gearbeiteten Stuckarbeiten. Dabei ist insbesondere die Gestaltung des Hausflures als ein typisches Beispiel des Eklektizismus anzusehen, der mangels eigener Schöpferkraft des zeitgenössischen Künstlertums auf Stilmittel oder Motivgestaltung anderer historischer Meister und Epochen ausweicht. Dabei werden mehrere Stilarten in einem einzigen Kunstwerk vereint, so dass die Kombination von Vorbildern zitathaft erfolgt. So zeigt die Ausführung der aufwendigen Stuckdekoration sowohl barocke als auch klassizistische Elemente und reiht in der Darstellung der Medaillons willkürlich Figuren und Arbeitsbereiche zusammen, die weder in sich noch zum Eigentümer in Bezug stehen. Das Gebäude bildet mit dem Nachbarhaus Viersener Straße 53 eine bauliche Einheit. Dies wird dokumentiert durch das durchgehende Dach-, Gurt- und Sohlbankgesims sowie die weitgehendst einheitliche Fassadengestaltung, wie Backstein-Putzfassade, risalitartig vorspringende Bauteile und lisenenförmiges Quader. Die repräsentativen Gebäude, Viersener Straße 55 und 53, zeigen die aufwendige und zeittypische Fassadengestaltung auf, die kennzeichnend sind für die Stadt- bzw. villenartigen Häuser im Stadtgebiet um die Jahrhundertwende. Aus wissenschaftlichen, insbesondere architekturgeschichtlichen, stadtentwicklungsgeschichtlichen und städtebaulichen Gründen liegen Erhaltung und Nutzung des Gebäudes, Viersener Straße 55, gemäß § 2 (1) des Denkmalschutzgesetzes im öffentlichen Interesse. | 1886              | 13. Mai 1993       | 322             |
| Villa                            | Villa                            | Dülken Viersener Straße 62 Karte                               | Die Villa Viersener Straße 62 in Dülken wird 1883/84 als Wohnhaus für den Seidenfabrikanten Benjamin Lucas errichtet. Im Adressbuch 1879 ist als seine Adresse noch die Marktstraße 11 angegeben. Später ist das Haus vor allem als Wohnsitz der bedeutenden Unternehmerfamilie Tonnar bekannt. Das von der Straße hinter einer Einfriedung etwas zurückliegende, frei stehende Gebäude erhebt sich zweigeschossig mit Mezzanin und flachem Walmdach über einem zweiflügeligen Grundriss. In der Ansicht ragt der linke Flügel mit seiner Schmalseite als Risalit zu zwei Achsen hervor. Ein mit fünf seiner acht Seiten frei stehender, dreigeschossig überhöhter Eckturm mit verschieferter Dachhaube bildet rechts ein optisches Gegengewicht. Zwischen Risalit und Turm wirkt der dreiachsige Querflügel eingespannt. In den durch Risalit und Querflügel gebildeten Winkel ist der über Stufen erhöht liegende Hauseingang platziert. Nach hinten bilden die beiden Flügel eine geschützte Terrassensituation aus, die durch Gartenhäuschen aus Fachwerk (eines heute beseitigt) ergänzt wird. Sockel-, Geschoss- und Kranzgesims verleihen der Fassade eine horizontale Lagerung, zu der die Bänderung des Erdgeschosses (am Turm über alle Geschosse) zusätzlich beiträgt. Auffallend sind dabei die gesimsbegleitenden Friese: zwischen Erd- und Obergeschoss ein Wasserwogenband („laufender Hund“), unter der Traufe des Risalites Blütenmotive. Der seitliche Risalit ist mit gequaderten Ecklisenen konturiert, die in kapitellähnlichen, mit Festons und weiteren Blüten dekorierten Endstücken als Teil des Trauffrieses enden. Auch betonen hier mit Blüten und Tiermotiven ornamentierte Brüstungsfelder sowie Dreiecksverdachungen die Obergeschossfenster, über denen zudem die kleinen Mezzanin-Doppelfenster der anschließenden, zurückliegenden Fensterachsen fehlen. Ansonsten sind die hochrechteckigen Fenster mit T-Teilung im Erdgeschoss ohne aufwendige Rahmung in die Wand eingeschnitten, im Obergeschoss sind Sohlbank und gerades Gebälk akzentuiert. Der Turm mit seinen schlanken Fenstern ist insgesamt noch kleinteiliger gestaltet, mit u. a. durchgehender Bänderung, zusätzlichen Sohlbankgesimsbändern, kleinen halbrund überfangenen Löwenköpfchen über den Obergeschossfenstern sowie Lambrequins an den obersten Fenstern. Das Dach belichtet ein Ochsenauge. Seitlich neben den Hauseingang ist eine ädikulagerahmte Nische mit gesprengtem Dreiecksgiebel über Rundbogen angebracht. Der Eingang selbst besitzt noch die ursprüngliche zweiflügelige Haustür mit Oberlicht, welche u. a. in kleinerem Format das Sprenggiebelmotiv der Nischenarchitektur wiederholt. Im Inneren des Hauses sind das Grundrissprinzip und vor allem zahlreiche hochwertige Ausstattungselemente der Bauzeit erhalten. Man betritt zunächst einen Eingangsflur, der gerade nach hinten durchläuft, wo sich die Treppe, gerade zweiläufig mit Wendepodest, mit volutenförmig geschwungenem Anfänger aus Holz, befindet. Der Natursteinplattenbelag des Flures entstammt einer Neugestaltung wahrscheinlich der Nachkriegszeit, die Materialqualität entspricht dabei aber durchaus dem gehobenen Ambiente des Hauses. Das Gleiche gilt im Übrigen für die Deckengestaltung im Zimmer rechts des Flures mit einer umlaufenden indirekten Beleuchtung, ein typisches und qualitätsvolles Element dieser Zeit. Treppenhaus und Flur sind durch einen aus Pilastern gebildeten Durchgang voneinander abgesetzt. An der Decke des Flures befindet sich, von stuckierten Kehlprofilen und Bändern gerahmt und eine Mittelrosette aussparend eine Groteskenmalerei. Alte Rahmenfüllungstüren, teilweise zweiflügelig, sind erhalten und führen links und rechts des Flures in die Zimmer. Der Wohnraum links des Eingangsflures präsentiert mit seiner wandfesten Ausstattung und repräsentativem, möglicherweise ebenfalls der Bauzeit entstammenden Mobiliar ein eindrucksvolles historisches Raumbild. Eine holzfarbene Stuckdecke mit Mittelrosette und kassettenteilender Bänderung überfängt den Raum. Die einzelnen Felder enthalten teilweise wieder groteskenähnliche Füllmotive, die Kehlen sind mit reichem Blattwerk besetzt. In der Mittelrosette ist ein Hängeleuchter angebracht. Optische Dominante des Raumes ist ein stattlicher Zierschrank in Neorenaissanceformen, dessen Alter augenscheinlich dem des Hauses entsprechen könnte. Sein mehrzoniger Aufbau mit Vor- und Rücksprüngen, Gesimsen, gedrehten Säulchen, Farbwechsel des Holzes und der Intarsien, Glasfenstern mit kleinteiliger, ornamentaler Stegstruktur sowie einem zentralen volkstümlichen Gemälde und begleitenden, in Nischen eingestellten Figürchen (Ton?) eines Knaben und eines Mädchens in der oberen Zone verleiht ihm ein überaus reiches Erscheinungsbild. Schräg gegenüber befindet sich in der inneren Raumecke des Zimmers eine zeitgenössische Kaminverkleidung. In den anderen Wohnräumen sind weitere Stuckdecken vorhanden, zum Teil mit gemalten, umlaufenden Bordüren. Ebenfalls noch originale Raumdekoration enthält das erdgeschossige Turmzimmer. Seine sechseckige Decke ist mit Kehlprofilen und Mittelrosette stuckiert, die drei schmalen, einmal horizontal geteilten Fenster sind farbig bleiverglast, das mittlere zeigt zudem das Wappen Dülkens. Zur vorbeiführenden Viersener Straße schließt eine Mauerbrüstung mit Pfeilern und ornamental gestaltetem Metallgitter das Gartengrundstück mit seinem teilweise alten Baumbestand ab. Die frei stehende Villa samt Garten und Einfriedung ist somit insgesamt auch von straßenraumprägender Wirkung und trägt zum noch erkennbaren historischen Gesamtcharakter der Straße bei. An ihr, der ehemaligen Viersen-Kaldenkirchener Landstraße, siedelten sich im Zuge des Stadtwachstums etwa ab der zweiten Hälfte des 19. Jahrhunderts repräsentative Villen und Wohngebäude sowie wichtige öffentliche Gebäude und Gewerbebetriebe an, von denen eine nennenswerte Zahl, z. B. die ebenfalls unter Denkmalschutz stehenden Wohngebäude Viersener Straße 28, 30, 33, 53/55, 76, erhalten sind. Als stattliche Villa in prominenter Lage und ehemals Wohnsitz der Unternehmerfamilie Tonnar ist das Gebäude Viersener Straße 62 in Dülken bedeutend für Viersen. Aufgrund des sehr anschaulichen, auch zahlreiche originale Ausstattungselemente umfassenden Erhaltungszustandes besteht an der Erhaltung und Nutzung aus wissenschaftlichen, insbesondere architekturgeschichtlichen Gründen ein öffentliches Interesse. Im Zusammenhang der anderen an der Viersener Straße erhaltenen historischen, z. T. repräsentativen Gebäude treten städtebauliche bzw. stadtentwicklungsgeschichtliche Gründe hinzu. Es handelt sich daher gemäß § 2 (1) Denkmalschutzgesetz um ein Baudenkmal. | 1883/84           | 14. September 1988 | 167             |
| Wohn- und Bürohaus               | Wohn- und Bürohaus               | Dülken Viersener Straße 76 Karte                               | Die freistehende Villa, in einem Park gelegen, ist in zwei Geschossen erbaut. Das Haupthaus mit dem Eingangsbereich erfährt 1888 eine Erweiterung, in dem zurückgestaffelt ein Anbau über zwei Geschosse errichtet wird, so dass die Villa 7 Achsen aufweist. Die Fassade des Hauptteils, in ruhiger Symmetrie gehalten, gliedert sich in 5 regelmäßige Achsen. Die Fassade ist mit spätklassizistischen Schmuckformen gestaltet. Sockel-, Sohlbank- und Kranzgesims gliedern die Fassade horizontal. Die Fenster sind im originalen Zustand mit ausstellbaren Jalousien erhalten. Auf der Rückseite des Hauses sind zwei Terrassen mit schmiedeeisernem Geländer versetzt angeordnet. Das Gebäude ist mit einem Walmdach überdeckt. Im Inneren des Hauses sind sämtliche Ausbauten wie Türen mit stark strukturierten Laibungen, Heizkörperverkleidungen sowie die schmuckvolle Treppenanlage in dunkler Eiche original erhalten. Bemerkenswert ist die Gartenanlage mit altem Baumbestand. Zur Straße, in einer Säulenordnung eingefriedigt, füllen schmiedeeiserne Gitter, die in Lanzenspitzen enden, den Raum zwischen den Säulen. Das Anwesen, wohl eines der repräsentativsten am Ortseingang mit seiner eher zurückhaltenden Fassadengestaltung, ist ebenso im Zusammenhang mit der Gartengestaltung zu betrachten. Hier wird durch die Anlage des Landschaftsgartens eine gestalterische Gesamtkonzeption deutlich. Aus wissenschaftlichen, insbesondere architekturgeschichtlichen sowie städtebaulichen Gründen liegen Erhaltung und Nutzung des Gebäudes und der Gartenanlage gemäß § 2 (1) des Denkmalschutzgesetzes im öffentlichen Interesse. | 1888              | 11. Mai 1990       | 225             |
| ehem. Fa. Bücklers & Königs      | ehem. Fa. Bücklers & Königs      | Dülken Viersener Straße 95, 95 a, 95 b.101, 101 a Karte        | Geschichte: Im Vergleich zu den meisten anderen kleineren Städten des Rheinlandes ist Dülken sehr stark industrialisiert. Vor allem die Textilindustrie profitierte von der Lage der Stadt an der Durchgangsverbindung (heutige B 7) Niederlande - Düsseldorf - Ruhrgebiet und inmitten des ehemaligen niederrheinischen Flachsanbaugebietes, für das Dülken zum Umschlag- und Verarbeitungsplatz wurde. Der 1866 erfolgende Eisenbahnanschluss beförderte die Zwecke der Textilwirtschaft und machte die Stadt zum Ausgangspunkt der deutschen Samtwebstuhlfabrikation. 1861 entstand das erste Gaswerk. Neben der flachs- und metallverarbeitenden Industrie (Eisengießereien aufgrund der Formsandvorkommen der nahen Süchtelner Höhen) wurde die Samt- und Seidenbranche sesshaft, die auf die handwerkliche Befähigung der ansässigen Leinenhandwerker zurückgreifen konnte. Zeitlich voraus ging die Flachsverarbeitung. Seit dem Mittelalter und bis etwa 1870 stellte der Flachsanbau und die Leinenerzeugung auf der Basis der leichten Böden und des Wasserreichtums von Schwalm, Niers und Nette Dülkens Hauptgewerbezweig dar. Mit dem 18. Jahrhundert werden in der Stadt im Verlegersystem arbeitende Textilunternehmer wie Jakobus Weffers oder Henrikus Raves greifbar, die Dülkens Produktion im Fernhandel in Holland, Belgien und England absetzten. 1776 nennt Raves eine Beschäftigtenzahl von 1000 Personen für seine 1766 gegründete „Garn- und Leinenfabrique“. Die industriellen Anfänge Dülkens sind mit dem Namen Gerhard Mevissens verbunden, der 1798 einen ersten Zwirnstuhl aufstellt, dem 1803 drei weitere in einem von ihm neuerbauten Haus folgten. Der mit Katharina Elisabeth Gierlings verheiratete Mevissen nimmt 1814 im angekauften Heislerschen Haus auf der „Lange Straße“ eine noch auf Handbetrieb basierende Leinen-Zwirnproduktion auf. 1830 trat der später große Bedeutung gewinnende Sohn Gustav Mevissen in das väterliche Geschäft ein, das unter dem Druck der englisch-schottischen Konkurrenz vor der Umstellung auf Maschinenbetrieb stand. Die 1836 herausgegebene amtliche Übersicht des gewerblich-industriellen Zustandes der Rheinprovinz nennt für Dülken vier Leinenzwirnfabriken: Fr. R. Clemens Erben, Weyers u. Klinger sowie Gerhard Mevissen. Die 30 Arbeiter und 300 Spinnerinnen beschäftigende Firma Königs u. Bücklers betrieb die erste 1,5 PS leistende Dampfmaschine am Niederrhein. Mathias Bücklers, 1794 in Dülken geboren, hatte 1818 die Leinenzwirnerei Königs u. Bücklers gegründet, die in einem zweigeschossigen Bau an der Lange Straße ansässig wurde. Nach Mathias Bücklers Tod 1889 übernahm der Schwiegersohn Eduard Jansen, nach dessen Tod 1898 dessen Neffe Artur Jansen die Firma. Letzterer verlegte die an der Lange Straße nicht mehr wachstumsfähige Firma dann 1906 an die Mevissenstraße. Am 1. Jan. 1930 wurde sie an die Firma Singer Nähmaschinen, deren deutsche Niederlassung in Wittenberge, Reg. Bez. Potsdam ansässig war, verkauft. Singer produzierte ab 1930 unter der alten Firma Königs u. Bücklers, jetzt als GmbH, Ober-, Wäsche- und Trikotagengarn, Strohhutzwirn, Knopflochzwirn und -garn, hauptsächlich für den Export. 1932 entstand der Wasserturm, die 1939 geplanten Erweiterungen wurden erst 1948 realisiert. Mitte der 60er Jahre arbeiteten hier etwa 170 Personen. Der an der Viersener Straße gelegene Nachbarbetrieb der ehemaligen Zwirnerei Königs u. Bücklers ist die aus angemieteten Räumen 1886 hierher verlegte, um 1860 gegründete Firma Gebrüder Gierlings, seit 1909 V. Gierlings KG, Samt-, Plüsch- und Bandfabrik. Die heutige Firma V. Gierlings GmbH u. Co KG ist der Besitzer des Gesamtareals zwischen Viersener, Mevissen- und Sternstraße. Mit ihren Produkten verkörpert sie den neben der Flachsverarbeitung zweiten wichtigen Textilbereich Dülkens, die Samt- und Plüschherstellung. Beschreibung: Der optische Eindruck des Werksareals Viersener Straße 93 bzw. Mevissenstraße 40-44 in Dülken ist heute weitgehend bestimmt durch die Bauten und Anlagen der 20er und 1930er Jahre mit der Ausnahme des - allerdings in diesen Baubestand integrierten vom Anfange des Jahrhunderts stammenden Schornsteins samt schmiedeeisernem Schornstein-Wasserhochbehälter. Nicht nur die Werksanlage selbst, sondern die Anfahrt aus Richtung Osten sowie die gesamte Ortssilhouette – beispielsweise von der Autobahn Venlo-Mönchengladbach her - wird dominiert von der markanten Gestalt des auf quadratischem Grundriss errichteten, über 30 m hohen Werkswasserturmes aus dem Jahre 1931/32 mit seinem kupfergedeckten Zeltdach. Sowohl in der Ansicht von der Mevissen- als auch von der Viersener Straße her staffeln sich die Nutzbauten der Fabrik beiderseits der beide Straßen verbindenden Werksdurchfahrt in einheitlicher Maßstäblichkeit und Materialverwendung. Sie sollen im Folgenden gemäß dem von der Unteren Denkmalbehörde Viersen aus den Bauakten entnommenen Lageplan mit hinzugefügten Baualtersdaten von Süden nach Norden fortschreitend beschrieben werden (vgl. die jeweiligen Planbezifferungen in der Anlage): 1. . Wasserturm Im Oktober 1931 ersucht die Firma Königs u. Bücklers (seit 1. Jan. 1930 im Besitz der Fa. Singer Nähmaschinen AG) um die Genehmigung zur Errichtung eines Wasserturmes mit drei Behältern in Eisenbeton durch die Firma Paul Thiele, Hamburg. Bauzweck ist einmal die Schaffung eines genügend hochgelegenen Reservoirs für den Betrieb einer durch die Firma Walther und Cie, Köln-Dellbrück, einzurichtenden Sprinkleranlage in 21 m Höhe, sodann eines zweiten Behälters für Trinkwasserzwecke unter dem ersten und wiederum darunter eines dritten Behälters, der der Versorgung mit Betriebs- und Feuerlöschwasser dienen soll. Inhalt ist jeweils 150, 40 und 270 m³. Die Turmummantelung besteht aus Ziegelmauerwerk mit an jeder Seite je zwei vorspringenden Mauerwerkspfeilern in Längsrechteckgrundriss. Der vorspringende Turmkopf besteht ebenfalls aus Mauerwerk auf Eisenbetongesims. Das Zeltdach ist eine Holzunterkonstruktion mit Kupferabdeckung. Im Osten, Westen und Süden springen die Wandpfeiler je 78 cm vor den 6.05 zu 6.05 m messenden Turm vor. Im Norden umgrenzen sie mit 90 cm Vorsprung einen 0.7 × 2.1 m messenden Steigeschacht für Leiter und Rohrleitungen. Die Pfeiler sind nicht tragend, die Last der Kopfkonstruktion und des Behälters 1 (150 m³), wird auf das 1 1/2-Steinmauerwerk übertragen, das bis auf die Oberkante des Behälters 3 (270 m³) hinab geführt wird. Die Eisenbetonwände (Terminologie der Zeit) dieses Behälters - nach unten an Stärke zunehmend - übertragen durch entsprechende Vorlagen das Gewicht bei 3.1 m Höhe auf das massive Sockelgeschoss des Pumpenraumes unter der Unterkonstruktion des Behälters 3, so dass das den unteren Behälter umgebende Mauerwerk lediglich Verblendfunktion erhält. Mauerwerk und Mauerpfeiler sind mit Ankern und Drähten an der Tragkonstruktion befestigt. Im Jahre 1936 erfolgt noch ein Antrag der Fa. Singer auf Verdoppelung des Inhaltes von Behälter 2 von 40 auf 80 m³. Die Ausführung liegt bei der Fa. Joh. Gorissen, Dülken. In dieser Form wurde der Turm 1932 ausgeführt und blieb im äußeren Erscheinungsbild seither unverändert. Der visuelle Eindruck des Werkswasserturmes ist in hohem Maße vom Standort des Betrachters abhängig: In der Untersicht erscheint der Turmkopf als stark auskragender Bauteil. Mit wachsender Entfernung jedoch „füllen“ die acht Mauerwerkspfeiler den Schaftteil optisch auf die Umrißabmessungen des Kopfes „auf“, so dass der Eindruck eines einheitlichen, hochrechteckigen Baukörpers entsteht. Dies hat seine funktionale Berechtigung vor allem deswegen, weil alle drei übereinander angeordneten Betonbehälter fast identische Grundrisse besitzen, eine Kopfausbildung angesichts dieser Behälterart also auch völlig unfunktional wäre. In der Nahsicht ist durch die vorspringende Kopfzone jedoch die Monotonie vermieden, die sich bei einheitlicher Ausbildung des bei einer Grundfläche von etwa 6 × 6 m über 30 m hohen Turmes leicht ergeben hätte. Die Pfeiler verstärken so lediglich die Vertikalwirkung der glatten Mauerwerksflächen, die nur durch in zwei unter dem Kopf liegenden Ebenen angeordnete dreiteilige Fenster unterbrochen sind. (abgebrochen) 1. . Färberei, Farblager, Appretur Mit einigen Metern Abstand schließen nach Norden an den Turm die Räume der Färberei und Ausrüstung an. Obwohl der Baualtersplan die Daten 1906, 1921 und 1931 nennt, erscheint der bis zum Torbogen neunachsige, drei Achsen tiefe Frontbau entlang der Werksdurchfahrt in einheitlicher Ausführung, vermutlich des Jahres 1931. Hochrechteckige Fensteröffnungen mit Stahlprofilsprossung belichten die Innenräume, im Süden und Norden als lange Fensterbahnen, im mittleren, dreiachsigen Teil als zwei übereinanderliegende Öffnungen ausgebildet. Ein knapper zweistufiger Dachsteinsims grenzt die Baufront zum Pultdach hin ab, sämtliche Öffnungen sind in leicht vorgezogener, einfacher Backsteinrandung eingefasst. Die südliche Stirnansicht des Pultdaches weist einen Schmuck auf, der aus in Abständen stufenförmig angeordneten, unregelmäßigen Fehlbränden besteht. (Kein Denkmalbestand) 1. . Durchfahrtsbogen In Höhe der 10. Achse von Süden wird die 1931 entstandene Front des Färbereitraktes durch eine backsteinverkleidete Rundbogenöffnung von ca. 6 m Spannweite mit dem Sozialgebäude von 1936 im Osten verbunden. Unter dem schmalen Satteldach, mit der die Bogenöffnung nach oben gradlinig abgeschlossen ist, finden sich nach beiden Seiten hin keilsteinförmige Schmuckplatten im Bogenscheitel. Nördlich sind zwei Frauengestalten mit einer Stoffbahn und dem S-Symbol der Firma Singer zu sehen, südlich zwei um einen Amboss gruppierte Männergestalten. 1. . Sozialgebäude Das durch die Bogenöffnung an den Westteil der Fabrik angeschlossene Sozialgebäude weist bei zwei Geschossen 3 × 3 Achsen auf. Die mit dem Sockelgeschoss drei Fensterebenen des zeltdach-gedeckten Baues sind durch vertikal durchgezogene, dunklere Backsteineinfassungen verbunden, mit Ausnahme der Nordseite, an der drei geschosshohe Rundbögen in der Flucht des Durchfahrtsbogens das Erdgeschoss arkadenartig öffnen. 1. . Werkhalle Im Südosten schließt eine mit zwei Sheddachstaffeln versehene Werkhalle an das Sozialgebäude an, an deren Südwestecke ein Aufzugturm mit quadratischem Grundriss und Zeltdach den Bau zur Werksdurchfahrt hin akzentuiert. Die Nordbegrenzung der Halle bildet ein mit der Nordfront des Sozialgebäudes fluchtender, niedrigerer Hallenteil, der wie alle unter Pos. 5 genannten Bauten wohl zeitgleich 1936 entstanden ist. (Kein Denkmalbestand) 1. . Schornstein Der ausweislich des Bauantrages der Firma Königs u. Bücklers wohl 1906 entstandene Schornstein der Firma HR. Heinicke, Chemnitz, stand mitsamt dem schmiedeeisernen Intze-Schornsteinbehälter für das Kesselwasser ursprünglich in einer Aussparung der Fabrikanlage frei. Vermutlich bei der Anlage des Durchfahrtsbogens 1936 wurde die Front zur Werksstraße hin geschlossen, so dass der Schornsteinsockel heute unter Dach und Fach liegt. Der Schornstein ist der markanteste der Vor-Singer-Ära entstammende Bauteil der Firma Königs und Bücklers, so dass ihm für die Geschichte des Standortes hohe Bedeutung zukommt. Darüber hinaus trägt er einen für die Industriebetriebe zwischen etwa 1900 und 1930 typischen, mehr und mehr verschwindenden Schornsteinbehälter. 1. . Nordtrakt Einer vereinheitlichten Verblendung wurden auch die nördlich des Torbogens gelegenen Fronten der Fabrik von 1906 zur Werksdurchfahrt hin unterzogen. Nach Norden dreifach gestaffelt, springt die neue Front bis hinter das 1936 erbaute, durch ein umlaufendes Fensterband belichtete Aborthäuschen zurück. (Kein Denkmalbestand) 1. . Shedhalle der Fa. Gebr. Gierlings Der westlich an das Areal der ehemaligen Firma Königs u. Bücklers angrenzende Baubestand geht auf die 1886 erfolgte erstmalige Einrichtung von Betriebsgebäuden der Firma Gebr. Gierlings zurück. Im Gegensatz zu Königs u. Bücklers, die in ihren Anlagen die Zwirnerei, Lüstriererei (ein Appreturverfahren) und Färberei betrieben, dienen die Bauten von Gierlings mit den ausgedehnten Shedflächen der Samt-, Plüsch- und Bandweberei, sowie dem Färben. Gemäß dieser Funktionsbestimmung bildet das nach Osten freistehende, zehnteilige Sägezahnprofil der Webhalle den charakteristischsten Teil der Anlage. In typischer Weise ist der Straßenabschluss, mit dem die Shedfirste parallel laufen, durch Blendmotive gegliedert, die als querrechteckige, vertiefte Felder mit gebrochenen Ecken unter einem Zahnschnittfries die obere Zone einnehmen, während 14 Stichbogenfenster mit durchlaufenden Überfangbögen und Sandsteinsohlbänken die untere Zone über dem niedrigen Sockel durchbrechen. Je drei, im Westen lediglich zwei Felder werden dabei mittels flacher Backsteinlisenen in vertikaler Stufung abgeteilt. Bewertung: Auf dem Areal der heutigen Firma V. Gierlings GmbH + Co KG zwischen Viersener, Mevissen- und Sternstraße am östlichen Ortseingang von Dülken laufen in besonderer Weise die Stränge der einst bedeutenden Textilgeschichte dieser Stadt zusammen. Mit Erweiterungsgründungen um das Jahr 1900 sind hier alteingesessene Firmen repräsentiert, die die beiden Hauptzweige der Textilindustrie Dülkens, die flachsverarbeitende sowie die samterzeugende Branche vertreten. Vertreten sind beide Zweige jeweils mit besonders namhaften und mit der Industriegeschichte des Ortes vielfältig verknüpften Familien. Darüber hinaus spiegelt der Baubestand auch den Fortgang der wirtschaftlichen Entwicklung mit dem Niedergang der Flachsverarbeitung und der Aufnahme der Textilproduktion im Samt-, Plüsch- und Baumwollbereich (Firma Singer, Firma Gierlings) wider, umgreift also noch wahrnehmbar die Zeit zwischen etwa 1890 und dem Beginn des Zweiten Weltkrieges. Architekturgeschichtlich hervorzuheben sind dabei einmal die typischen Shedflächen im Gierlings-Bereich, die - ab 1901 mit dem Namen des Architekten Franz Fuesers verbunden - den Webereibetrieb in Straßen- und Seitenansicht charakterisieren. Im ehem. Königs- und Bücklers Bereich überrascht die gelungene Überformung eines 30 Jahre alten Baubestandes (Ursprungsfabrik Architekt Willi Esser, 1906) im Sinne einer von der neuen Sachlichkeit beeinflussten Gestaltung in Kombination mit qualitativ hochstehenden Neubauten. Beide Ansichten dieses Werksteils, die nördliche von der Mevissenstraße und die südliche von der Viersener Straße machen die Gesamtkonzeption begreiflich und erfahrbar, die den Architekten der Fa. Singer bei Um- und Neubau geleitet hat. Verklammert von dem Tormotiv des Durchfahrtsbogens bieten Färbereifront und Wasserturm auf der einen, Sozialgebäude und Shedhalle mit Aufzugturm auf der anderen Seite der Werksdurchfahrt ein einheitliches Erscheinungsbild von bis in die Details hinein qualitätsvoller Durchformung. Dabei gibt der der ersten Ansiedlungsphase entstammende Schornstein einen deutlichen Hinweis auf das höhere Alter des Produktionsstandortes. Dem 30 m hohen Wasserturm kommt über seine eigene architektonische Qualität hinaus noch die Funktion eines kräftigen Akzents im „Chore“ der Viersener Wassertürme zu, der mit dem Viersener Intze-Turm östlich der Autobahn, dem neuen Betonbehälter sowie dem „kopflosen“ alten Dülkener Stadtwasserturm eine in dieser Dichte seltene „Wasserturmlandschaft“ bildet. Nach der die Silhouette des Ortsbildes von Dülken verarmenden Beseitigung des Turmkopfes am Wasserturm von 1889, trägt der Gierlings-Turm zusammen mit dem Kirchturm von St. Cornelius und dem Silo-Turm Kaiser die entscheidenden Akzentsetzungen des Dülkener Stadtumrisses, vor allem von der von vielen tausend Autofahrern wahrgenommenen Ostseite her. Bei den unter Position 1 - 8 (vgl. beigefügter Lageplan) beschriebenen Bauten und Anlagen handelt es sich um ein Denkmal im Sinne des § 2 Absatz 1 Denkmalschutzgesetz Nordrhein-Westfalen. An Erhaltung und Nutzung besteht ein öffentliches Interesse, weil die Bauten bedeutend für die Städte und Siedlungen sowie für die Entwicklung der Arbeits- und Produktionsverhältnisse sind. Die für das Dülkener Gewerbeleben typischen Betriebe verdeutlichen die Rolle der verschiedenen Branchen der Textilindustrie in anschaulicher Weise und charakterisieren den jeweiligen technischen Zweck anschaulich. Für Erhaltung und Nutzung liegen künstlerische und städtebauliche Gründe vor, hier insbesondere solche der Entwicklung der Industriearchitektur zwischen 1890 und den 1930er Jahren, die sowohl bei der ehemaligen Firma Königs u. Bücklers wie auch bei der Firma Gierlings in besonderer Qualität vertreten ist. Die städtebauliche Bedeutung liegt vor allem bei Wasserturm und Schornstein in der optischen Identifikation des Ortsteiles Dülken und der Funktion des Wasserturms in der im Stadtgebiet Viersen besonders dichten Anordnung von Wasserhochbehältern. | 1886              | 14. Februar 1995   | 357             |
| Heimershof                       | Heimershof                       | Süchteln Vinnweg 15 Karte                                      | Bei dem landschafts-typisch gelegenen stattlichen Fachwerkhaus mit vorgesetztem Backsteingiebel an der Wetterseite, handelt es sich um ein ehemaliges Hallenhaus, dessen tragende Fachwerkkonstruktion vermutlich aus dem 16. Jahrhundert stammt. Das Kerngefüge besteht aus sechs Gebinden. Durch die Gebinde wird das Haus in drei große und zwei kleinere Gefache gegliedert. Der ehemalige Wohnteil des Hauses ist fachgerecht rekonstruiert erhalten. Die ursprüngliche Raumaufteilung sowie die Opkamer sind klar erkennbar. An der südöstlichen Ecke des Hauses liegt vermutlich die besser belichtete Stube. Sie ragt fast 1,00 m weit in das Mittelschiff hinein, so dass über der Stube ein Ständer des Kerngefüges abgefangen werden musste. Bemerkenswert ist die bis ins Detail rekonstruierte Technik im Bereich der Mittelpfette. Hier befindet sich eine Gelenkvorrichtung, die es ermöglicht, das Dach zum Auswechseln der Fußschwelle und Ständer hochzuklappen. Der Hof ist von einem Wassergraben umgeben. Die Zufahrt erfolgte durch ein Doppeltorhaus, das nur noch teilweise erhalten ist. Aus wissenschaftlichen, insbesondere architekturgeschichtlichen, volkskundlichen, landschaftsbezogenen und siedlungstopografischen Gründen liegt die Erhaltung und Nutzung des Heimershofes gemäß § 2 (1) des Denkmalschutzgesetzes im öffentlichen Interesse. | 16. Jh.           | 11. Oktober 1985   | 72              |
| Wohnhaus                         | Wohnhaus                         | Dülken Waldnieler Straße 52 Karte                              | Bei dem villenartigen Putzbau handelt es sich um ein Wohnhaus inmitten einer Ansiedlung von Hofanlagen. Das zweigeschossige Haus mit Mezzanin gliedert sich in 5 Achsen, wobei die mittlere als Erschließungsachse mit der originalen Haustüre risalitartig vorgezogen ist. Der ursprünglich nahezu symmetrische Grundriss ist typisch für derartige Wohnhäuser, wie sie auch in Hofanlagen backsteinsichtig erbaut wurden. Hier ist die Fassade des Hauses in Quaderputz strukturiert und wird durch Sockel-, Sohlbank- und Kranzgesims gegliedert. Der rechten Seitenfassade sind runde Fensteröffnungen sowie Kassetten in einfachem Stuckwerk vorgeblendet. Die ursprünglichen Fenster des Hauses wurden bei einer gesamten Modernisierung des Hauses erneuert. Im Innern sind teilweise an den Decken Hohlkehlenprofile sowie die ursprüngliche Holztreppe vorhanden. Das Haus ist mit einem flachen Walmdach versehen. Die ursprüngliche Dachkonstruktion mit Holzkeilverbindungen ist im Originalzustand erhalten. Der Keller ist mit einem Gewölbe überspannt. Das freistehende Gebäude, gut proportioniert, ist als Beispiel des repräsentativen ländlichen Wohnhauses zu sehen. Die wesentlichen Grundrissmerkmale, wenn auch den heutigen Wohnbedürfnissen angepasst, sowie die weitgehend originale Fassadengestaltung, kennzeichnen es als solches. Aus wissenschaftlichen, insbesondere architekturgeschichtlichen Gründen liegen Erhaltung und Nutzung des Gebäudes gemäß § 2 (l) des Denkmalschutzgesetzes im öffentlichen Interesse. | unbekannt         | 10. Dezember 1988  | 186             |
| Neu-Fegers-Hof                   | Neu-Fegers-Hof                   | Dülken Waldnieler Straße 53 Karte                              | Die an der Landstraße nach Waldniel landschaftstypisch gelegene ein- bzw. zweigeschossige Backsteinhofanlage besteht aus Haupthaus und angebautem Scheunengebäude. Das Hauptgebäude ist als ehemaliges Wohn/Stallhaus dem Typ des niederrheinischen Hallenhauses zuzuordnen. Es wurde gemäß der Ankersplinte an seinem Nordgiebel 1719 erbaut. Während des 18./19. Jahrhunderts erfuhr es eine mehrflügelige Erweiterung, wobei vermutlich das Dach des Hauptgebäudes aufgehöht wurde. Im Zuge der Renovierung – seit 1977 – wurde der süd-westliche Flügel vom Ende des 18. Jahrhunderts abgerissen. Doch blieb der Nord-Ost-Flügel erhalten. Der Abschlussstein seiner Toreinfahrt zum inneren Hof hin trägt die Jahreszahl 1832. Der Hof ist in Ständerbauweise (Eichenholzkonstruktion) errichtet. Seine vier Ständerpaare aus geflößter Kerneiche besaßen ein sehr gut erhaltenes Muschelkalkfundament. Bei der Renovierung wurden neue Fundamente gesetzt und die Außenwände hintermauert. Sie waren wohl ursprünglich aus Lehmgeflecht und später ausgemauert worden. Ein Doppelkamin, von dem noch das Holzgesims original erhalten ist, während die Karminkacheln vor Instandsetzung abgeschlagen worden waren, trennte die ursprüngliche Futterdeele von der Wohnküche. Von dieser führte seitlich versetzt eine Tür nach draußen. Die Öffnung des danebenliegenden, sehr großen Fensters ist Original. Vermutlich hatte es aber früher eine andere Untergliederung. Im Inneren befand sich ein jetzt erst zugeschütteter Brunnen. Der Gewölbekeller bis etwa zur Mitte des Hauses reichend und ca. 1,90 m hoch, hat einen neuen Zugang an neuer Stelle bekommen. Die originale und typische Holzschranktürtreppe wurde dabei nicht mehr verwendet. Es gab keine Opkamer. Die heutige ist modische Zutat am falschen Platz. Die Kölner Decken in den Abseiten wurden nicht mehr erhalten. Die Türen bzw. Türöffnungen im Inneren des Gebäudes sind nicht original. Der lehmgestampfte Fußboden erhielt einen Fliesenboden. Das große Hoftor wurde erst in Höhe des ersten Faches durch eine Glaswand geschlossen. Ebenso wurde die ehemalige Kuhstalltür als halbkreisförmiges, verglastes Fenster gestaltet. Die Haustür wurde nach altem Vorbild erneuert; ebenso sind Fensterstöcke, Holzklappläden und Fenster erneuert. Die Öffnungen in den Außenwänden blieben original. Das erwähnte, einmal früher verkleinerte Fenster neben der Haustür an der Nordgiebelseite wurde jedoch wieder geöffnet. An dieser Giebelseite befinden sich unten korbbogenförmig gemauerte Stich-Entlastungsbögen, über den oberen Fenstern gibt es hingegen keinen. Quer unter dem obersten Giebelfenster verläuft ein Backsteinornament. Darunter befindet sich ein Ankersplint in F-Form. Die Seitenwände wurden, soweit erforderlich, neu aufgemauert. Die zweigeschossige Scheune von 1832, heute als Büro genutzt, besitzt korbbogenförmige backsteingemauerte Entlastungsbögen über den Toren sowie flache Stichbögen über Tür und Fenstern. Erwähnenswert sind noch zwei Gewölbekeller, die im rechten Winkel zueinander (einer davon 3 auf 7 m) sich unter dem Hof an der südlichen Grenze zum Nachbargrundstück befinden. Eine Überbauung liegt dort nicht vor. Beide Keller sind nicht mehr zugänglich. Es wird vermutet, dass das Bauernhaus in Beziehung zu einem Hof früher gestanden hat, der dem ehemaligen Kreuzherrenkloster in Dülken zugeordnet gewesen sein muss. In der Tat zeigt die Karte von Tranchot/von Müffling von 1804/5 einen gegenüberliegenden Klosterhof (heute noch existierend). Der Neu-Fegers-Hof erscheint dort allerdings nur als Splittling des Alt-Fegers-Hofes, der vor ca. 10–12 Jahren abgebrochen wurde. Hier hätten ortsgeschichtliche Nachforschungen einzusetzen. Das Gebäude Neu-Fegers-Hof ist seiner Lage und Ausgestaltung nach landschaftsprägend. An seinen baulichen Erweiterungen ist die Entwicklungsgeschichte und Nutzung alter Höfe ablesbar. Heute ist noch das Haupthaus als Beispiel des niederrheinischen Hallenhauses klar zu erkennen. Die wesentlichen Grundrissmerkmale, wie die Eichenholzkonstruktion des Ständerwerkes, das äußere Erscheinungsbild mit original Tür- und Fensteröffnungen, kennzeichnen es als solches, auch wenn den heutigen Wohn- und Sanitärbedürfnissen mit etlichen Veränderungen im Inneren Rechnung getragen wurde. Aus wissenschaftlichen, insbesondere landschaftsprägenden, volkskundlichen Gründen sowie Denkmalschutzgesetz im öffentlichen für die Geschichte der Bauernhausarchitektur stehen Erhaltung und Nutzung des Neu-Fegers-Hofes gemäß § 2 (1) Interesse. | 1719/1832         | 11. Januar 1985    | 14              |
| Fluggenhof später Brasselerhof   | Fluggenhof später Brasselerhof   | Dülken Waldnieler Straße 82 Karte                              | Geschichte: 1773 Steuer-Subdivisionsbuch Dülken Kirchspiel (HSTAD, Jülich-Berg IV 540, fol. 143) Gerhard Braßeler bewirtschaftet ca. 16 Mo. Land. Matheis Jorißen hat ca. 3 Mo. Land 1801 Bevölkerungsliste Dülken (HSTAD, Roer.- Dep. 1737, Kopie Stadtarchiv Viersen) Nr. 1588/89 Ahret Fluggen 56 Ackerwirth mit Frau und Kindern Nr. 1600 ff (Math.= durchgestrichen und durch) Peter Jorisen 27 Tagelöhner mit Frau und Kindern (ersetzt) Nr. 1604 ff Grardus Braßeler 68 Ackerwirth mit Frau und Kindern und Sohn Heinrich 1801/05 Auf der Tranchot-Karte heißt die Häusergruppe Waldnieler Straße 80 und 82 „F l u g g e n h o f“ 1825 Flurbuch Dülken, Flur X = Backeshütte (Kopie im Stadtarchiv Viersen) Flur-Nr. 387 Jorißen Peter, Haus und Hof (Eintragung ist durchgestrichen, Besitzer später Braßeler Heinrich, auch Inhaber von Nr. 388) Nr. 388 Braßeler Heinrich, Haus und Hof Nr. 384 Flöggen Arnold Wwe. Haus und Hof Vor 1825 weist die heutige Hofanlage eine Querteilunq auf, mit den Flur-Nummern 387 und 388. Das gartensichtige Flurstück Nr. 387 gehört der Familie Heinrich Braßeler. Das straßensichtige Flurstück Nr. 388 gehört 1773 Matthias Jorißen und 1801 seinem Sohn Peter Jorißen. Um 1825 erwirbt Heinrich Braßeler das Anwesen des Peter Jorißen. Die heute stehenden Gebäude des Anwesens Waldnieler Straße 82 zeigen den gleichen Umriss wie auf der Urkarte von 1825 auf. Um 1886 errichtet Franz Braßeler aufbauend auf dem gleichen Scheunengrundriss ein neues Scheunengebäude. Beschreibung: Das frühere Wohnstallhaus zeigt sich in der Form des Niederrheinischen Hallenhauses. Es ist geprägt durch das innere Gerüst, welches seine Erscheinung, seine Raumgestalt und seine innere Raumordnung bestimmt. Es gliedert sich in eine Längs- und Querachse. Die Längsachse wird bestimmt durch das Ständerwerk mit den Gefachen und die Querachse zeigt sich im Mittelschiff mit zwei Seitenschiffen. Das Wohnhaus weist eine Backsteinfassade auf. Zugänglich ist es durch zwei Hauseingänge. (Diese resultieren aus dem früheren Bestehen zweier Anwesen.) Die Hauseingänge sowie ein Großteil der Fenster sind in einem Blockrahmen gehalten. Der Grundriss des früheren Wohnstallhauses ist nahezu unverändert. So betritt man vom gartensichtigen Hauseingang kommend die frühere Wohnküche. Charakteristisch für den Küchenraum ist die Feuerstätte, hier der doppelseitige Kamin. Dieser ist ein prägender Bestandteil für das niederrheinische Hallenhaus. Im rechten Raumbereich ist die Treppe als Holzstiege zu finden. Die an der Küche angrenzenden Räume zeigen sich schlicht und solide und werden im Erdgeschoss als Schlaf- und Abstellräume genutzt. Hinter dem Wohnteil des Wohnstallhauses ist der frühere Stalltrakt zu finden. Die Stallzone erfährt wie auch der Wohnteil die konstruktive Dreigliederung in ein breites Mittelschiff, die ehemalige Futterdiele und zwei schmale Seitenschiffe. Diese Räumlichkeiten werden schon frühzeitig als Wohn- und Abstellräume genutzt. Vom Wohnstallhaus gesehen gegenüberliegend befindet sich die um 1886 erbaute Scheune. Das Scheunengebäude zeigt zwei Tore auf, die mit einem Flachbogen und zwei Ankerkreuze versehen sind. Der Flachbogen des straßensichtigen Tores weist einen Schlussstein auf mit der Beschriftung F.B. M.J. A.M.B. 1886. Diese Buchstaben und Zahlen lassen sich geschichtlich erklären in F(ranz) B(rasseler) - M(argaretha) J(ohann) - A(nna) M(argaretha) B(rasseler) Neben dem Alterswert und dem typischen Beispiel eines niederrheinischen Hallenhauses ländlicher Prägung ist das Wohnstallhaus siedlungsgeschichtlich bedeutsam. Aus wissenschaftlichen, insbesondere volks- und siedlungsgeschichtlichen sowie architekturgeschichtlichen Gründen liegen Erhaltung und Nutzung des Hofes gemäß § 2 (1) des Denkmalschutzgesetzes im öffentlichen Interesse. | 18. Jh.           | 11. Dezember 1991  | 297             |
| Wegekreuz                        | Wegekreuz                        | Dülken Waldnieler Straße 91 Karte                              | Das eiserne Wegekreuz mit Metallkorpus wird laut mündlicher Überlieferung zum Gedenken an einen hier verübten Mord an einer Bauernmagd aufgestellt. Am unteren Ende des Kreuzstammes ist die Jahreszahl der Errichtung 1862 zu lesen. Bis zum Jahre 1962 ist das Wegekreuz mit einem Gitter umzäunt. Dann wird eine Gedenktafel zu Ehren der Gefallenen der beiden Weltkriege errichtet. Diese Granittafel befindet sich in einem sich treppenartig nach oben verjüngenden Klinkeraufbau. Das Kreuz schließt die Anlage nach oben hin ab. Aus wissenschaftlichen, insbesondere religionsgeschichtlichen und volkskundlichen Gründen stehen Erhaltung und Nutzung des Wegekreuzes gemäß § 2 (1) des Denkmalschutzgesetzes im öffentlichen Interesse. | 1862              | 7. September 1994  | 344             |
| Wohnhaus                         | Wohnhaus                         | Viersen Wilhelmstraße 8 Karte                                  | Das 1867 aktenkundig erbaute Gebäude erfuhr im Besitz der Kaiser’s-Kaffee-Fabrik um 1900 vermutlich eine Nutzung als Kaffeegeschäft, auf die auch die heutige äußere Stuckfassade zurückzuführen ist. Ab 1914 wurde das Geschäft in eine Wohnung umgewandelt. Unmittelbar auf der anderen Straßenseite mündet die Erschließungsachse des kleinen Stadtgartens in die Wilhelmstraße und kommt hier zum Abschluss. Der Gebäudekomplex besteht aus dem zweigeschossigen, in drei Achsen geteilten Vorderhaus mit Satteldach und einem lang in den Garten gestreckten eingeschossigen, mit Pultdach versehenen Anbau, der laut Akte ebenfalls 1867 geplant und wahrscheinlich auch entstanden ist. Die Gartenseite des Vorderhauses ist back-steinsichtig und der Anbau wurde später verputzt. Insgesamt ist der Garten von einer hohen Mauer umgeben. Die in drei Achsen gegliederte Fassade erfährt durch Kranzgesims, Fensterbankgesims und Sockel eine horizontale Gliederung. Die drei Fenster im Obergeschoss liegen auf den Achsen, wobei das mittlere Fenster eine Betonung durch zusätzlichen Putzdekor erhält. Die Fenster sind überdeckt mit historisierendem, floralem Stuckdekor. Die Fensterbrüstungen sind ähnlich ausgeschmückt. Der obergeschossige Teil der Fassade ist als Backsteinputzfassade ausgebildet und die erdgeschossige Bänderputzfassade gliedert sich in horizontale Streifen. Das Kranzgesims ist mittig unterbrochen. An dieser Stelle war vermutlich früher ein Giebelhäuschen eingebaut. Das Schaufenster wurde durch zwei Fenster ersetzt und fachgerecht im Sinne der Gestaltung der Fassade geschlossen. Im Erdgeschoss sind die beiden Fenster auf den Achsen angeordnet. Die Türe ist somit auf der rechten Seite zu finden und wird mit einem Frauenkopf- und Stuckdekor überdeckt. Im Inneren des Gebäudes befindet sich der bunt gemusterte Fliesenboden, gut erhalten, sowie die ursprüngliche Holztreppe. Die originalen Holztüren im Erdgeschoss sowie die Fenster sind ebenfalls noch gut erhalten. Die Dielenböden sind im Erdgeschoss sichtbar und in einem guten Zustand. Der hintere Teil des Vorderhauses ist mit einem Gewölbekeller parallel zur Straße untermauert. Das in zentraler Lage von Viersen gelegene Wohnhaus bildet zusammen mit dem Haus Wilhelmstraße 10 ein sehr schönes Ensemble an der Wilhelmstraße. Die zeittypische aufwendige Fassadengestaltung kennzeichnet den zeitgenössischen Bautyp des stattlichen Wohn- und ehemaligen Geschäftshauses, das hier das historische Stadtbild widerspiegelt. Darüber hinaus ist es Zeuge für die Entwicklung der Kaffeerösterei in Viersen. Aus wissenschaftlichen, insbesondere kunsthistorischen, architekturgeschichtlichen, stadtentwicklungsgeschichtlichen und städtebaulichen Gründen liegen Erhaltung und Nutzung des Gebäudes gemäß § 2 (1) des Denkmalschutzgesetzes im öffentlichen Interesse. | 1867              | 15. August 1985    | 61              |
| Wohnhaus                         | Wohnhaus                         | Viersen Wilhelmstraße 14 Karte                                 | Das Wohnhaus Wilhelmstraße 14 ist, neben der benachbarten ehemaligen Schule, das größte und repräsentativste der historischen Gebäude in der Wilhelmstraße. Es wird von dem Bauunternehmer Louis (Ludwig) Hansen 1877 für sich selbst errichtet. 1903 wird es an die Familie der heutigen Besitzer verkauft. Aus der Reihe der drei- oder vierachsigen Wohnhäuser der Zeit zwischen 1870 und 1890, die in der Wilhelmstraße noch zahlreich vertreten sind, hebt sich Gebäude Wilhelmstraße 14 durch seine breite Lagerung, sieben Fensterachsen bei straßenseitig zwei Geschossen, und seine aufwendigeren Schmuckformen, u. a. Erker und Dreiecksgiebel hervor. Gleichwohl ist es in die Straßenzeile an beiden Seiten eingebaut und hält die Traufhöhe der Nachbarhäuser ein. Das Erdgeschoss besitzt über hohem Sockel einen Quaderputz; rechts enthält es die zwei Achsen breite Durchfahrt in den Hof, nach links folgen der erhöht über einigen Stufen liegende Eingang mit alter Haustür und vier hochrechteckige Fenster mit Putzrahmung und volutenförmigen Keilsteinen. Der Hauseingang wird überfangen von einem einachsigen Kastenerker im Obergeschoss, der auf reich ornamentierten, geschwungenen Konsolsteinen auskragt, die jenen des Balkons am Nachbarhaus Wilhelmstraße 16 entsprechen, das ebenfalls von Louis Hansen errichtet wird. Eckpilaster und antikisierendes Gebälk schmücken zusätzlich den dreiseitig belichteten Erker, um den das Geschossgesims herumgeführt ist. Die vier Fensterachsen links neben ihm sind durch im unteren Bereich kannelierte Pilaster voneinander geschieden. In der Archivtravzone darüber wechseln Triglyphen mit Girlanden in den Interkolumnien. Die Fenster sitzen in profilierten Putzrahmungen mit großen Ohren und werden von kräftigen Keilsteinen bekrönt. Die beiden Fenster über der Durchfahrt enden im Gegensatz zu den anderen in Rundbögen und werden von beinah vollplastischen kannelierten Säulen auf Postamenten mit unten ornamentierten Schäften gerahmt. Auch die Zwickelfelder über den Bögen und die Architravzone mit zentraler Kartusche sind mit reichem Flächenornament versehen. Ein niedriger Dreiecksgiebel mit Rundöffnung bildet den oberen Abschluss dieses sehr repräsentativ gestalteten rechten Fassadenabschnitts. Im Inneren des Gebäudes überrascht zunächst, dass anders, als es das repräsentative Äußere erwarten lässt, Eingangsbereich, Flur und Treppe wenig großzügig ausgestaltet sind. Fliesenboden, Stuckdecke und Treppe entsprechen denen in anderen Wohnhäusern in der Straße, sind aber weniger repräsentativ als im Wohnhaus Wilhelmstraße 16, das ja ebenfalls von Hansen errichtet wird. Im Gegensatz zu den erhaltenen Bauantragsunterlagen befindet sich die Treppe geradlinig in der Tiefe des Einganges und nicht zentral im Gebäude. Die Räume sind modern ausgebaut, lediglich Stuckdecken und einige alte Türen besitzen historischen Zeugniswert. Die Rückseite des Gebäudes zeigt deutlich die Modernisierung der 1960er Jahre (u. a. Ausbau des Dachgeschosses). Die hohe Grundstückstiefe gibt noch einen Eindruck von den ursprünglich hier vorhandenen Parzellenzuschnitten. Nebengebäude wie Pferdestallungen, Remisen, Lager- und Materialschuppen sind bis auf eine Garage aus der 1. Hälfte des 20. Jahrhunderts inzwischen ebenso beseitigt wie die Gartenmauer (Antragsunterlagen für Gartenmauer und Materialschuppen sind in der Bauakte erhalten). Der Bauunternehmer Louis Hansen zeichnet für eine Vielzahl der für Viersen charakteristischen Wohnhäuser der zweiten Hälfte des 19. Jahrhunderts verantwortlich, die wie damals bei solchen Bauten meist üblich ohne Architekten direkt von solchen Bauunternehmern und ihren Baugeschäften geplant und errichtet werden. Das Haus Wilhelmstraße 14 und das Nachbarhaus Wilhelmstraße 16 lässt Hansen wohl für sich selbst bzw. für seine Familie erbauen. Größe und Gestaltung heben das Gebäude Wilhelmstraße 14 aus seiner Nachbarschaft hervor, andererseits fügt es sich aber in Flucht und Höhe ein. Wie hier ein Bauunternehmer mitten in einer Straße, die er in großen Teilen selbst bebaute, sein eigenes Wohnhaus errichtet, ist von hohem sozialgeschichtlichem Zeugniswert für Viersen und darüber hinaus. Die Wilhelmstraße repräsentiert in Verlauf und Bausubstanz die Entwicklung Viersens als einer rasch wachsenden Stadt in der zweiten Hälfte des 19. Jahrhunderts. Städtebaulich gesehen sind die geraden Straßenzüge beiderseits der Hauptstraße mit ihrer großen Zahl historistischer Bauten ein wesentliches Charakteristikum Viersens. Grundlage hierfür ist der Stadtbauplan von 1858/60, auf den auch die Wilhelmstraße zurückgeht. Anhand der erhaltenen zeitgenössischen Pläne entsteht die Bebauung der Straße im Wesentlichen in den 1870er Jahren. Ein Großteil dieser Bauten ist heute noch erhalten und verleiht der Straße ein sehr anschauliches historisches Gepräge. Als gut erhaltenes Zeugnis dieser Wachstumsphase der Stadt, errichtet für den hierbei entscheidend beteiligten Bauunternehmer Hansen, ist das Haus Wilhelmstraße 14 bedeutend für Viersen. Da es sich um ein gut erhaltenes Zeugnis gehobener städtischer Wohnhausarchitektur der 1870er Jahre handelt, mit einer aufwendigen Fassadengestaltung und typischen, wenn auch nicht allzu aufwendigen Ausstattungselementen innen, besteht an der Erhaltung und Nutzung aus wissenschaftlichen, insbesondere architekturgeschichtlichen Gründen ein öffentliches Interesse. Hinzu kommen orts- und sozialgeschichtliche, da das Haus als ursprüngliches Gebäude an der Wilhelmstraße deren geschichtliche, zentral mit der Stadtentwicklung Viersens verknüpfte Ursprünge zeigt und zudem für einen der wichtigen Bauunternehmer der Stadt errichtet wird. Schließlich liegen auch städtebauliche Gründe vor, da das Gebäude Wilhelmstraße 14 prägender Bestandteil des historischen Straßenraumes der Wilhelmstraße ist. Da somit die Voraussetzungen des § 2 (1) des Denkmalschutzgesetzes NW erfüllt sind, handelt es sich um ein Baudenkmal. | 1877              | 28. Juni 2000      | 386             |
| Wohnhaus                         | Wohnhaus                         | Viersen Wilhelmstraße 16 Karte                                 | Es handelt sich um ein zweigeschossiges traufständiges Wohnhaus mit drei Fensterachsen. Zwei Dachgauben zeugen von einem Dachgeschossausbau Anfang der 1960er Jahre. Das Erdgeschoss besitzt über verputztem Sockel einen Quaderputz; die einfach gerahmten Fenster stehen auf einem Sohlbankgesims auf. Der in der linken Achse angeordnete Eingang ist tief eingenischt und von repräsentativer Breite, die eine (erneuerte) doppelflügelige Haustür aufnimmt. Die Mauerwangen der Nische sind mit einem Putzspiegel gegliedert. Ausgezeichnet wird der Eingang von Pilastern mit korinthischen Kapitellen und einem bekrönenden Balkon darüber, der auf weit auskragenden, geschwungenen und in Voluten auslaufenden Konsolen aufsitzt. Ihre Seitenflächen sind mit Blattwerk ornamentiert. In Form und Ornament sind sie identisch mit denen des Erkers am Nachbarhaus Wilhelmstraße 14. Die Balkonplatte übernimmt das Profil des Stockgesimses, das Schmuckgitter mit floralen Motiven entspricht in seiner Höhe der Brüstungszone der Obergeschossfenster. Diese Brüstungszone zwischen Geschoss- und Sohlbankgesims wird rhythmisiert durch kleine Wandpostamente, auf denen die Rahmung der Obergeschossfenster optisch aufsitzt. Besonders hervorgehoben ist die Balkontür, die von Pilastern, Gebälk und flachem Dreiecksgiebel gerahmt wird, die alle stark plastisch vor die Wand treten. Die Gewände der beiden anderen Fenster hingegen liegen flach in der Wandfläche, lediglich ihre bekrönenden Segmentbogengiebel treten einschließlich ihrer kleinen, ornamental gestalteten Konsölchen ebenso hervor. Ein kräftiges Kastengesims schließt die Wandzone zum Dach hin ab. Das Innere des Gebäudes wird in den 1960er Jahren modernisiert. Das Prinzip der Raumaufteilung und einige wesentliche historische Elemente sind jedoch erhalten. So findet sich im Eingangsflur als bemerkenswertestes Ausstattungsstück ein mit Kreismotiven aufwendig ornamentierter Fliesenboden, dessen Muster im hinteren Treppenhaus in einfachere Formen wechselt. Das Treppenhaus befindet sich in charakteristischer ursprünglicher Lage seitlich hinter einem mit Oberlicht über Klötzchenfries abgesetzten Durchgang. Die typische Holztreppe, gerade gegenläufig mit Wendepodest ist ursprünglich; ihr Anfangspfosten ist erneuert, das Geländer ruht auf gedrechselten Stäben. Bauzeit und der durchaus repräsentative Anspruch des Hauses, der in Eingang und Flur erkennbar wird, lassen darauf schließen, dass sich in den Wohnräumen ehemals (eventuell sogar aufweändige) Stuckdecken befinden. Möglicherweise sind diese ganz oder in Teilen noch unter den heute sichtbaren abgehängten Decken der 1960er Jahre erhalten. Das Hinterhaus ist erhalten (modern ausgebaut), rückwärtig schließt sich noch eine tiefe Gartenparzelle an, wie sie zur Bauzeit der Häuser an der Wilhelmstraße üblich, heute jedoch zumeist durch Teilungen oder Einbauten beseitigt ist. Die Bauunternehmung Ludwig Hansen zeichnet für eine Vielzahl der für Viersen charakteristischen Wohnhäuser der zweiten Hälfte des 19. Jahrhunderts verantwortlich, die wie damals bei solchen Bauten meist üblich ohne Architekten direkt von Maurermeistern und ihren Baugeschäften geplant und errichtet werden. Das Nachbarhaus Wilhelmstraße 14 lässt Hansen wohl für sich selbst bzw. für seine Familie erbauen. Von ihm übernimmt das Wohnhaus Wilhelmstraße 16 Details. Balkon und breiter doppelflügeliger Eingang heben es aus den sonst hier üblichen Bauten hervor. An den repräsentativen Charakter von Wilhelmstraße 14 reicht es schon wegen seiner geringeren Größe aber nicht heran. Die Wilhelmstraße repräsentiert in Verlauf und Bausubstanz die Entwicklung Viersens als einer rasch wachsenden Stadt in der zweiten Hälfte des 19. Jahrhunderts. Städtebaulich gesehen sind die geraden Straßenzüge beiderseits der Hauptstraße mit ihrer großen Zahl historistischer Bauten ein wesentliches Charakteristikum Viersens. Grundlage hierfür ist der Stadtbauplan von 1858/60, auf den auch die Wilhelmstraße zurückgeht. Anhand der erhaltenen zeitgenössischen Pläne ist die Bebauung der Straße im Wesentlichen in den 1870er Jahren entstanden. Ein Großteil dieser Bauten ist heute noch erhalten und verleiht der Straße ein sehr anschauliches historisches Gepräge. Als gut erhaltenes Zeugnis dieser Wachstumsphase der Stadt, errichtet durch den hierbei entscheidend beteiligten Bauunternehmer Hansen, ist das Haus Wilhelmstraße 16 bedeutend für Viersen. Da es sich um ein gut erhaltenes Zeugnis städtischer Wohnhausarchitektur der 1870er Jahre handelt, mit einer teilweise aufwendigen Fassadengestaltung (Balkon) und typischen Ausstattungselementen innen (Grundrissschema, Treppe, Fliesenboden), besteht an der Erhaltung und Nutzung aus wissenschaftlichen, insbesondere architekturgeschichtlichen Gründen ein öffentliches Interesse. Hinzu kommen ortsgeschichtliche, da das Haus als ursprüngliches Gebäude an der Wilhelmstraße deren geschichtliche, zentral mit der Stadtentwicklung Viersens verknüpfte Ursprünge zeigt und zudem durch einen der wichtigen Bauunternehmer der Stadt errichtet wird. Schließlich liegen auch städtebauliche Gründe vor, da das Gebäude Wilhelmstraße 16 prägender Bestandteil des historischen Straßenraumes der Wilhelmstraße ist. Da somit die Voraussetzungen des § 2 (1) des Denkmalschutzgesetzes NW erfüllt sind, handelt es sich um ein Baudenkmal. | 1877              | 4. Oktober 2000    | 399             |
| Wohnhaus                         | Wohnhaus                         | Viersen Wilhelmstraße 19 Karte                                 | Das Eckhaus Wilhelmstraße 19 wird 1872 gemeinsam mit dem Nachbarhaus Wilhelmstraße 21 als Doppelwohnhaus errichtet. Bauherren sind Wilhelm Dickmann (19) und W. Falkenstein (21), Bauunternehmer ist L. Hansen. 1878 stellt Witwe Dickmann einen Bauantrag für Gartentürpfeiler. Das Hinterhaus mit gestalteter Fassade zum seitlichen Grünen Weg (heute Geschwister-Scholl-Straße) wird 1888 angebaut. Das traufständige zweigeschossige Wohnhaus ist an seiner dreiachsigen Hauptansichtsseite zur Wilhelmstraße verputzt, Giebel und Hinterhaus sind dagegen backsteinsichtig belassen. Das Erdgeschoss der Front ist über niedrigem Sockel in Bänderputz ausgeführt. Neben den beiden hochrechteckigen Fenstern befindet sich der Hauseingang in der linken Achse, wodurch sich zusammen mit dem direkt benachbarten Eingang des Nachbarhauses eine Mittenbetonung des Doppelhauses ergibt. Eine schlichte Gesimszone mit kleinen flachen Rosettenmotiven trennt zwischen Decke und Sohlbank die beiden Geschosse. Die Obergeschossfenster werden von geraden Verdachungen überfangen, über denen ein Traufgesims aus Konsölchen zum pfannengedeckten Dach überleitet. Der backsteinsichtige freistehende Giebel besitzt eine asymmetrische Fensteraufteilung, mit jeweils einem Fensterpaar in der rechten Hälfte von Erd- und Obergeschoss und zwei mittelsymmetrisch angeordneten Dachgeschossfenstern im Giebeldreieck. Durch den auf dem First aufsitzenden Kaminkopf erfolgt hier dennoch eine Mittenbetonung. aufwendiger als dieser Giebel ist die anschließende, ebenfalls straßensichtige Fassade des Hinterhauses gestaltet. Die zwei Vollgeschosse sowie das zusätzliche Mezzanin des langgestreckten, aber schmalen und daher pultdachgedeckten Baukörpers werden durch Lisenen und Gesimse in verschiedene Felder aufgeteilt. In Anlehnung an den Giebel des Wohnhauses sind auch hier die hochrechteckigen, flach segmentbogigen Fenster teilweise zu Paaren zusammengezogen, ihre Brüstungen sind zusätzlich durch querrechteckige Blendfelder mit Rahmung aus gelben Ziegeln gestaltet. Ein Konsölchenfries aus abgetreppten Backsteinen markiert die Traufe. Im Inneren des Wohnhauses ist der Grundriss mit seiner charakteristischen Erschließung durch einen seitlichen Flur mit rückwärtigem Treppenhaus unverändert erhalten, wobei das Treppenhaus seit 1888 gleichsam auch als Gelenk zum ebenfalls zweigeschossigen Hinterhaus dient. Der Erdgeschossflur besitzt noch bis ins Hinterhaus seinen ursprünglichen Schmuckfliesenboden und am Eingang zusätzlich eine durch eierstabartigen Kehlstuck geschmückte Decke. Auch in einigen der Zimmer finden sich größere Reste der ursprünglichen Stuckdecken, darunter die Mittelrosette im straßenseitigen Erdgeschosszimmer. Marmor-Wandbemalungen akzentuieren die Laibungen des Durchgangs vom Flur zum Treppenhaus mit der hölzernen Treppe, gerade zweiläufig mit großem Wendepodest, gedrechselten Stäben und kandelaberartigem Anfangspfosten. Eine originale Tür und Türgewände sind ebenfalls erhalten. Die Wilhelmstraße repräsentiert in Verlauf und Bausubstanz die Entwicklung Viersens als einer rasch wachsenden Stadt in der zweiten Hälfte des 19. Jahrhunderts. Städtebaulich gesehen sind die geraden Straßenzüge beiderseits der Hauptstraße mit ihrer großen Zahl historistischer Bauten ein wesentliches Charakteristikum Viersens. Grundlage hierfür ist der Stadtbauplan von 1858/60, auf den auch die Wilhelmstraße zurückgeht. Anhand der erhaltenen zeitgenössischen Pläne ist die Bebauung der Straße im Wesentlichen in den 1870er Jahren entstanden. Ein Großteil dieser Bauten ist heute noch erhalten und verleiht der Straße ein sehr anschauliches historisches Gepräge. Den Gebäuden Wilhelmstraße 19 (und 21) kommt in diesem Zusammenhang eine besondere Bedeutung zu, handelt es sich doch nach derzeitigem Kenntnisstand und dem zeitgenössischen Situationsplanausschnitt zusammen mit den schräg gegenüber befindlichen, später historistisch veränderten Gebäuden Wilhelmstraße 8/10 um die erste Bebauung in der neuen Straße. Die frühe Entstehung kommt auch in der schlichten Fassadengestaltung zum Ausdruck, die noch dem spätklassizistischen Typ der Jahrhundertmitte verpflichtet ist und sich deutlich von späteren, in historistischer Manier z. T. aufwendig stuckierten Häusern unterscheidet. Bemerkenswert ist die qualitätvolle Gestaltung des großen Hinterhauses, das durch seine Backsteinsichtigkeit zwar untergeordnet ist, dennoch eigenständigen, straßenraumprägenden Charakter besitzt und z. B. an gute Beispiele zeitgenössischer Fabrikarchitektur erinnert. Im Innern des Hauses sind hinsichtlich Grundriss, Erschließung und Ausstattungsdetails wesentliche ursprüngliche Elemente erhalten. Als Teil des frühe Stadtbaugeschichte veranschaulichenden Ensembles an der Wilhelmstraße ist das Gebäude Wilhelmstraße 19 bedeutend für Viersen. Da es sich um ein gut erhaltenes Zeugnis städtischer Wohnhausarchitektur der 1870er Jahre handelt, mit einer noch klassizistisch geprägten Fassadengestaltung und einem vergleichsweise aufwendigen Hinterhaus, besteht an der Erhaltung und Nutzung aus wissenschaftlichen, insbesondere architekturgeschichtlichen Gründen ein öffentliches Interesse. Hinzu kommen ortsgeschichtliche Gründe, da das Haus als eines der ersten Gebäude an der Wilhelmstraße deren geschichtliche, zentral mit der Stadtentwicklung Viersens verknüpfte Ursprünge zeigt. Schließlich liegen auch städtebauliche Gründe vor, da das Gebäude Wilhelmstraße 19 zum einen eine straßenraumprägende Ecksituation ausbildet, zum anderen Teil eines beiderseitig von gleichartigen Gebäuden definierten historischen Straßenzuges ist. Da somit die Voraussetzungen des § 2 (1) des Denkmalschutzgesetzes NRW erfüllt sind, handelt es sich um ein Baudenkmal. | 1872              | 4. April 2001      | 407             |
| Wohnhaus                         | Wohnhaus                         | Viersen Wilhelmstraße 20 Karte                                 | Ein Vergleich des heutigen Zustandes mit Fotoaufnahmen von 1978 lässt erkennen, dass seitdem die Fenster erneuert wurden (an das alte Vorbild angelehnt mit T-Teilung), möglicherweise auch der Anstrich. Ansonsten sind augenscheinlich keine Veränderungen oder Eingriffe in die Substanz erfolgt, die den Denkmalwert beeinflussen könnten. Auf einem Situationsplan von 1877 in der Bauakte eines benachbarten Wohnhauses ist das Gebäude Nr. 20 bereits vorhanden und als Eigentum von L. Hansen eingetragen. Ausgehend von den Baudaten der vergleichbaren Wohngebäude an der Wilhelmstraße kann daher eine Errichtung um 1875 angenommen werden. Es handelt sich um ein eingebautes dreigeschossiges traufständiges Gebäude mit vier Fensterachsen. Im Erdgeschoss sind in der linken Achse ein Durchgang zum rückwärtigen Hof, in der rechten Achse der Hauseingang angeordnet, letzterer eingenischt und über drei Stufen etwas erhöht liegend (die Wangenmauern in der Nische mit Putzspiegeln). Das Erdgeschoss ist mit einem Bänderputz versehen; es wird nach oben von einem breiten Gesimsband abgeschlossen, welches bis zu den Sohlbänken der Obergeschossfenster reicht. Diese sind wie ihre Pendants im Erdgeschoss als große Hochrechteckfenster mit T-Teilung ausgebildet, jedoch durch eine mehrfach profilierte horizontale Verdachung in schlichter Weise als Beletage-Fenster ausgewiesen. Obergeschoss und Dachgeschoss werden wieder durch ein, jetzt allerdings schmales Sohlbankgesims getrennt; die Dachgeschossfenster sind niedriger als diejenigen darunter. Ihnen vorgesetzt ist ein ornamentiertes Brüstungsgitter. Anders als einige Nachbargebäude hat das Wohnhaus Nr. 20 kein Kastengesims an der Traufe, sondern die etwas überstehende Dachhaut überfängt einen Fries aus kleinen Konsölchen, deren enge Reihung dem Fassadenabschluss einen eigenen Akzent und Rhythmus verleiht. Nachträgliche Dachausbauten (z. B. Dachgauben) sind zur Straßenseite nicht vorhanden. Der gute, im Wesentlichen weitgehend originale Erhaltungszustand des straßenseitigen Teils des Wohnhauses lässt vermuten, dass dies auch für das Innere gilt und dass hier möglicherweise auch noch originale Ausstattungsdetails vorhanden sind. Die Wilhelmstraße repräsentiert in Verlauf und Bausubstanz die Entwicklung Viersens als einer rasch wachsenden Stadt in der zweiten Hälfte des 19. Jahrhunderts. Städtebaulich gesehen sind die geraden Straßenzüge beiderseits der Hauptstraße mit ihrer großen Zahl historistischer Bauten ein wesentliches Charakteristikum Viersens. Grundlage hierfür war der Stadtbauplan von 1858/60, auf den auch die Wilhelmstraße zurückgeht. Anhand der erhaltenen zeitgenössischen Pläne ist die Bebauung der Straße im Wesentlichen in den 1870er Jahren entstanden. Ein Großteil dieser Bauten ist heute noch erhalten und verleiht der Straße ein sehr anschauliches historisches Gepräge. Als Teil eines weitgehend erhaltenen ursprünglichen Ensembles an der Wilhelmstraße (Hausnummer 33-43 gegenüber; Hausnummer 12, 14, 16 benachbart) ist das Gebäude Wilhelmstraße 20 daher bedeutend für Viersen. Da es sich um ein gut erhaltenes Zeugnis städtischer Wohnhausarchitektur der 1870er Jahre handelt, mit einer vergleichsweise strengen, noch klassizistisch geprägten Fassadengestaltung, besteht an der Erhaltung und Nutzung der Fassade aus wissenschaftlichen, insbesondere architekturgeschichtlichen Gründen ein öffentliches Interesse. Hinzu kommen ortsgeschichtliche, da das Haus als ursprüngliches Gebäude an der Wilhelmstraße deren geschichtliche, zentral mit der Stadtentwicklung Viersens verknüpfte Ursprünge zeigt. Schließlich liegen auch städtebauliche Gründe vor, da das Haus Wilhelmstraße 20 Teil eines beiderseitig von gleichartigen Gebäuden geprägten historischen Straßenzuges ist, der Art und Proportion der Bebauung an der Wilhelmstraße prägt. Da somit die Voraussetzungen des § 2 (1) des Denkmalschutzgesetzes NW erfüllt sind, handelt es sich bei der Fassade des Gebäudes Wilhelmstraße 20 um ein Baudenkmal. | 1875              | 13. Dezember 2000  | 401             |
| Wohnhaus                         | Wohnhaus                         | Viersen Wilhelmstraße 33 Karte                                 | Wie die beiden Nachbargebäude Wilhelmstraße 31, purifiziert, und Wilhelmstraße 35 repräsentiert das Gebäude Wilhelmstraße 33 den vierachsigen Fassadentyp, der seitlich, hier rechts, noch eine Durchfahrt besitzt. Dadurch entsteht eine ausgewogene Fassadensymmetrie mit Eingang bzw. Durchfahrt in den beiden äußeren Achsen und ansonsten regelmäßiger Fensteranordnung. Das Erdgeschoss besitzt einen Bänderputz über niedrigem Sockel. Die Öffnungen sind hochrechteckig mit Rahmung; der Sturz ist bei allen Fenstern gerade, bei Eingang und Durchfahrt hingegen als flacher Segmentbogen ausgeführt. Die Tür ist etwas zurückliegend eingenischt. Als Gesims zwischen Erd- und Obergeschoss fungiert ein kräftiges Sohlbankgesims, das die großen Fenster des Obergeschosses miteinander verbindet und so die Beletage kennzeichnet. Im Vergleich zu den Nachbarhäusern liegen diese Fenster deutlich niedriger in der Fassade, was daran liegt, dass das Erdgeschoss ohne Treppenstufe ebenerdig mit der Straße liegt. Zusätzlich akzentuiert werden die Obergeschossfenster durch eine Verdachung aus geradem, kräftig profiliertem Gebälk. Obergeschoss und Dachgeschoss sind glatt verputzt und werden von einem einfachen Gesims getrennt. Das Dachgeschoss kommt an der traufenständigen Fassade als niedriges zweites Obergeschoss zum Ausdruck. Die Fenster sind hier unmittelbar, d. h. ohne Rahmung in die Fassade eingeschnitten. Ein kräftiges Kranzgesims mit einem kleinen Klötzchenfries schließt das Haus optisch nach oben ab, da das relativ flach geneigte Dach von der engen Straße aus kaum zu sehen ist. Auf der Rückseite des Hauses ist noch das ehemalige typische Hinterhaus zu erkennen; die geschlämmte Backsteinfassade ist ansonsten nicht, wie häufig zu finden, von weiteren Anbauten verstellt. Die kleinen Rundöffnungen des Dachgeschosses sind durch rechteckige Fenstereinbauten zwar unpassend ausgefüllt, substantiell aber erhalten. Generell wurden Fenster und Haustür wohl in den 1980er Jahren erneuert. Im Inneren ist der originale, typische Grundriss eines solchen Hauses in allen wesentlichen Grundzügen erhalten. Der Flur hinter der Eingangstür führt durch eine Zwischentür mit Glaseinsätzen und Oberlicht zum rückwärtigen Treppenhaus. An seiner Decke ist eine Spiegelfläche mit stuckierter profilierter Kehle abgesetzt. Auch im vorderen Zimmer finden sich umlaufend profilierte Kehlen, mit einer Stuckrosette in der Mitte. Die alte Holztreppe ist vom typischen gerade gegenläufigen Typ mit Wendepodest, ihr unterer Anlaufpfosten ist ein einfacher Rotationskörper, die Geländerstäbe sind gedrechselt. Auf dem Absatz zwischen Erd- und Obergeschoss ist noch die charakteristische Toilette vorhanden; das Fenster dort und das zwischen Ober- und Dachgeschoss sind als Buntglasfenster aus verschiedenfarbigen kleinen rechteckigen Einzelscheiben ausgeführt. In den beiden Wohngeschossen (das Dachgeschoss ist nur teilweise ausgebaut) sind fast durchweg alte Rahmenfüllungstüren mit den entsprechenden Gewänden erhalten. Die Wilhelmstraße repräsentiert in Verlauf und Bausubstanz die Entwicklung Viersens als einer rasch wachsenden Stadt in der zweiten Hälfte des 19. Jahrhunderts. Städtebaulich gesehen sind die geraden Straßenzüge beiderseits der Hauptstraße mit ihrer großen Zahl historistischer Bauten ein wesentliches Charakteristikum Viersens. Grundlage hierfür ist der Stadtbauplan von 1858/60, auf den auch die Wilhelmstraße zurückgeht. Das Haus Wilhelmstraße 33 wird laut Baugesuch 1875 von dem Bauunternehmer Cuylen für Friedrich Genenger errichtet. Bereits 1877 zeichnet in einem weiteren Baugesuch für das Hintergebäude jedoch ein anderer Eigentümer, Joh. Peters (Sen.), als Bauherr. Joh. Peters (sen.), Inhaber des gleichnamigen Geschäftes an der Hauptstraße, bewohnt dieses Haus aber nicht selber, sondern vermietet es. Anhand der erhaltenen zeitgenössischen Pläne entsteht die Bebauung der Straße im Wesentlichen in den 1870er Jahren. Ein Großteil dieser Bauten ist heute noch erhalten und verleiht der Straße ein sehr anschauliches historisches Gepräge. Als Teil eines weitgehend erhaltenen ursprünglichen Ensembles an der Wilhelmstraße ist das Gebäude Wilhelmstraße 33 daher bedeutend für Viersen. Da es sich um ein gut erhaltenes Zeugnis städtischer Wohnhausarchitektur der 1870er Jahre handelt, mit einer vergleichsweise strengen, noch klassizistisch geprägten Fassadengestaltung und typischen Ausstattungselementen innen (Grundriss, Treppe, Türen, Decken), besteht an der Erhaltung und Nutzung aus wissenschaftlichen, insbesondere architekturgeschichtlichen Gründen ein öffentliches Interesse. Hinzu kommen ortsgeschichtliche, da das Haus als ursprüngliches Gebäude an der Wilhelmstraße deren geschichtliche, zentral mit der Stadtentwicklung Viersens verknüpfte Ursprünge zeigt. Schließlich liegen auch städtebauliche Gründe vor, da das Gebäude Wilhelmstraße 33 Teil eines von gleichartigen Gebäuden geprägten historischen Straßenzuges ist, der Art und Proportion der Bebauung an der Wilhelmstraße prägt. Da somit die Voraussetzungen des § 2 (1) des Denkmalschutzgesetzes NW erfüllt sind, handelt es sich um ein Baudenkmal. | 1875              | 28. Juni 2000      | 387             |
| Wohnhaus                         | Wohnhaus                         | Viersen Wilhelmstraße 35 Karte                                 | Das dreigeschossige Gebäude ist Bestandteil einer Häuserreihe, die um 1900 an der Wilhelmstraße entstanden ist. Die Bauakte verweist auf das Baujahr 1875. Die Fassade erfährt eine Gliederung in vier Achsen. Auf der rechten Achse liegt der Eingang, links ist der Durchgang zum Hof angeordnet, dazwischen zwei Fenster. Im Ober- und Dachgeschoss ist jeder Achse ein Fenster zugeordnet. Die Fassade erfährt durch Sockelgesims, erdgeschossigen Bänderputz mit abschließendem Kordon eine horizontale Betonung. Ein strukturiertes Kranzgesims leitet zum Dach über. Das Haus erfährt durch die mittige Ausschmückung mit Fenstergiebeln, historisierendem und floralem Stuckdekor eine Betonung der Mitte. Der Eingang mit der originalen Haustür erfährt eine besondere Betonung. Aus wissenschaftlichen, insbesondere architekturgeschichtlichen, stadtentwicklungsgeschichtlichen und städtebaulichen Gründen liegen Erhaltung und Nutzung des Gebäudes gem. § 2 (1) des Denkmalschutzgesetzes im öffentlichen Interesse. | 1875              | 4. Dezember 1985   | 57              |
| Wohnhaus                         | Wohnhaus                         | Viersen Wilhelmstraße 37 Karte                                 | Bei dem Gebäude handelt es sich um ein dreigeschossiges Wohnhaus mit Satteldach. Die Backsteinputzfassade mit historisierendem Dekor erfährt durch den stark strukturierten Bänderputz sowie Geschoss- und Sohlbankgesimse eine horizontale Gliederung. Dies wird unterstrichen durch den Kreuzbogenfries zwischen Erd- und erstem Obergeschoss. Das Haus, um die Jahrhundertwende errichtet, besitzt einen reichen Fassadenschmuck, teils in geometrischer, teils in vegetabiler Ornamentik. Die Fassade des Hauses gliedert sich in drei Achsen, wobei die linke auch Eingangsachse ist. Der Eingang, umgeben von jeweils einer Wandsäule (Dienste) und einem leicht verzierten Schulterbogen, bildet neben den reich verzierten Fensterleibungen im ersten Obergeschoss einen besonderen Blickfang. Die Fenster im Erdgeschoss weisen geometrische Formen und Schulterbögen auf. Diese gleichen von ihrer Struktur her den Zierformen des Eingangs. Blickfang des Hauses ist neben den Fassadenverzierungen des Eingangs das mittlere Fenster im ersten Obergeschoss mit seinem reichen Fassadenschmuck. Das Fenster ist umrahmt von jeweils einer Säule, welche am unteren Schaft floralen Schmuck aufweist und nach oben hin sich verjüngt. Als oberer Abschluss ist der Kielbogen mit vegetabiler Ornamentik zu sehen. Als Verbindung zum zweiten Obergeschoss bildet das vom Mittelfenster des ersten Obergeschosses rankende Blattfries. Bei den jeweils seitlichen Fenstern ist nur der Kopf mit einem Bogen und dazu florale Ornamente anzutreffen. Die Fensterseiten sind von geometrischen Bändern umgrenzt, ebenso die Fenster im zweiten Obergeschoss. Der Grundriss des Hauses ist unverändert. So befinden sich im Flur noch die ursprüngliche Holztreppe mit gedrechseltem Geländer und der reich verzierte Anfangspfosten. Ebenso erhalten sind die Holzinnentüren und die Treppenhausfenster. Der Keller weist ein Tonnengewölbe auf. Das Haus Wilhelmstraße 37 stellt ein Glied der Häuserreihe dar, das als Ensemble betrachtet wird. Die zeittypische aufwendige Fassadengestaltung kennzeichnet den zeitgenössischen Bautyp des stattlichen Wohnhauses, das hier das historische Stadtbild widerspiegelt. Aus wissenschaftlichen, insbesondere architekturgeschichtlichen, stadtentwicklungsgeschichtlichen und städtebaulichen Gründen liegen Erhaltung und Nutzung des Gebäudes gemäß § 2 (1) des Denkmalschutzgesetzes im öffentlichen Interesse. | 1877              | 6. November 1990   | 244             |
| Wohnhaus                         | Wohnhaus                         | Viersen Wilhelmstraße 39 Karte                                 | Das Baugesuch für das Gebäude Wilhelmstraße 39 datiert wie auch das Baugesuch des Nachbarhauses Wilhelmstraße 41 vom 9. April 1875. Das Haus ist Teil einer durchgehenden Reihe ähnlicher dreigeschossiger traufständiger Wohnhäuser (Wilhelmstraße 19-45), und in dieser gehört es zum Ensemble besonders gut erhaltener historistischer Fassaden (Wilhelmstraße 33-43). Es handelt sich um den dreiachsigen Typ mit Eingang in einer der äußeren Achsen, hier links. Seine Backsteinputzfassade ist aufwendig ornamentiert und dem Nachbargebäude Wilhelmstraße 37 so ähnlich, dass hier derselbe Baumeister angenommen werden kann. Über einem niedrigen Sockel sind zunächst bis zu den Sohlbänken der Erdgeschossfenster zwei Reihen Quaderputz angeordnet, darüber beginnt das geschlämmte Backsteinmauerwerk, das die übrige Fassade kleinteilig strukturiert. Die hochrechteckigen Fensteröffnungen mit geradem Sturz besitzen eine breite Putzrahmung, die in den einzelnen Geschossen unterschiedlich ausgestaltet und ornamentiert ist. Im Erdgeschoss hat sie unten, seitlich in der Mitte und oben Ausbuchtungen („Ohren“), zudem einen Keilstein mit floralem Besatz. Der Eingang ist mit einer Pilasterrahmung ausgezeichnet, mit Postamenten, die die horizontale Linie des Sohlbankgesimses aufnehmen, reich verziertem Kapitell und geradem Gebälk. Die Tür selbst, nach altem Vorbild erneuert, ist etwas eingenischt und über zwei Stufen zu erreichen. Erd- und Obergeschoss trennt ein breiter Geschossfries aus zwischen horizontalen Profilen aneinandergereihten Spitzbögen mit floralen Motiven; sein oberer Abschluss verbindet gleichzeitig die Sohlbänke der Obergeschossfenster. Deren reiche Ausschmückung kennzeichnet das Obergeschoss als Beletage. Besonders betont ist die mittlere Fensteröffnung, die von zwei Säulen auf hohen, floral verzierten Postamenten gerahmt und von einem Konvexbogen überfangen wird. Die Spitze dieses „Bogens“ reicht bis zur Unterkante des darüber liegenden Dachgeschossfensters. Das Bogenfeld ziert ein Wappen. Die äußeren Fenster werden von ebenfalls hoch reichenden Kielbögen auf Konsolen bekrönt. Ihr Bogenfeld wie auch die Konsolen und die Säulenkapitelle des Mittelfensters sind wieder mit floralem Schmuck besetzt. Ober- und Dachgeschoss sind nicht durch ein Gesims getrennt, wohl weil dies nicht mit den hochreichenden Bekrönungen der Fenster darunter harmonieren. Die Dachgeschoss-Fensteröffnungen sind etwas niedriger und haben auch nur eine einfache Putzrahmung, so dass sie typgerecht als die „minderwertigsten“ in der Fassade ausgewiesen sind. Die Fenster sind heute nach altem Vorbild mit T-Teilungen und nicht ursprünglichen Rollladenblenden erneuert. Im Inneren sind die typischen Merkmale eines Grundrisses dieser Art von städtischen Wohnhäusern ablesbar. Der seitliche Eingangsflur führt nach hinten zur Treppe. Das Hinterhaus ist ausgebaut erhalten. Eingangs- und Treppenflur sind durch einen Durchgang mit einem stuckierten Rundbogen auf auskragenden Kämpferkonsolen voneinander abgesetzt. Die untere Kehle ist mit zwei Festons besetzt, darüber befindet sich ein mit Laubwerk besetzter Wulst, der wiederum von mehreren Profilplatten überkragt wird, die zum Rundbogen überleiten. Die originale Holztreppe ist der übliche gerade Typ mit gedrechselten Stäben und großem Anfangspfosten. Die Stäbe zwischen Erd- und Obergeschoss wurden nach altem Vorbild erneuert. Bauherr ist ein Franz Röhlen, Angestellter der Samtweberei Schaub & Heckmann an der Burgstraße in Viersen. Zu diesem findet sich in den Jugenderinnerungen von Stephan Stiegen, den Hausbau seiner Eltern am Klosterweiher betreffend, folgendes: „Die noch fehlenden 4000 Mark gab ein Angestellter der Firma Schaub & Heckmann gegen hypothekarische Eintragung zu dem schon damals sehr mäßigen Zinssatz von 4 %. Dieser Herr Röhlen lebte mit seiner Frau in einem schönen eigenen Haus an der Wilhelmstraße; sie hatten keine Kinder. Wenn Vater zu Neujahr die Hypothekenzinsen bar zahlte, nahm er mich meist mit.“ Die Wilhelmstraße repräsentiert in Verlauf und Bausubstanz die Entwicklung Viersens als einer rasch wachsenden Stadt in der zweiten Hälfte des 19. Jahrhunderts. Städtebaulich gesehen sind die geraden Straßenzüge beiderseits der Hauptstraße mit ihrer großen Zahl historistischer Bauten ein wesentliches Charakteristikum Viersens. Grundlage hierfür ist der Stadtbauplan von 1858/60, auf den auch die Wilhelmstraße zurückgeht. Anhand der erhaltenen zeitgenössischen Pläne entsteht die Bebauung der Straße im Wesentlichen in den 1870er Jahren. Ein Großteil dieser Bauten ist heute noch erhalten und verleiht der Straße ein sehr anschauliches historisches Gepräge. Als Teil eines weitgehend erhaltenen ursprünglichen Ensembles an der Wilhelmstraße ist das Gebäude Wilhelmstraße 39 daher bedeutend für Viersen. Da es sich um ein gut erhaltenes Zeugnis städtischer Wohnhausarchitektur der 1870er Jahre handelt, mit einer vergleichsweise aufwendig ornamentierten Fassadengestaltung und einigen typischen Ausstattungselementen innen wie Grundriss und Treppe, besteht an der Erhaltung und Nutzung aus wissenschaftlichen, insbesondere architekturgeschichtlichen Gründen ein öffentliches Interesse. Hinzu kommen ortsgeschichtliche, da das Haus als ursprüngliches Gebäude an der Wilhelmstraße deren geschichtliche, zentral mit der Stadtentwicklung Viersens verknüpfte Ursprünge zeigt. Schließlich liegen auch städtebauliche Gründe vor, da Gebäude Wilhelmstraße 39 Teil eines von gleichartigen Gebäuden geprägten historischen Straßenzuges ist, der Art und Proportion der Bebauung an der Wilhelmstraße prägt. Da somit die Voraussetzungen des § 2 (1) des Denkmalschutzgesetzes NW erfüllt sind, handelt es sich um ein Baudenkmal. | 1875              | 28. Juni 2000      | 388             |
| Wohnhaus                         | Wohnhaus                         | Viersen Wilhelmstraße 41 Karte                                 | Es handelt sich um ein dreigeschossiges traufständiges Wohnhaus in vier Achsen. Im Erdgeschoss ist links der Durchgang zum Hof, rechts die Haustür angeordnet. Das Erdgeschoss trägt über Sockel und Sohlbankgesims einen Bänderputz, darüber leitet ein breites Stockgesimsband bis zu den Sohlbänken der Obergeschossfenster zum Obergeschoss über. Dessen Fenster sind mit einer geraden Verdachung betont, ansonsten besitzen die Fenster lediglich einfache Putzrahmungen. Auch die kleineren Dachgeschossfenster sitzen auf einem Sohlbankgesims auf. Die Fassade ist durch eine vergleichsweise strenge, einfache Gestaltung gekennzeichnet, ohne besondere Stuckornamente. Hierdurch bestimmen die zahlreichen waagrechten Linien der Gesimse und des Bänderputzes den optischen Eindruck. Fenster und Brüstungsgitter sind formal an alte Vorbilder angelehnt, die Haustüren modern erneuert. Die Dachfläche ist ohne sichtbare Ausbauten. Das Innere ist vollständig modernisiert, lediglich die ursprüngliche Treppe ist teilweise noch vorhanden. Wegen der besonderen, wertvollen städtebaulichen Situation in der Wilhelmstraße und im Ensemble der Häuser Wilhelmstraße 33-43 ist ein Denkmalwert vorhanden, der sich aber wegen der durchgreifenden Modernisierung des Inneren nur auf die straßenseitige Fassade des Hauses einschließlich der sichtbaren Dachfläche beschränkt. Die Wilhelmstraße repräsentiert in Verlauf und Bausubstanz die Entwicklung Viersens als einer rasch wachsenden Stadt in der zweiten Hälfte des 19. Jahrhunderts. Städtebaulich gesehen sind die geraden Straßenzüge beiderseits der Hauptstraße mit ihrer großen Zahl historistischer Bauten ein wesentliches Charakteristikum Viersens. Grundlage hierfür ist der Stadtbauplan von 1858/60, auf den auch die Wilhelmstraße zurückgeht. Anhand der erhaltenen zeitgenössischen Pläne entsteht die Bebauung der Straße im Wesentlichen in den 1870er Jahren. Ein Großteil dieser Bauten ist heute noch erhalten und verleiht der Straße ein sehr anschauliches historisches Gepräge. Als Teil eines weitgehend erhaltenen ursprünglichen Ensembles an der Wilhelmstraße ist die straßenseitige Fassade des Gebäudes Wilhelmstraße 41 daher bedeutend für Viersen. An ihrer Erhaltung besteht aus städtebaulichen Gründen ein öffentliches Interesse, da es Teil eines von gleichartigen Gebäuden geprägten historischen Straßenzuges ist, der Art und Proportion der Bebauung an der Wilhelmstraße prägt. Ferner liegen wissenschaftliche, insbesondere ortsgeschichtlichen Gründe vor, da die Fassade als Teil eines ursprünglichen Gebäudes an der Wilhelmstraße deren geschichtliche, zentral mit der Stadtentwicklung Viersens verknüpfte Ursprünge zeigt. Somit sind die Voraussetzungen des § 2 (1) des Denkmalschutzgesetzes NW erfüllt. Es handelt sich bei der straßenseitigen Fassade des Hauses Wilhelmstraße 41 einschließlich der straßenseitig sichtbaren Dachfläche um ein Baudenkmal. | 1875              | 18. Juli 2001      | 421             |
| Wohnhaus                         | Wohnhaus                         | Viersen Wilhelmstraße 43 Karte                                 | Das zweigeschossige Wohnhaus mit kleinem Mezzanin ist Teil eines Ensembles ähnlicher traufenständiger Wohnhäuser aus den 1870er Jahren an der Wilhelmstraße. Auf dem Lageplan zum Baugesuch des Nachbarhauses Wilhelmstraße 41 vom 16. April 1875 ist es als Baukörper schon verzeichnet, d. h. es ist zu diesem Zeitpunkt mindestens im Bau oder bereits fertiggestellt. Als Grundstückseigentümer ist dort ein „Hrch“ Nellen angegeben. 1914 beantragt ein Joh. Peters, Krefeld, eine Änderung am rückwärtigen Anbau. Dieser ist bereits 1877 Eigentümer des Hauses Wilhelmstraße 33. Das Erdgeschoss des dreiachsigen Hauses ist mit Quaderputz versehen. Die beiden Fenster stehen auf einem Sohlbankgesims auf und haben eine breite geohrte Putzrahmung, deren Sturz mit vegetabilem historistischem Dekor geschmückt ist. Der in der linken Achse angeordnete Eingang mit der hinter zwei flachen Stufen eingenischten Haustür ist mit einer aufwendigen Bekrönung aus einem zwischen Fialen gespannten vorhangartigen Bogen versehen, der das Geschossgesims unterbricht. Im Obergeschoss ist die Fassade als Backsteinfläche gestaltet, die von Putzelementen gegliedert wird. Seitliche geschweifte Bänder grenzen den Baukörper zu den Nachbargebäuden ab. Gesimsartige Bänder auf Sohlbank- und Sturzhöhe gliedern den Baukörper horizontal. In den Brüstungsflächen der beiden rechten Fenster sind geometrische Maßwerkmotive (Dreischneuß) angebracht. Die Stürze aller drei Fenster werden von üppigen geometrisch-vegetabilen Zierformen mit Keilstein und geschweifter Verdachung bekrönt. Das niedrige Mezzanin schließlich zeigt in den Fensterachsen paarweise angeordnete kleine Rechtecköffnungen mit geohrter Rahmung, die durch ein Putzband mit Dreipassornament verbunden sind. Im Inneren ist der Grundriss mit seitlichem Flur und Treppe erhalten. In dem größeren straßenseitigen Zimmer befindet sich noch eine Stuckdecke. Sehr wahrscheinlich sind weitere Stuckdecken und alte Türen mit Türgewänden unter Verkleidungen vorhanden. Einige alte Rahmenfüllungstüren sind ohne Verkleidung sichtbar. Die Holztreppe ist original und zeigt die übliche gerade gegenläufige Ausführung mit gedrechselten Geländerstäben und säulenartigem Anfangspfosten. Anders als bei anderen vergleichbaren Häusern der Wilhelmstraße sind sowohl das Mezzaningeschoss innen als auch der rückwärtige Anbau erhalten. Die Wilhelmstraße repräsentiert in Verlauf und Bausubstanz die Entwicklung Viersens als einer rasch wachsenden Stadt in der zweiten Hälfte des 19. Jahrhunderts. Städtebaulich gesehen sind die geraden Straßenzüge beiderseits der Hauptstraße mit ihrer großen Zahl historistischer Bauten ein wesentliches Charakteristikum Viersens. Grundlage hierfür ist der Stadtbauplan von 1858/60, auf den auch die Wilhelmstraße zurückgeht. Anhand der erhaltenen zeitgenössischen Pläne entsteht die Bebauung der Straße im Wesentlichen in den 1870er Jahren. Ein Großteil dieser Bauten ist heute noch erhalten und verleiht der Straße ein sehr anschauliches historisches Gepräge. Als Teil eines weitgehend erhaltenen ursprünglichen Ensembles an der Wilhelmstraße ist das Gebäude Wilhelmstraße 43 daher bedeutend für Viersen. Da es sich um ein gut erhaltenes Zeugnis städtischer Wohnhausarchitektur der 1870er Jahre handelt, mit einer vergleichsweise aufwendigen, mit neugotischen Zierformen versehenen Fassadengestaltung und typischen Ausstattungselementen innen wie Grundriss, Treppe, Türen und Decke, besteht an der Erhaltung und Nutzung aus wissenschaftlichen, insbesondere architekturgeschichtlichen Gründen ein öffentliches Interesse. Hinzu kommen ortsgeschichtliche, da das Haus als ursprüngliches Gebäude an der Wilhelmstraße deren geschichtliche, zentral mit der Stadtentwicklung Viersens verknüpfte Ursprünge zeigt. Schließlich liegen auch städtebauliche Gründe vor, da das Gebäude Wilhelmstraße 43 Teil eines von gleichartigen Gebäuden geprägten historischen Straßenzuges ist, der Art und Proportion der Bebauung an der Wilhelmstraße prägt. Da somit die Voraussetzungen des § 2 (1) des Denkmalschutzgesetzes NRW erfüllt sind, handelt es sich um ein Baudenkmal. | 1875              | 18. Juli 2001      | 414             |
| Heiligenhäuschen                 | Heiligenhäuschen                 | Viersen Willy-Brandt-Ring Willemsche Allee Karte               | Das Heiligenhäuschen aus Backstein wird im Jahre 1847 aus Dankbarkeit errichtet; denn ein Jahr zuvor brennt der Bronkhorsthof ab und zum Dank dafür, dass kein Mensch ums Leben gekommen oder schwer verletzt worden ist, stiftet man das Häuschen. Es ist etwa 3,00 m hoch und besitzt ein kleines, schiefergedecktes Satteldach. Die kleine, rundbogige Holztür mit dem eingelassenen Fenster wird erst 1960 angebracht. Im Inneren befindet sich geschützt hinter einer Glastür eine Muttergottesfigur mit dem Jesuskind, das sie auf dem Arm trägt. Es handelt sich um eine sogenannte Prozessionsmadonna oder auch Anziehfigur, bei der lediglich der Kopf und die Hände aus Holz geschnitzt sind, während der Rumpf aus einem Holzgestell besteht. Darüber trägt Maria ein weißes Gewand, das natürlich nicht mehr das ursprüngliche ist. Maria wird mit Krone und Zepter als Himmelskönigin dargestellt. Das Jesuskind hält die Weltkuppel in der Hand. In der großen, tonnengewölbten Nische befindet sich im Gewölbe vor der Figurengruppe eine Ewig-Licht-Lampe und ein gusseisernes Glöckchen, vor der sich wohl früher die Nachbarschaft zur Andacht versammelt. Regelmäßig im Mai wird die Muttergottes verehrt, und es ist auch üblich, hier bei schweren Krankheiten zu beten. Aus wissenschaftlichen, insbesondere volkskundlichen und heimatgeschichtlichen Gründen stehen Erhaltung und Nutzung des Heiligenhäuschens gemäß § 2 (1) des Denkmalschutzgesetzes im öffentlichen Interesse. | 1847              | 4. Juli 1989       | 213             |
| Viersener Burg                   | Viersener Burg                   | Viersen Winkelstraße 22, 24, 26, 26a, 28, 30, 32, 34, 36 Karte | Geschichte: Bei dem Vierkanthof handelt es sich um den ehemaligen Burg-, Faeßen- oder Brauershof, ein Nachfolgegut der Viersener Burg. Der Hof mit seinen abhängigen Katen ist in der Tranchotkarte von 1805/06 als „Burchof“ und „Fossenhof“ eingetragen und noch ringsum von Wassergräben umgeben, die von der Rintger Siep gespeist wurden. Es wird sich um einen ehemaligen Adels- oder Rittersitz gehandelt haben (der Geldrischen Edelherrn von Kessel?). Auf dem Landsitz der Burg, dem Burgfeld, das bis zur Hauptstraße reichte, entstand ein großer Teil des Zentrums der heutigen Stadt Viersen. Die Geschichte der ehemaligen Viersener Burg lässt sich bis in das Jahr 1369 zurückverfolgen. Beschreibung: Der zur Winkelstraße traufseitig gelegene Torflügel ist mit einem Keilstein über der Tordurchfahrt mit der Inschrift W.W.B. auf 1854 datiert. Dieser Flügel beinhaltete ehemals einen Pferdestall sowie ein Holzlager und wurde 1910 in Wohnungen umgewandelt. Das zweigeschossige Wohnhaus der insgesamt geschlossenen und im Straßenverband errichteten Hofanlage erstreckt sich traufseitig zur Alten Bruchstraße. Es diente ausschließlich zu Wohnzwecken. Küche und Wohnzimmer befinden sich im Erdgeschoss. Das Obergeschoss ist für Schlafräume bestimmt. Den gegenüberliegenden Flügel der Anlage bildet eine Scheune. Vermutlich befand sich zwischen Wohnhaus und Scheune eine offene Remise, von der noch die Außenwand erhalten ist. Den nahezu quadratischen Grundriss der Anlage schließt der Torbau zur Winkelstraße. Im Gegensatz zum niederrheinischen Hallenhaus, das bis zum Ende des 19. Jahrhunderts eine offene Herdstelle aufweist, befand sich hier unter städtischem Einfluss Herd und Ofen. Die Hofanlage in Backstein errichtet, allerdings nur in den Außenwänden, ist im Innern mit Holzgewänden konstruiert. Der Hof an der Winkelstraße weist nicht nur die Charakteristika eines Vierkanthofes in einem nahezu unveränderten Zustand, sondern zeigt ebenso anschaulich die fortschreitende typische Entwicklung der bäuerlichen Hofanlage. Neben seiner architekturgeschichtlichen Bedeutung bezieht der Hof den Denkmalwert aus seiner ortsgeschichtlichen Bedeutung als Nachfolgegut der Viersener Burg und bildet so ein wichtiges Identifikationsmerkmal zur Geschichte, Gestalt und Bedeutung des Ortsteils Rintgen. Aus wissenschaftlichen, insbesondere architekturgeschichtlichen, ortsgeschichtlichen, volkskundlichen und siedlungstopographischen Gründen liegt die Erhaltung und Nutzung des Hofes an der Winkelstraße gemäß § 2 (1) des Denkmalschutzgesetzes im öffentlichen Interesse. | 19. Jh.           | 27. August 1986    | 127             |
| Wohnhaus                         | Wohnhaus                         | Viersen Wolfskull 10 Karte                                     | Lage und Geschichte Das Haus Wolfskull 10 wurde 1975 durch den Architekten Horst Schmitges als eigenes Wohnhaus für sich und seine Familie auf einem Grundstück von knapp 1600 m² errichtet. Es ist eines von fünf Häusern der Wohngruppe Wolfskull, die eine gemeinsame Formsprache aufweisen und alle zwischen 1972 und 1978 erbaut wurden. Die gesamte Wohngruppe weist eine Süd/Ost – Nord/West Orientierung auf und wird durch eine geschwungene Stützmauer miteinander verbunden. Erbaut wurden alle fünf Häuser nach Entwürfen des Architekten Horst Schmitges in mehr oder weniger regelmäßigen Abständen zwischen 1972 und 1978. Die Wolfskull liegt im Außenbereich zwischen Viersen und Mönchengladbach und ist dicht bewaldet. Im Norden wird das Grundstück von parkartigen Laubwaldflächen begrenzt und von Osten nach Westen zieht sich ein ca. drei bis sechs Meter betragender Geländesprung, der nach Norden hin abfällt. Das Gebäude Wolfskull 10 ist das Herzstück der Wohngruppe. Beschreibung Das Haus Wolfskull 10 ist ein zweigeschossiges Gebäude. Bedingt durch den Geländesprung findet man eine Split-Level-Architektur vor. Mit dem halbgeschossigen Etagenversprung reagiert der Architekt auf die vorhandene Topographie; dadurch liegt der hintere Gebäudeteil als Untergeschoss um eine halbe Etage versetzt. Entlang der Mittelachse lässt sich eine schmetterlingsartige Anordnung erkennen. Das Gebäude ist von der Straße zurückgesetzt. Der Zugang erfolgt von der Seite und ist somit nicht direkt einsehbar. In den Grundriss integriert ist die Garage; sie verdeckt noch zusätzlich die seitlich liegende Eingangssituation. Es handelt sich um einen weiß geschlämmten Kalksandstein-Mauerwerksbau mit Flachdach. Eine Dachterrasse erstreckt sich über die gesamte Dachfläche des Untergeschosses. Darüber hinaus gibt es nur eine befestigte Terrassenfläche, die vor dem Wohnzimmer in Richtung Straße liegt und in ihrer Gestaltung als eine Verlängerung des Gebäudegrundrisses zu verstehen ist genauso wie das Fischbecken, welches sich zwischen Garage und Terrasse befindet und dem Essbereich vorgeschaltet ist. Die Außenanlagen der einzelnen Häuser werden nicht durch Zäune getrennt; private Bereiche sind lediglich durch Mauervorsprünge abgeschirmt. Auch gibt es keine künstlich angelegten Blumenbeete, um der Natur keine Konkurrenz zu machen. Der Wald reicht bis an das Gebäude heran und lässt das Haus und seine Umgebung unmerklich zusammenwachsen. Abgerundete Hausecken und gewölbte Attika-Bereiche unterstützen die Formsprache des Gebäudes zusätzlich und finden sich auch im Inneren wieder. Sie nehmen Bezug auf das sanft modellierte Gelände und das Rund der mächtigen Baumstämme. Sowohl in Richtung Straße als auch zur Waldseite öffnet sich das Haus durch vollflächige Fenster. Die beiden anderen Gebäudeseiten werden als geschlossene Wandscheiben betrachtet. An sämtlichen Fensterflächen finden sich Auskragungen des Flachdaches und der Wandscheiben; diese rahmen die Fenster zusätzlich ein. Im Bereich der Verkehrszonen finden sich axiale, halbrund geformte, doppelschalige Lichtkuppeln, die eine gebäudeverbindende Funktion innehaben. Darüber hinaus sorgen sie für eine großflächige Belichtung im Inneren des Hauses. Durch die diffuse Waldsituation ist ein zusätzliches Verschattungssystem nicht vonnöten. Grundprinzip der inneren Aufteilung ist eine Schotten-Bauweise, die von einem Raster (1,20 m × 1,20 m) bestimmt wird. Sie bietet ein Höchstmaß an individueller Gestaltungsfreiheit. Die halbrunden Lichtkuppeln, welche sich vom Hauseingang aus 18 m über die gesamte Breite des Gebäudes ziehen, kennzeichnen die Ost-West-Achse und überdecken die Flurbereiche der höhenverschiedenen Ebenen, von welchen die einzelnen Raumbereiche, die sich nach Bedarf im Raster von Norden und Süden anschließen, zu erreichen sind. In der Mitte dieser Erschließungsachse befindet sich eine Wendeltreppe aus weißlackiertem Metall und gefliesten Stufen, die sowohl den Abgang in das Untergeschoss, als auch den Aufgang auf die Dachterrasse ermöglicht. Die äußere Formsprache der abgerundeten Wände wiederholt sich im Gebäudeinneren. Außerdem erstrecken sich sämtliche Fensteröffnungen vom Boden bis zur sturzlosen Sichtbetondecke. Es handelt sich um weiße, pulverbeschichtete Aluminiumfenster mit Isolierverglasung. Im ganzen Haus sind rechteckige, rein weiße Industriefliesen verlegt, die sich darüber hinaus auch im Außenbereich (Eingang, Terrasse) wiederfinden. Somit erwecken sie den Eindruck eines fließenden Überganges zwischen Innen und Außen. Zudem unterstützt die Fliesung die Rundungen der Wände, indem sie entlang dieser mit Keil- und Kreuzfugen ornamentartig verlegt ist. Zum gestalterischen Konzept gehören des Weiteren noch die Deckenstrahler, die - deckengleich eingebaut - in jedem Raum des Hauses noch im Original zu finden sind. Im Erdgeschoss sind neben der Doppelgarage die Küche, der Essbereich und der Wohnbereich und im Untergeschoss Schlaf-, Bade- und Arbeitszimmer sowie das Schwimmbad angeordnet. Die Raumfolge im Erdgeschoss ist fließend. Die Küche und der davor geschaltete Essbereich sind zur Straßenseite offen genau wie der Wohnbereich. Dieser ist nur durch einen zusätzlichen Raumversprung vom Essbereich abgegrenzt. Trotz seiner geringen Raumgröße von 25 m² wirkt er durch die nahtlose Verbindung mit den anderen Bereichen und seine Transparenz nach außen um ein Vielfaches größer. Dem gegenüber ist die geschlossene, nicht einsehbare Raumaufteilung im Untergeschoss eher konventionell und kleinteilig. Die beiden Kinderzimmer werden durch eine Faltwand voneinander getrennt. So kann nach Bedarf ein großer Raum geschaffen werden. Im Nasszellenbereich dominiert eine große integrierte Kunststoff-Sanitär-Einheit aus Waschbecken, Badewanne und Bidet. Außerdem wird der Raum durch wandhohe Spiegel optisch vergrößert. Das Erdgeschoss mit dem Wohnbereich orientiert sich mit seinen Fenstern nach Süden, während sich das Untergeschoss mit den Schlafräumen nach Norden öffnet. Als raumbildend im Wohnbereich ist der offene Kamin in der Mitte des Raumes zu erwähnen, um den sich die Möblierung gruppiert und der dominant die Situation beherrscht. Er ist in eine schwarzgestrichene Betonschale eingelassen und die Kaminhaube lässt sich bei Bedarf herunterziehen. Die um den Kamin gebaute Sitzgruppe fügt sich harmonisch in das Gesamtbild ein und ist wie die Einbauküche, der Essbereich und das Elternschlafzimmer als Teil des architektonischen Konzepts zu verstehen. Als besondere Gestaltung sind die Wand zwischen Schlafzimmer und Flur und die Wand zwischen Schlafzimmer und Schwimmbad zu nennen. Die Kalksandsteine sind hier im Fischgrät-Muster gegeneinander versetzt. Dadurch entstehen grobgerasterte Flächen, auf die ein faszinierendes Spiel von Licht und Schatten stattfindet. Zusätzlich auf einigen Steinen angebrachte Spiegel brechen das Sonnenlicht und erhöhen den Effekt. Diese eigenwillige Struktur ist raumbildend. Die Raumorganisation funktioniert durch Stufen, vorspringende Wandscheiben und Einbau-Möblierung (gemauerter Bücherschrank, Einbauküche, Garderobe, Wendeltreppe) auf kleinem Raum. Dominiert wird das Gebäude durch seine architektonische Form und das Spiel von Licht und Schatten. Weder exquisites Material noch teures Interieur oder besondere farbige Akzente sind gestaltungsgebend. Die alles beherrschende Farbe ist weiß. Damit passt sich das Haus der lichtarmen Waldsituation an. Kalksandstein-Sichtmauerwerk, das weiß geschlämmt oder farblos imprägniert ist, weiß gestrichene Stahlbetondecken, rein weiße Industriefliesen und weiß pulverbeschichtete Aluminiumfenster sowie Glas sind die vorherrschenden Baumaterialien. Das durchgängig weiß-transparente Farbkonzept bezieht das Grün des umgebenden Laubwaldes ins Innere des Hauses mit ein. Das gesamte Wechselspiel der Jahreszeiten mit seiner Vielfältigkeit und seinen Farbkompositionen ist auch im Hausinneren erlebbar. Architekt und Bauherr Horst Schmitges wurde am 27. Februar 1939 in Düsseldorf geboren. Schon 1942 siedelte die Familie nach Mönchengladbach über. Sein Architekturstudium begann er 1960 an der RWTH Aachen, welches er 1965 abschloss. Im gleichen Jahr trat er in das Büro Prof. Eller-Moser-Walter ein und begann zeitgleich seine Promotion am Lehrstuhl für Baugeschichte und Denkmalpflege an der RWTH Aachen bei Professor Willy Weyres, bei dem er 1969 über das Werk des Architekten Caspar Clemens Pickel promovierte. Großen Einfluss auf Schmitges nahm Professor Rudolf Steinbach. Dieser war ein Verfechter der asketischen, reduktionistischen Gestaltung und lehrte als Lehrstuhlinhaber für Baukonstruktionslehre an der RWTH Aachen. Der Übergang zur Selbstständigkeit war fließend. Neben Bauvorhaben, die er für das Büro Prof. Eller-Moser-Walter betreute, war die Wohngruppe Wolfskull eines seiner ersten eigenen Projekte. Im Mai 1973 gründete er schließlich nach schrittweisem Ausscheiden aus dem Büro Prof. Eller-Moser-Walter sein eigenes Büro in Mönchengladbach. Während er mit dem Büro Prof. Eller-Moser-Walter Projekte wie das Rathaus Büttgen, die Pädagogische Hochschule Westfalen-Lippe in Hüttental/Weidenau, das Rechenzentrum F.F. Bayer AG Leverkusen, die Hauptverwaltung Vorwerk und Co. in Wuppertal und das Kloster Berg Sion in Schönstatt realisierte, waren und sind die Projekte seines Büros eher im Wohnhausbau zu finden. Von seinen frühen Projekten sind unter anderem zu nennen: die Wohngruppe Wolfskull in Viersen, das Wohnhaus R. Otten in Mönchengladbach, das Wohnhaus Eheleute König in Viersen, die Erweiterung der Katholischen Hauptschule in Mönchengladbach und das Wohnhaus Nordhausen in Roetgen/Aachen. Gerne arbeitet Horst Schmitges mit Künstlern wie Heinz Mack und Adolf Luther zusammen; zwei herausragenden Vertretern der Lichtkunst bzw. der ZERO-Gruppe. Bewertung Architekturgeschichtlich und stilistisch lässt sich das Haus Wolfskull 10 nicht eindeutig einer architektonischen Richtung zuordnen. Nur bedingt steht es in der Tradition der klassischen Moderne, bei der das Ineinandergreifen von Innen und Außen und die Ablehnung traditioneller Gestaltungs- und Raummuster im Vordergrund stehen. Die Grundrisskonzeption und Raumentwicklung weist eine besondere Qualität auf und wird durch die originale Erhaltung und das erkennbar gehobenen Anspruchsniveau erlebbar. Zu erwähnen sind außerdem die kleinteiligen Räume (besonders im hinteren Geschoss). Die vorhandene Dichte setzt sich von der Theorie des „entgrenzten Raum“ der funktionalistischen Moderne ab. Der Umgang mit der vorhandenen Natur im Sinne der Blick- und Raumbeziehungen und der Vegetation, aber auch im Sinne der Einbeziehung von Licht in die Planung des Gebäudes zeigt das behutsame und überlegte Vorgehen des Architekten. Mit seinen versetzten Etagen entlang des Geländesprungs fügt sich das Haus nahtlos in die vorhandene Topographie ein. Der Übergang von außen nach innen ist fließend; großflächige Fensterwände und Sichtmauerwerk auch im Inneren unterstützen dies zusätzlich. Die Möblierung des Gebäudes führt den architektonischen Charakter des Hauses weiter aus und unterstützt mit ihrer Gestaltung die Grundidee des Konzepts. Sowohl national, als auch international gibt es mehrere Publikationen über das Haus Wolfskull 10; vorwiegend aus den 1980er Jahren. Als außergewöhnlich qualitätsvoll gestaltetes Wohnhaus der 1970er Jahre eines bekannten Architekten ist das Haus Wolfskull 10 bedeutend für Viersen. An der Erhaltung und Nutzung besteht aus wissenschaftlichen, insbesondere architekturgeschichtlichen Gründen ein öffentliches Interesse. Es ist daher gemäß § 2 Denkmalschutzgesetz NRW ein Baudenkmal. Ebenfalls zum Schutzumfang gehört die vordere Terrasse und das Fischbecken, da sie gestalterisch eine Verlängerung des Gebäudegrundrisses sind. | 1975              | 9. März 2015       | 515             |
| Dahlhof                          | Dahlhof                          | Süchteln Zerresweg 52 Karte                                    | Bei der landschaftstypischen, an der heutigen Ortsgrenze Süchte1n gelegenen backsteinsichtigen vierflügeligen Hofanlage handelt es sich um ein ehemaliges Wohn-Stallhaus, Scheune und Torbau sowie eine Remise. Der Gebäudekomplex ist im Laufe der Jahre durch die Nutzung bestimmter Erweiterungen mit einer zweiten Hofanlage verwachsen. Die Siedlung besteht aus mehreren Wirtschaftsgebäuden, die die Ortsbezeichnung Dahlhöfe tragen. Das Wohn-Stallhaus, vermutlich Ende des 18. Jahrhunderts entstanden, ist dem neueren Typ des niederrheinischen Hallenhauses zuzuordnen. Die Fassade des wohl ältesten Bestandteils der Anlage ist symmetrisch gestaltet. Mittig die Toreinfahrt, daneben jeweils zwei Stallfenster, die eine Sprossenteilung erfahren, über der Toreinfahrt sind zwei Fenster, darüber in der Spitze des Giebels ist ein weiteres in der gleichen Größe angeordnet. Die Deckenanker über dem Obergeschoss sind mit den Buchstaben ANNO ausgebildet. Mittig über der Toreinfahrt ist ein Kreuzanker angebracht. Daneben zwei Balkenanker, die die Konstruktionsachsen in der Fassade aufzeigen. Klar erkennbar ist im Innern des Gebäudes das vierachsige Konstruktionssystem. Die Eichenfachwerkkonstruktion im Stallbereich wurde durch Stahlstützen ersetzt. Das Dachgeschoss sowie der Spitzboden sind noch in der ursprünglichen Balkenkonstruktion unverändert erhalten. Auf der linken Seite, verdeckt von der Remise ist ein größerer Entlastungsbogen und links auf der Fassade eine mit Ziegeln geschlossene Türe im Mauerwerk ablesbar. Die Fenster sowie die Türe sind mit Stichbögen, die mittig mit einem Keilstein gesprengt werden, überdeckt. Der ursprüngliche Wohnteil des Wohn- und Stallhauses wurde vermutlich Mitte des 19. Jahrhunderts durch ein zweigeschossiges Backsteingebäude mit Satteldach in fünf zu drei Achsen ersetzt. Das Haus ist symmetrisch gestaltet und richtet sich mit dem Giebel quer zum ehemaligen Stallteil. Die Traufseite und Hauptfassade des Hauses richtet sich nach Osten. Sie erfährt durch die überhöhte Türe mit Oberlicht eine Betonung der Mitte. Auf beiden Seiten der Türe sind jeweils zwei Fensterachsen angeordnet, Fenster und Türe sind von profilierten Stuckgewänden umrahmt. Die Fenster sind noch im originalen Zustand und werden im Obergeschoss sowie die Türe mit einem vorgeblendeten Sturz überdeckt. Ein im Mauerwerk strukturiertes Kranzgesims leitet zum Dach über. Die südliche Giebelseite des Hauses ist mit drei Fensterachsen versehen, wobei auf der mittleren Achse ein Fenster den Spitzboden belichtet. Im Inneren des Gebäudes ist der originale Fliesenboden erhalten sowie einige Einrichtungsgegenstände aus dem ehemaligen Wohnhaus. Neben dem südlichen Giebel des Wohnhauses schließt versetzt der ehemalige Pferdestall an, er ist vermutlich 1935 im Zusammenhang mit der Umbaumaßnahme am Torbau entstanden. Der Giebel des eingeschossigen Anbaus schließt mit einem stufenförmig gemauerten Ortgang ab. Hier belichten zwei mit Stichbogen überdeckte Sprossenfenster das Dachgeschoss. Seitlich versetzt die Türe, links daneben ein Stallfenster. Eine weitere mit Gittern versehene Fensteröffnung befindet sich rechts neben der Türe. Den südlichen Flügel der Hofanlage bildet die Scheune. Über dem Tor zum Hof ist hier ein Keilstein mit der Inschrift P.J.Z., darunter A.S.L., und die Jahreszahl 1892 zu lesen; der Scheunentrakt sowie der Torbau sind wohl zusammen erbaut worden, wobei der Tordurchfahrt, wie im Mauerwerk ablesbar, ein Giebel mit der Inschrift der Jahreszahl 1935 aufgesetzt wurde. Im Inneren sind senkrechte Stegleitern sowie die Dachkonstruktion erhalten. Die Durchfahrt im Torbau ist ausgerichtet auf das Tor im ehemaligen Wohn- und Stallhaus. Als verbindendes Element wird hier Kopfsteinpflaster, das quer über den Hof verläuft, verwendet. Die übrige Hoffläche ist mit Kieselsteinen gepflastert. Deutlich ist hier eine Gliederung durch große Steine in parallelen Abschnitten zu erkennen. Den nördlichen Flügel und Anschluss an den Nachbarhof bildet eine Remise. Weiter befindet sich auf dem zugehörigen Gelände ein alter Baumbestand, von dem eine Kastanie besonders hervorzuheben ist. Die landschaftsprägende Hofanlage weist nicht nur in seinem Wohn-Stallhaus auf die typischen Merkmale des niederrheinischen Hallenhauses hin, sondern zeigt ebenso anschaulich die fortschreitende typische Entwicklung der bäuerlichen Hofanlage des Viersener Raumes im 18. und 19. Jahrhundert. Aus wissenschaftlichen, insbesondere architektonischen volkskundlichen, landschaftsbezogenen und siedlungstopografischen Gründen liegt die Erhaltung und Nutzung des Dahlhofes gemäß § 2 (1) des Denkmalschutzgesetzes im öffentlichen Interesse. | Ende 18. Jh.      | 15. Oktober 1985   | 74              |
| Herbert-Norkus-Schule            | Herbert-Norkus-Schule            | Viersen Zweitorstraße 1 Karte                                  | Geschichte: Ein Artikel in der Rheinischen Landeszeitung vom 12. Sept. 1937, der in der Schulchronik 1938–1988, S. 45 ff. abgedruckt ist, schildert ausführlich die frühe Schulgeschichte von Bockert und Hoser. Die erste urkundliche Erwähnung einer Schule in Bockert stammt demnach bereits aus dem 17. Jahrhundert: nach Mackes wurde 1666 (an der Kreuzstraße) eine Winkelschule für die damalige Honschaft eingerichtet, die dort bis 1825 bestand. Es handelt sich also um die zweitälteste Schule im heutigen Viersener Stadtgebiet nach der Schule am Schultheißenhof. 1825, im selben Jahr also, in dem durch Kabinettsorder auch das preußische (Volks-)Schulwesen insgesamt verbindlich neu eingeführt wurde, erhielt Bockert ein neues Schulgebäude, das bis zu einem erneuten Neubau 1879 in Gebrauch war. Durch Abtrennungen eigener Schulen für Hoser und Oberbeberich entwickelte sich das Volksschulwesen weiter auseinander, bis es mit dem Neubau der Zweitorschule 1938 wieder zusammengeführt wurde. Nach der Schulchronik war der Bauplatz an der Ecke Hardter Straße/Zweitorstraße zuvor eigentlich für einen Kirchenneubau vorgesehen. Die neue gemeinsame Schule von Bockert, Hoser und Oberbeberich führte bis 1945 zunächst den Namen „Herbert-Norkus-Schule“, nach einem Hitler-Jungen, der 1932 bei einer Schießerei in Berlin ums Leben gekommen war und danach im NS-Regime als „Märtyrer“ verehrt wurde (Vorbild für den Film „Hitlerjunge Quex“); sein Todestag (der 24. Januar) wurde zum Trauertag der nationalsozialistischen Jugend erklärt. Wohl nicht zufällig fand die feierliche Einweihung der neuen Schule daher am 24. Jan. 1938 statt. Erster Rektor wurde Karl Radermacher, der zuvor die alte Bockerter Schule geleitet hatte. 1939 wurde die katholische Volksschule gemäß der nationalsozialistischen Schulpolitik in eine simultane deutsche Schule umgewandelt. Nach kriegsbedingter Einstellung des Schulbetriebs bezog im Herbst 1944 vorübergehend die Stadtverwaltung das Gebäude, da man sich hier, außerhalb des Stadtzentrums, eine größere Sicherheit vor Luftangriffen erhoffte. Am 1. März 1945 besetzten amerikanische Truppen das Schulgebäude und zerstörten große Teile des Inventars. Im Mai 1945 begannen Instandsetzungsarbeiten an der ansonsten relativ wenig zerstörten Schule, so dass zum 13. Aug. 1945 der Unterricht wieder aufgenommen werden konnte. Nachdem der ursprüngliche Name in „Schule an der Zweitorstraße“ geändert worden war, erfolgte 1946 nach einer Abstimmung die Wiedereinrichtung als „Katholische Volksschule“, die dann 1968 in eine katholische Grundschule übergeführt wurde. Als nennenswerte bauliche Erweiterung kamen nach dem Krieg eine überdachte Pausenhalle und 1964 eine Turnhalle hinzu. Andere bauliche Maßnahmen betrafen bis dato im Wesentlichen die Heizungsanlage. Die auffallende gelbe Putzfarbe des Außenbaus stammt laut Chronik aus 1982. Beschreibung: Die Schule, auf einem Eckgrundstück gelegen, erstreckt sich mit ihrer breit gelagerten Langseite entlang der (untergeordneten) Zweitorstraße. Um die Straßenseiten des Gebäudes herumgeführt ist eine niedrige Backsteinmauer, die vor dem Eingang einen kleinen Vorplatz ausbildet und dann auch nach hinten zum rückwärtigen Schulhof leitet. Die über backsteinverblendetem Sockel verputzten beiden Hauptgeschosse werden von einem großflächigen, nur vereinzelt mit Gauben geöffneten Walmdach überfangen. Die Flucht des Baukörpers verspringt an der Zweitorstraße von links aus gesehen nach etwa einem Drittel der Länge; im Grundriss stellt sich das Gebäude dementsprechend als Zusammensetzung dreier rechtwinklig zueinander gerichteter Trakte dar, was auf der Hofseite auch in der Ansicht deutlich wird, da hier der quergestellte Eingangstrakt als Risalit vorgezogen ist. Die Lochfassade wird proportioniert durch zu Vierergruppen gebündelte hochrechteckige Fenster (was die einzelnen Klassenräume widerspiegelt). Große Wandpartien an den Gebäudekanten sind nicht durchfenstert, da sie die Stirnseiten quergerichteter Klassenzimmer bilden. Sie boten daher Hintergrund für eine Uhr (an der Straßenecke; nicht mehr vorhanden) oder vermutlich auch den Schriftzug des ehemaligen Schulnamens. Zusätzlich tragen Fallrohre an den bereits im Entwurfsplan so vorgesehenen Stellen zur Gliederung der breiten Fassade bei. Der Haupteingang mit zweiflügeliger, großflächig durchfensterter Holztür, befindet sich hinter einer kleinen offenen Vorhalle, die durch über Eck gestellte Rundbögen mit Keilstein geöffnet ist (Pfeiler und Bogenlauf backsteinverblendet). Oberhalb der Rundbögen ist das Rektorzimmer mit jeweils einem Austritt vor Fenstertür gekennzeichnet. Seitlich davon beleben zusätzlich zwei kleine Rundfenster die Wandfläche des Eingangstraktes. Drei kleine, ursprüngliche Dachgauben sind zur Zweitorstraße hin gerichtet. Die beiden Schmalseiten sind ebenfalls mit jeweils vier Klassenfenstern pro Geschoss durchfenstert. Die Hofseite besitzt kleinere und nicht zu Gruppen gebündelte Fenster (für die Flure), was ihr insgesamt ein etwas weniger fein proportioniertes Aussehen verleiht. Hofausgang und ein Teil des Erdgeschosses sind heute unter einer neueren Pausenhalle verdeckt, die ursprüngliche Treppenanlage mit abgerundeten Wangenmauern am Hinterausgang sowie ein außenliegender Trinkbrunnen sind verändert bzw. beseitigt. Ein schlankes hochrechteckiges Treppenhausfenster akzentuiert die Seitenfläche des Eingangsrisalits. Am vom Hof aus gesehen linken Flügel führt ein doppelter, mit Backsteinmauern gefasster Abgang in den Keller, zu den getrennten Sanitärräumen für Jungen und Mädchen. Die Fenster sind mit einer am alten Vorbild orientierten Teilung erneuert. Im Inneren sind Grundriss und einige charakteristische Ausstattungsdetails weitgehend erhalten. Hervorzuheben ist die Einhüftigkeit des Grundrisses, d. h. statt eines Mittelflures gibt es einen direkt mit Tageslicht belichteten Seitenflur, der die an lediglich einer Seite bzw. an der Stirn befindlichen (Klassen-)Räume erschließt. Beide Geschosse beinhalten jeweils fünf gleich angeordnete Klassen. Wie bereits von außen an den Austritten zu erkennen, liegt das Rektorzimmer an prominenter Stelle über dem Eingang. Von raumprägender Wirkung ist in den Fluren die Wandverkleidung aus hellem Naturstein. Im Obergeschoss ist ein diese Verkleidung aufnehmender Trinkbrunnen aus der Bauzeit noch erhalten, sein Pendant im Erdgeschoss ist beseitigt (die rundbogige Überhöhung der Wandverkleidung markiert aber noch seinen alten Standort). Im zentralen Eingangstrakt befindet sich die originale Treppe mit flachen Steinstufen (gerade, zweiläufig mit 90 Grad-Richtungswechsel) und einfachem Metallgeländer. Die zentrale Gelenkfunktion des Eingangstraktes unterstreicht die zentrale Lage von Lehrerzimmer und Lehrmittelraum neben der Treppe (beide mit Wandschränken ausgestattet). Die Fußböden der Klassenzimmer sind als Parkett ausgeführt. Ein bemerkenswertes historisches Erinnerungsstück ist die erhaltene Tür eines alten Luftschutzraumes im Keller, der hier bei der Planung 1936/37 bereits vorgesehen war. Architekturgeschichtliche Würdigung und Denkmalwert Die Schule an der Zweitorstraße ist ein in den wesentlichen Elementen anschaulich erhaltenes Zeugnis der Schulbauarchitektur der 1930er Jahre. Ihr traditionalistisches Formenvokabular ist der Heimatschutzarchitektur entnommen, die in dieser Zeit im Schulwesen ebenso wie z. B. bei kleineren öffentlichen Verwaltungsbauten, Militärbauten und im Siedlungswesen gleichsam verbindlich war. Charakteristische Merkmale sind der breit gelagerte Baukörper, dessen schlichte Putzfassade ohne Ornamentierung allein durch die Proportion der Öffnungen und vereinzelte demonstrative handwerklich-traditionalistische Details (hier z. B. die Bögen des Eingangs) gegliedert wird. Aufteilung des Raumprogramms auf rechtwinklig zueinander gruppierte Flügel sowie ein großflächiges, baukörperprägen-des Steildach sind weitere Kennzeichen. Bemerkenswert ist, wie durch die Gruppierung der Öffnungen die innere Raumverteilung bereits am Außenbau offensichtlich wird. Im Inneren sind weitere schulbautypologische Details wie einhüftiger Grundriss, Wandverkleidung und Trinkbrunnen erhalten. Innerhalb von Viersen ist die Schule an der Zweitorstraße sicherlich das qualitätsvollste und am besten erhaltene Beispiel der Schulbauarchitektur der 1930er Jahre. Sie ist damit ein wichtiges Bindeglied zwischen der Grundschule Hamm mit ihren typischen, expressionistischen Formen der 1920er Jahre und dem Schulbau der Nachkriegszeit. Neben diesen architekturgeschichtlichen Aspekten ist die Schule an der Zweitorstraße als zentrale Volks-, später Grundschule der südlichen Stadtteile Bockert, Oberbereich und Hoser selbstverständlich auch von ortsgeschichtlicher Bedeutung. Durch ihre markante Ecklage und ihren straßenraumprägenden Charakter innerhalb der Zweitorstraße, die gegenüber von einer qualitätsvollen Reihe einheitlicher älterer, stilistisch ähnlicher Siedlungshäuser mitgestaltet wird, kommt der Schule schließlich auch beachtliche städtebauliche Bedeutung zu. Die umlaufende niedrige Einfriedung unterstreicht diese Funktion. Als ehemalige Volks-, heute Grundschule der Ortslagen Bockert, Hoser und Oberbeberich ist die Schule an der Zweitorstraße bedeutend für Viersen. An ihrer Erhaltung und Nutzung des Schulgebäudes einschließlich Einfriedung besteht aus den dargelegten wissenschaftlichen, besonders architektur- und ortsgeschichtlichen sowie aus städtebaulichen Gründen ein öffentliches Interesse. Es handelt sich daher gemäß § 2 (1) Denkmalschutzgesetz um ein Baudenkmal. | 1938              | 31. Mai 2001       | 409             |